# Dassault Rafale

Dreiseitenriss der Zweisitzerversion Dassault Rafale B

Die Rafale (französisch für Böe oder Windstoß) ist ein zweistrahliges Mehrzweckkampfflugzeug des französischen Herstellers Dassault Aviation. Es wurde fast vollständig im nationalen Alleingang entwickelt, nachdem Frankreich aus dem Eurofighter-Konsortium ausgestiegen war.
Technisch zählt die Rafale zusammen mit dem Eurofighter und der Saab JAS 39 Gripen zu einer Gruppe moderner europäischer Kampfflugzeuge in Delta-Canard-Auslegung. Durch ihre Auslegung als leichtes, vielseitiges, sowohl land- als auch trägergestütztes Mehrzweckkampfflugzeug unterscheidet sich die Rafale von diesen Modellen in einzelnen Punkten jedoch erheblich.
Der Erstflug eines Demonstrators wurde am 4. Juli 1986 absolviert und am 19. Mai 1991 begann der erste seriennahe Prototyp den Testflugbetrieb. Seit Ende 2000 beziehungsweise Ende 2004 wird die Serienversion an die Aviation navale und die Armée de l’air ausgeliefert, die die Beschaffung von insgesamt 286 Maschinen planen.
Bis 2023 wurden insgesamt 253 Maschinen in vier Tranchen ausgeliefert, weitere rund 250 Stück sind bestellt oder geplant, womit die Zahl der gebauten Flugzeuge bis 2031 auf rund 500 steigen soll.
Die französischen Streitkräfte sind der erste und größte Nutzer. Sie haben die Rafale bei mehreren Einsätzen über Afghanistan, bei der internationalen Intervention in Libyen und in Mali operativ eingesetzt.

## Entwicklungsgeschichte

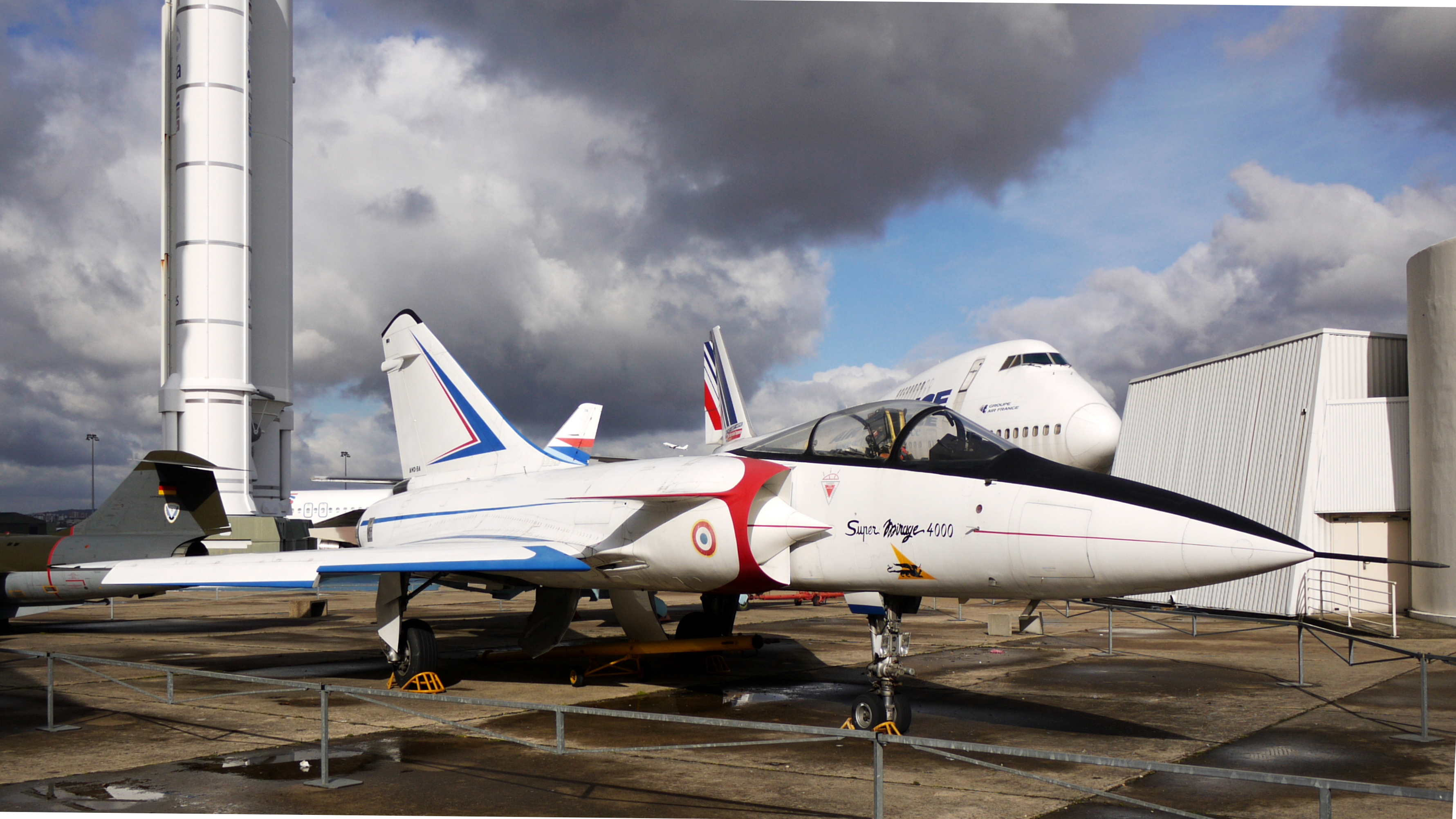
Eine Mirage 4000 (Erstflug 1979); ersichtlich sind die an der Vorderkante rot lackierten Canards

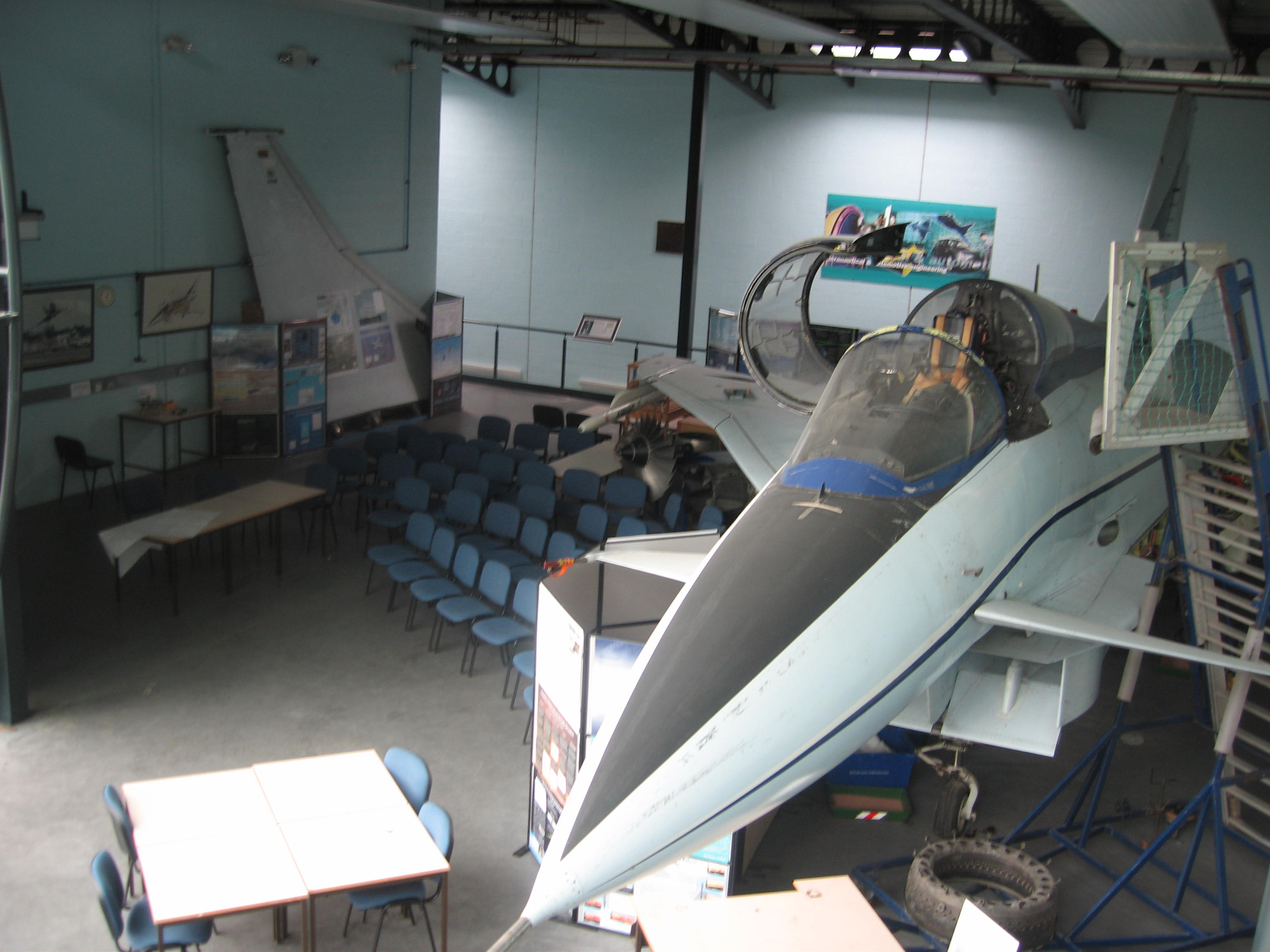
Der BAe-EAP-Prototyp

### Vom ACF zur Mirage 2000
Anfang der 1970er-Jahre arbeitete man in Frankreich unter dem Titel Avion de Combat du Futur (ACF) an einem künftigen Jagdflugzeug. Dieses sollte etwa 1990 sowohl die Mirage III, damals das Rückgrat der französischen Jagdfliegerkräfte, als auch die damals in Einführung befindliche Mirage F1 ersetzen. Mit einer Marineversion sollten außerdem die Vought F-8 Crusader, die als Jagdflugzeuge auf den Trägern der Marine nationale eingesetzt wurden, ersetzt werden. Gefordert war ein leistungsfähiges, zweistrahliges Deltaflugzeug, das bereits mit Fly-by-wire ausgestattet sein und zu dessen Bau Kompositwerkstoffe verwendet werden sollten. 1975 wurde das Projekt gestoppt, da zu hohe Kosten befürchtet wurden. Stattdessen offerierte Dassault unter dem Projektnamen Delta 2000 ein kostengünstiges, einstrahliges Deltaflugzeug, das auf Basis der Mirage III in kurzer Zeit und relativ kostengünstig entwickelt werden konnte. Erwies sich die konventionell ausgelegte Mirage F1 dem Deltaflugzeug Mirage III insbesondere bei der Wendigkeit noch als überlegen, konnten mit der Mirage 2000 – diesen Namen erhielt das Projekt Delta 2000 – die Nachteile des Deltaflügels weitgehend überwunden und dessen Vorteile genutzt werden. Dafür wurden zum ersten Mal Kompositwerkstoffe in geringem Umfang verbaut und kleine starre Strakes vorn über dem Deltaflügel montiert. Die mit Abstand wichtigste Innovation war jedoch das Fly-by-wire-System in Kombination mit einer aerodynamisch instabilen Auslegung (siehe auch unten).

### Wiederaufnahme und europäische Kooperation
Im Jahr 1977 wurde bei der Armée de l’air die Idee eines modernen, nun nach 1990 in Dienst zu stellenden Jagdflugzeuges unter dem Projekttitel Avion de Combat Tactique (ACT) wieder aufgegriffen. Dabei sollte auf dem Projekt ACF aufgebaut und die Auslegung als zweimotoriges Deltaflugzeug mit Fly-by-Wire-Steuerung übernommen werden. Ein Jahr später wurde außerdem bei der Marine Nationale das Projekt Avion de Combat Marine (ACM) ins Leben gerufen, um endlich die F-8 zu ersetzen. Im Jahr 1979 wurde erstmals darüber gesprochen, die beiden französischen Projekte sowie die Projekte Großbritanniens und Deutschlands, die unter den Projektnamen Air Staff Target 403, kurz AST 403, respektive Taktisches Kampfflugzeug 1990, kurz TKF90, ebenfalls ein modernes Jagdflugzeug beschaffen wollten, zu einem europäischen Projekt zusammenzuführen. Für dieses europäische Projekt entwickelten alle drei beteiligten Unternehmen – Dassault, MBB und BAe – je einen eigenen Entwurf. 1983 wurde der EAP-Prototyp (Experimental Aircraft Program) präsentiert, der unter der Federführung von BAe entstanden war und den ACA-Entwurf (Agile Combat Aircraft) von BAe mit dem TKF90-Entwurf von MBB vereinigte. Dassault hingegen stellte 1983 auf Basis des ACT und ACM einen eigenen, überarbeiteten Entwurf unter dem Namen Avion de Combat eXpérimental (ACX) vor. Obwohl die Unfähigkeit sich auf einen Entwurf zu einigen, bereits von erheblichen Differenzen zeugte, wurden Ende 1983 und Ende 1984 zwischen Deutschland, Frankreich, Großbritannien, Italien und Spanien zwei Kooperationsverträge zur Entwicklung eines European Fighter Aircraft (EFA) unterzeichnet. Bis zu diesem Zeitpunkt hatte man sich auf einige Grundlagen geeinigt:
- Canard-Delta-Auslegung
- Zwei Triebwerke
- Fly-by-Wire-Steuerung
- Erstflug 1987
- Bau von rund 900 Maschinen ab 1991

Trotzdem konnte man sich auch danach weder auf einheitliche Spezifikationen noch über die Arbeitsteilung einigen. Frankreich wollte ein kleineres, günstigeres Mehrzweckkampfflugzeug mit ausgeprägten Kurzstarteigenschaften, das für Einsätze von den relativ kleinen französischen Trägern besser geeignet war und bessere Exportchancen haben sollte, während Deutschland und Großbritannien ein möglichst leistungsfähiges und wendiges Jagdflugzeug im Sinn hatten. Außerdem beanspruchte Frankreich die Systemführerschaft und 50 % Arbeitsanteil. Im August 1985 scheiterten die Verhandlungen endgültig, woraufhin der damalige französische Verteidigungsminister Charles Hernu verkündete, dass Frankreich aus dem EFA-Programm aussteige und das ACX in Eigenregie zur Serienreife entwickeln werde. Die verbliebenen vier Nationen entwickelten das EFA zum Eurofighter.

### Entwicklung im Alleingang

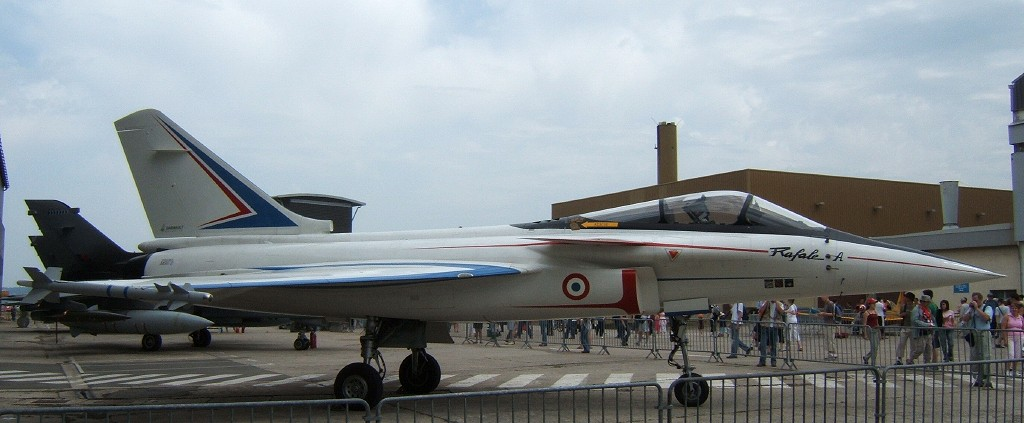
Der Prototyp Dassault Rafale-A

Nach dem Ausstieg aus dem EFA-Programm entwickelte Dassault aus dem ACX in relativ kurzer Zeit einen flugfähigen Demonstrator, der den Namen Rafale A erhielt und die Machbarkeit des Projekts aufzeigen sollte. Nach der öffentlichen Vorstellung am 13. Dezember 1985 fand der Erstflug am 4. Juli 1986 auf der Luftwaffenbasis in Istres statt, noch mit F404-GE-400-Triebwerken vom US-amerikanischen Hersteller General Electric. Dabei wurde mit Mach 1,3 bereits Überschallgeschwindigkeit erreicht.
Im Februar 1987 kündigte der damalige französische Präsident François Mitterrand die Beschaffung eines auf dem Rafale-A-Demonstrators basierenden Serienflugzeugs sowohl für die Armée de l’air als auch für die Aviation navale an. Insbesondere in der Marine gab es Bedenken bezüglich der Verfügbarkeit eines adäquaten Jagdflugzeugs: Die F-8 Crusader waren bereits Mitte der 1960er-Jahre beschafft worden und konnten nicht mehr länger als bis 1993 in Dienst gehalten werden, während die Rafale frühestens 1998 zur Verfügung stehen würde. Die Marine hätte deshalb die Beschaffung der rasch verfügbaren US-amerikanischen McDonnell Douglas F/A-18 vorgezogen. Das weckte jedoch Befürchtungen, dass eine entsprechende Reduzierung der Stückzahl bei der Rafale dieses Projekt zu teuer werden ließe. Stattdessen wurde deshalb ein Teil der F-8 Crusaders und der Dassault Super Étendard einer Lebensdauerverlängerung und Modernisierung unterzogen. Die F-8 konnten somit bis 1999 genutzt werden, was jedoch nach wie vor zu einer Lücke von rund zwei Jahren führte, in der kaum Jagdflugzeuge zur Verfügung standen.
Das Erprobungsprogramm wurde fortgesetzt: am 4. März 1987 wurde zum ersten Mal Mach 2 erreicht, im April 1987 wurden Trägerlandungen auf der Clemenceau und im Juli 1988 auf der Foch simuliert. 1990 wurde eines der beiden Triebwerke der Rafale A durch das von Snecma (heute ein Teil von Safran) seit 1986 entwickelte M88-1-Triebwerk ersetzt, womit am 27. Februar 1990 zum ersten Mal geflogen wurde. Nach 867 Flügen wurde die Rafale A am 24. Januar 1994 außer Betrieb genommen.

### Erprobungsprogramm
| Flugzeug                                                 | Kennung         | Erstflug          | Flüge 1         | Flugstunden 1   | Außerdienststellung |
| -------------------------------------------------------- | --------------- | ----------------- | --------------- | --------------- | ------------------- |
| A                                                        | F-ZJRE          | 4. Juli 1986      | 867             | k. A.           | 24. Januar 1994     |
| C 01                                                     | F-ZWVR          | 19. Mai 1991      | 861             | 1081            | –                   |
| M 01                                                     | F-ZWVM          | 12. Dezember 1991 | 723             | 0438            | –                   |
| B 01                                                     | F-ZWVS          | 30. April 1993    | 700             | 0741            | –                   |
| M 02                                                     | –               | 8. November 1993  | 348             | 0297            | –                   |
| C 02                                                     | 1991 gestrichen | 1991 gestrichen   | 1991 gestrichen | 1991 gestrichen | 1991 gestrichen     |
| 1 Nur bis zum Ende des Flugtestprogramms im Oktober 1997 |                 |                   |                 |                 |                     |

Nach der Entscheidung von 1987, die Rafale A zu einem Serienflugzeug weiterzuentwickeln, wurde am 21. April 1988 der Vertrag zur Entwicklung mit einem Industriekonsortium unterschrieben. Dieses bestand neben Dassault aus Thomson-CSF (heute Thales Group, zuständig für das Radar und EloKa-Systeme) und Snecma (heute Safran, zuständig für das Triebwerk). Für die weitere Erprobung wurden vier seriennahe Prototypen gebaut, die mit umfassender Testinstrumentierung ausgestattet wurden. Als erstes hob das einzige einsitzige Luftwaffenflugzeug Rafale C 01 – ein zweiter Prototyp des Luftwaffeneinsitzers wurde gestrichen – am 19. Mai 1991 ab. Am 12. Dezember 1991 respektive am 8. November 1993 flogen außerdem erstmals die beiden Marineeinsitzerprototypen Rafale M 01 und M 02. Am 30. April 1993 war zudem bereits der einzige Luftwaffendoppelsitzer, der Prototyp Rafale B 01, zu seinem Erstflug abgehoben.

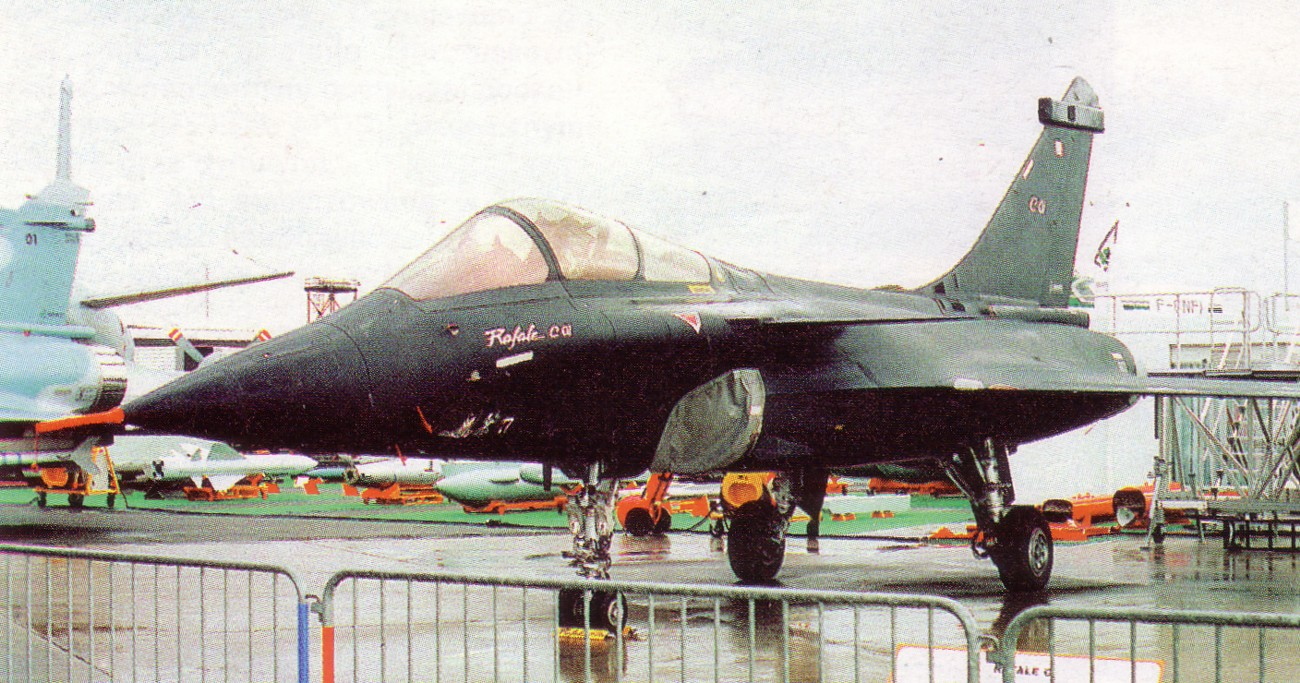
Der Prototyp Rafale C 01 auf der Paris Air Show 1993

Bereits im Sommer 1992 wurde die M 01 auf die US-amerikanische Naval Air Station Lakehurst verlegt, um auf dem dortigen Testkatapult – die französischen Träger verwenden amerikanische Katapulttechnik – Katapultstarts zu erproben. Im April des folgenden Jahres fand auf der Foch schließlich der erste echte Trägereinsatz statt. 1993 konnte der erste Prototyp des seit 1989 entwickelten RBE2-Radars geliefert werden. Außerdem wurden im März des Jahres mit der Kanone und der Magic II die ersten Waffen getestet. Zwei Jahre später wurde zum ersten Mal eine MICA von einer Rafale abgefeuert und 1996 folgte der erste Schuss auf ein sich bewegendes Ziel mit einer Magic II. Ebenfalls ab 1996 wurden die M88-1-Triebwerke durch die Serienvariante M88-2 ersetzt und das Abwehrsystem SPECTRA integriert. Tests mit besonders schwerer Beladung (drei 2000-l-Zusatztanks, vier Luft-Luft-Raketen und zwei Apache), realitätsnahe Tests mit SPECTRA, Luft-Luft-Flugkörperschießen mit mehreren Zielen und die Integration der Serienkonfiguration des RBE2 folgten im Laufe des Jahres 1997.
Ebenfalls im Jahr 1997 wurde das Flugtestprogramm beendet und die Serienproduktion aufgenommen. Am 4. Dezember 1998 hob die erste Serienmaschine zum Erstflug ab, die zweisitzige B 301, in Beisein des damaligen Verteidigungsministers Alain Richard. Ein Marschflugkörper vom Typ Scalp EG wurde 1999 zum ersten Mal mit einem Testschuss an der Rafale erprobt.

## Technik

### Aerodynamik
Bei der aerodynamischen Auslegung wurde vor allem Wert auf ausgeprägte Kurzstarteigenschaften und eine nicht zu komplexe Konstruktion gelegt. Zudem wurde eine hohe Wendigkeit angestrebt. Eine so zentrale Stellung wie im Eurofighter-Programm, aus dem Frankreich ausgestiegen war, nahm dieses Charakteristikum jedoch nicht ein. Vergleichbar ist die Aerodynamik deshalb weniger mit jener des Eurofighters, sondern eher mit der der Saab 39 Gripen.

#### Tragflächen

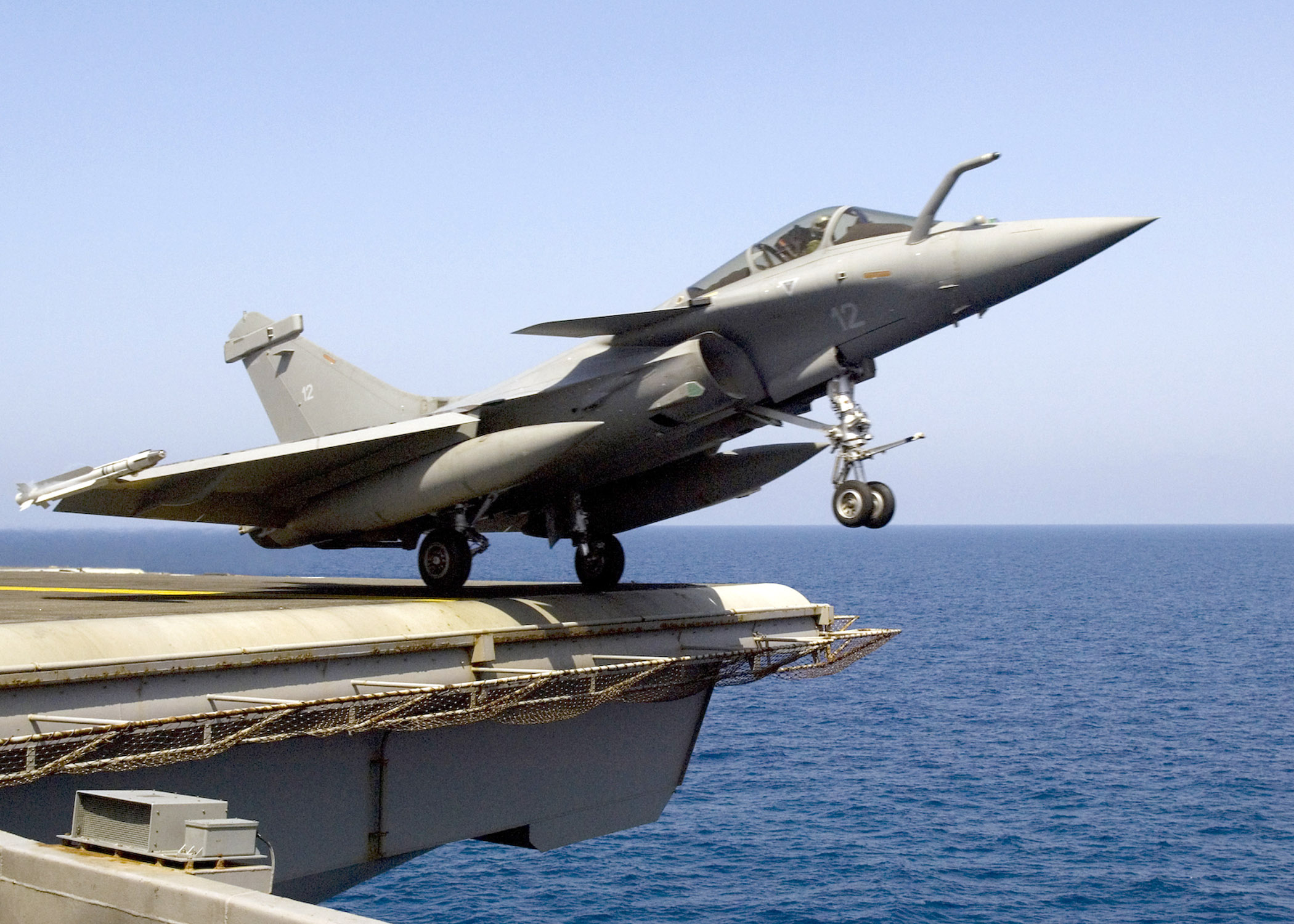
Eine Rafale M beim Start auf der Enterprise. Die Vorflügel sind voll ausgefahren, um den Auftrieb zu erhöhen.

Um diese Entwicklungsziele zu erreichen, wurde eine schwanzlose Deltaflügelkonstruktion in Mitteldeckerauslegung mit Entenflügeln gewählt. Deltaflügel erlauben dank der Kombination einer starken Vorderkantenpfeilung mit einer relativ großen Flügelfläche eine verhältnismäßig geringe Tragflächenbelastung und ein gutes Verhältnis zwischen Luftwiderstand und dynamischem Auftrieb. Dadurch kann eine hohe Wendigkeit, vor allem im transsonischen Bereich (etwa Mach 0,8 bis 1,2), und eine hohe Effizienz im Überschallflug bis etwa Mach 2 erzielt werden. Gegenüber der Mirage 2000 mit 58° und dem Eurofighter mit 53° Vorderkantenpfeilung wurde bei der Rafale mit 48° eine deutlich niedrigere Pfeilung gewählt, was den optimalen Geschwindigkeitsbereich etwas nach unten verschiebt und durch die größere Flügelfläche mehr Auftrieb erlaubt. Am Übergang zwischen Flügel und Rumpf wird der Flügel mit einer Pfeilung von 72° nach vorne gezogen, sogenannte Leading Edge Root Extensions. Diese Konstruktion erzeugt bei hohen Anstellwinkeln einen ausgeprägten Tüten-Wirbel, der eine Wanderung des Vorderkantenwirbels am äußeren Tragflügel nach innen und somit einen Strömungsabriss an den äußeren Elevons verhindert. Hierdurch bleibt die Steuerbarkeit der Rafale auch bei hohen Anstellwinkeln erhalten.
Zur Steuerung befinden sich acht Klappen an den Tragflächen. An der Hinterkante sind an beiden Tragflächen je zwei große Elevons – kombinierte Höhen- und Querruder – montiert. An der Vorderkante der Tragflächen befinden sich zudem jeweils zwei Vorflügel, die vor allem zum Erhöhen des Auftriebs benötigt werden. Diese Auslegung ist gegenüber der Rafale A deutlich vereinfacht, die noch über jeweils drei Elevons und Vorflügel an jeder Tragfläche verfügte. Damit sollen Gewicht und Komplexität und somit auch Wartungsaufwand und Geld gespart werden. Auf den bei Trägerflugzeugen üblichen Klappmechanismus in den Tragflächen, damit die Flugzeuge bei den beengten Verhältnissen weniger Platz beanspruchen, wurde aufgrund der schon geringen Abmessungen ebenfalls verzichtet. Auch das dient der Reduktion von Gewicht und Komplexität.

#### Entenflügel

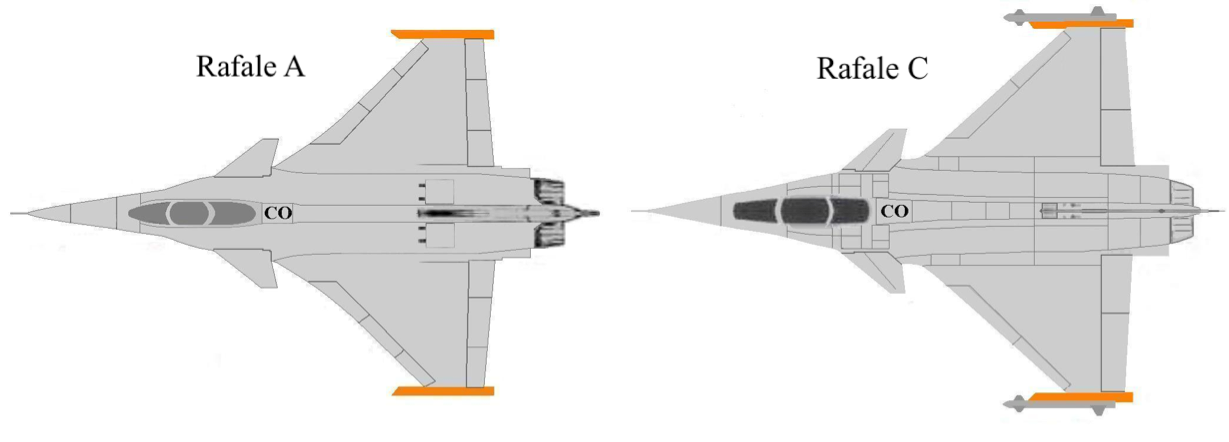
Vergleich zwischen der Rafale A und der Rafale C. Erkennbar sind die Luftbremsen und das komplexere Klappensystem der Rafale A.

Wie bereits bei der Mirage 4000 sind zwei als Close-coupled Canards ausgeführte, also in erhöhter Position nahe am Flügel angeordnete Entenflügel vorhanden. Diese beeinflussen das Anströmverhalten der Tragflächen durch Erzeugung einer starken Abwärtsströmung, die den Auftrieb der Tragflächen erhöht. Der Auftrieb ist dabei umso größer, je näher die Canards am Flügel montiert sind. Während bei geringen Anstellwinkeln die höhere Anordnung der Canards nur einen geringen Einfluss hat, verbessert sie die Wirkung bei hohen Anstellwinkeln. Anders als bei der Mirage 4000 sind die Canards vollbeweglich. Dadurch können sie so gedreht werden, dass die Tragflächen optimal angeströmt werden. Insbesondere bei sehr hohen Anstellwinkeln verbessern leicht geneigte Canards das Anströmverhalten.
Der so erzeugte Auftrieb gibt der Rafale die für Trägereinsätze erwünschten ausgezeichneten Kurzstarteigenschaften – sie benötigt ohne Katapult knappe 400 m Startstrecke und mit rund 115 kn eine geringere Landegeschwindigkeit als die zu ersetzenden Super Etendard und F-8 Crusader. Durch den gesteigerten Auftrieb wird zudem die effektive Tragflächenbelastung reduziert, was zu einer höheren Wendigkeit im Kurvenflug führt. Die volle Beweglichkeit der Canards ermöglicht außerdem eine Verwendung als zusätzliche Steuerflächen, was die Wendigkeit gegenüber älteren Deltaflugzeugen mit starren oder ohne Canards weiter erhöht. Aufgrund der Optimierung des Auftriebs mit entsprechend nahe am Flügel angebrachten Canards ist der Hebelarm jedoch kurz, weshalb ihre Steuerwirkung nicht an jene beim Eurofighter herankommt. Da die beiden beim Rafale-A-Demonstrator noch vorhandenen relativ kleinen Luftbremsen, die seitlich des Seitenruders eingebaut waren, bei den Serienflugzeugen zur Reduktion von Komplexität und Gewicht weggelassen wurden, werden die Canards zusammen mit den Elevons auch zum Abbremsen der Maschine verwendet. Neben den Vorteilen beim Auftrieb verbessern die weit hinten liegenden Canards auch das Sichtfeld des hinten sitzenden Besatzungsmitglieds nach unten, was insbesondere für Bodenangriffsmissionen vorteilhaft ist.

#### Flugsteuerung

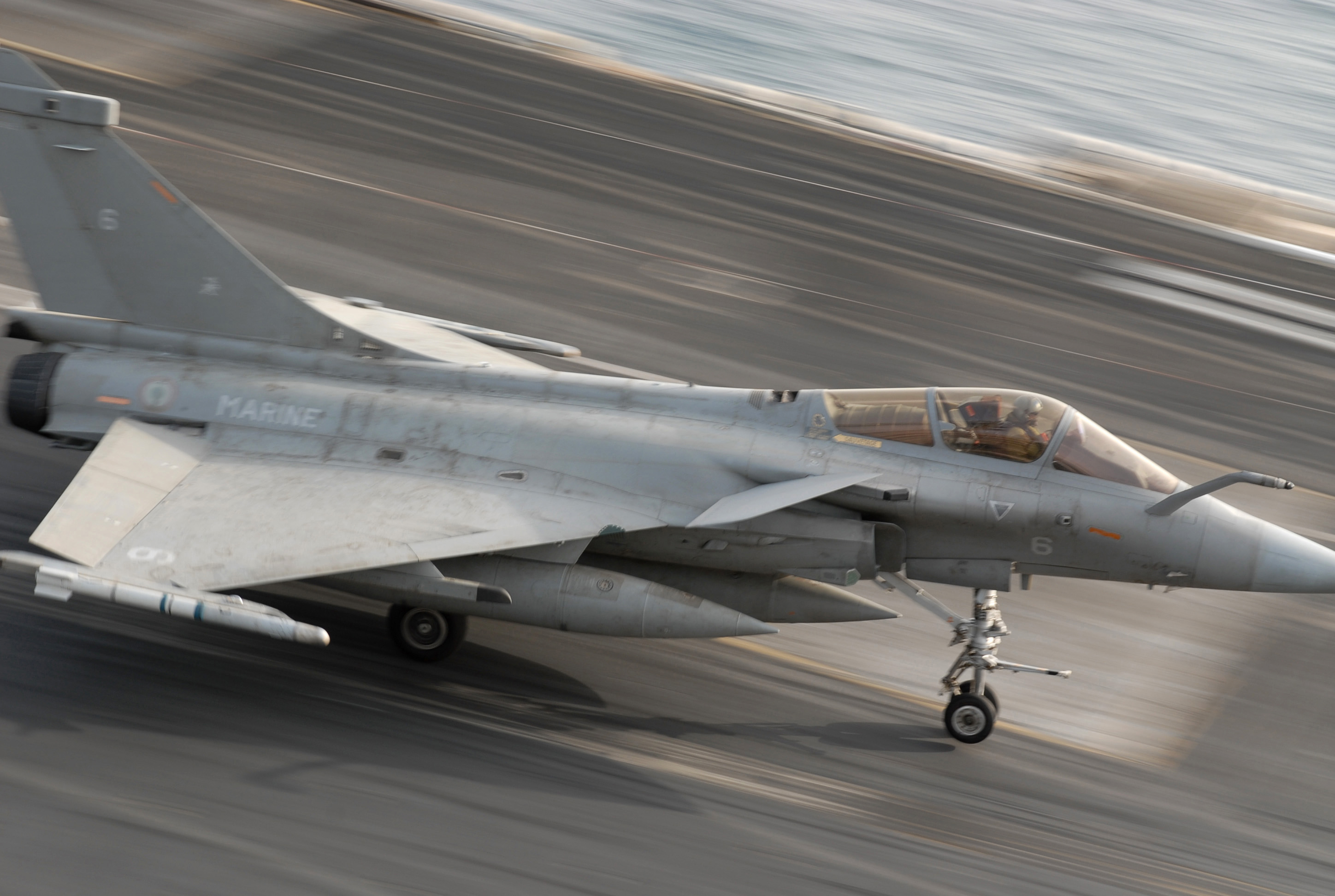
Eine Rafale M bei einem Touch-and-Go an Bord der Ronald Reagan. Erkennbar sind die Deltaform der Tragflächen und die Verwendung von Elevons und Canards als Luftbremse.

Wie bereits die Mirage 2000 und die meisten anderen modernen Kampfflugzeuge ist die Rafale im Unterschallflug um die Querachse aerodynamisch instabil ausgelegt. Das bedeutet, dass der Schwerpunkt der Maschine so weit hinten liegt, dass die Maschine stets bestrebt ist, die Nase nach oben zu ziehen. Dadurch wird für viele Manöver ein geringerer Ruderausschlag benötigt, was die Wendigkeit erhöht. Wie hoch die Instabilität in Prozent der mittleren aerodynamischen Flügeltiefe (Mean Aerodynamic Chord, MAC) ist, ist nicht öffentlich bekannt. Nachteilig ist, dass eine instabile Maschine nur in einer stabilen Fluglage gehalten werden kann, wenn permanent schnelle und präzise Steuerbefehle vorgenommen werden. Das kann mit einer manuellen und direkten Steuerung durch einen Piloten nicht bewerkstelligt werden, sondern muss durch ein Fly-by-wire-System, kurz FBW, mit einem leistungsfähigen Fluglagecomputer übernommen werden. In der Rafale sind drei derartige redundante, volldigitale, einkanalige Systeme vorhanden, die sich gegenseitig kontrollieren. Ergänzt werden diese durch ein viertes, analoges System. Wird Letzteres verwendet, können die Canards nicht verwendet werden und verschiedene Parameter wie Geschwindigkeit, Rollrate und Anstellwinkel sind aus Sicherheitsgründen stark eingeschränkt. Entsprechend dient es ausschließlich dazu, sicher zur nächsten Landebahn gelangen zu können. Bei einem FBW-System kann der Pilot lediglich die gewünschte Fluglage eingeben, woraufhin der Fluglagecomputer die notwendigen Steuerbefehle errechnet und an die Elektromotoren der Steuerflächen weitergibt. Die Fluglagecomputer sind bei der Rafale auch zum sogenannten Carefree Handling fähig. Dabei werden Steuereingaben, die zu einer Gefährdung des Flugzeugs führen, nicht ausgeführt. Auch werden sich während des Fluges ergebende Veränderungen, zum Beispiel durch Abwurf von Waffen oder Zusatztanks, vom Fluglagecomputer selbständig berücksichtigt und die Flugsteuerung entsprechend angepasst. Insgesamt führt das FBW somit zu einem Gewinn an Sicherheit, einer deutlichen Entlastung des Piloten und, in Kombination mit der instabilen Auslegung, zu einer erhöhten Wendigkeit.

#### Lufteinlässe
Die beiden Lufteinlässe sind seitlich unter den Strakes angeordnet. Die seitliche Anordnung ist bei hohen Anstellwinkeln Baucheinläufen wie bei der Lockheed Martin F-16 Fighting Falcon oder dem Eurofighter unterlegen, da die freie Anströmung den Luftzufluss reduziert und somit Schubkraftverluste eintreten. Für Dassault war aber entscheidend, dass eine seitliche Anordnung mehr Platz und mehr strukturelle Stabilität für die Anbringung eines massiven, für Trägerstarts und -landungen geeigneten Bugfahrwerkes bietet. Zudem konnte so eine komplette Unabhängigkeit der beiden Triebwerke realisiert werden, was ein Plus an Sicherheit bedeutet. Das Risiko des Einsaugens von Fremdkörpern in das Triebwerk konnte durch die etwas höhere Anordnung ebenfalls vermindert werden. Die Lufteinlässe der Rafale sind nicht verstellbar. Das vereinfacht die Konstruktion, was Gewicht und Wartungsaufwand reduziert, geht jedoch zu Lasten einer optimalen Luftzufuhr für die Triebwerke. Insbesondere bei hohen Anstellwinkeln müssen bei starren Lufteinläufen Schubkraftverluste in Kauf genommen werden.

### Verwendete Werkstoffe

Veranschaulichung der verschiedenen Werkstoffe, die für die Rafale verwendet werden

Die Rafale besteht zu rund 30 Massenprozent aus Verbundwerkstoffen, die Außenfläche sogar zu etwa 75 %. Im Vergleich dazu wurden bei der Mirage 2000 lediglich sieben Massenprozent aus Verbundwerkstoffen gefertigt. Rechnet man alle unkonventionellen Materialien zusammen, so beträgt deren Anteil bei den Serienmaschinen 50 Massenprozent im Vergleich zu 35 Massenprozent bei der Rafale A. Für die besonders beanspruchten Teile wie Vorflügel und Canards wird Titan verwendet. Bei den Canards wurden für die Verarbeitung des Titans Superplastische Verformung und Diffusionsschweißen angewandt. Die Tragflächen, Elevons, das Seitenleitwerk und rund 50 % des Rumpfes bestehen aus Kohlenstofffaser-Verbundwerkstoffen, während weite Teile des Rumpfes konventionell aus einer Aluminium-Lithium-Legierung hergestellt werden. Bei einzelnen Teilen, vor allem im Vorderrumpf, werden außerdem Thermoplaste verwendet. Die Radarnase sowie einige weitere Teile sind aus mit Aramidfasern verstärktem Kunststoff hergestellt, der für Radarstrahlen durchlässig ist. Der direkte Gewichtsvorteil durch die Verwendung von Verbundwerkstoffen liegt bei 300 kg, mit indirekten Effekten 1000 kg.

### Tarnkappeneigenschaften
Eine Konzeption als ausgeprägtes Tarnkappenflugzeug war zu keinem Zeitpunkt beabsichtigt. Entsprechend wurde mit der Delta-Canard-Auslegung eine unter Gesichtspunkten der Radarsignatur nicht optimale Konfiguration gewählt und die Waffenlast wird ausschließlich extern mitgeführt. Trotzdem wurden einige Maßnahmen zur Signaturreduzierung getroffen. Dazu trägt der weitgehende Einsatz von Verbundwerkstoffen bei. Außerdem wurden die Triebwerkseinläufe so gestaltet, dass eine direkte Sicht auf die Triebwerksschaufeln – eine der größten Quellen der Radarrückstrahlung – nicht möglich ist. Der Geländefolgemodus des RBE2-Radars ermöglicht ferner das Unterfliegen feindlicher Radaranlagen im Tiefflug. Gemäß Herstellerangaben wurden weitere Maßnahmen zur Signaturreduzierung unternommen und auch radarabsorbierendes Material verbaut. Details bleiben jedoch geheim. Bekannt ist in diesem Zusammenhang lediglich die Goldbeschichtung der Cockpithaube (siehe unten). Laut dem Triebwerkshersteller wurden außerdem nicht näher benannte Maßnahmen zur Reduktion der Infrarotsignatur der Triebwerke vorgenommen.

### Fahrwerk und Fanghaken
Die Rafale steht auf einem Dreipunktfahrwerk von Messier-Dowty (seit 2016: Safran Landing Systems), wobei das Bugfahrwerk doppelt und die beiden Hauptfahrwerke einfach bereift sind. Hersteller der als Radialreifen ausgelegten Reifen ist Michelin. Eingezogen werden alle drei Fahrwerksbeine gerade nach vorn, was im Notfall das Ausfahren unter ausschließlicher Anwendung von Schwerkraft und Fahrtwind ermöglicht. Das Fahrwerk wird hydraulisch eingezogen und gelenkt. Zur Verzögerung sind alle drei Fahrwerksbeine mit Karbonbremsen von Safran Landing Systems ausgestattet, die über das Fly-by-wire betätigt werden. Das Fahrwerk absorbiert die bei der Landung auftretenden vertikalen Belastungen bis zu einer Sinkrate von 3 m/s. Das verstärkte Fahrwerk der Marineversion absorbiert die üblicherweise stärkeren Belastungen von Trägerlandungen bis zu einer vertikalen Geschwindigkeit von 6,5 m/s. Des Weiteren verfügen alle Rafale, außer die Rafale M, für Notfälle über einen mit Spannung betätigten Fanghaken, der am Heck zwischen den beiden Triebwerken angeordnet ist. Bei der Rafale M wird der Fanghaken hydraulisch betätigt und ist deutlich robuster ausgeführt, um den regelmäßigen Gebrauch bei Trägereinsätzen zu ermöglichen.

### Cockpit
Das bei Dassault-Flugzeugen traditionell relativ kleine Cockpit ist an jenes der F-16 angelehnt und auf eine gute Ergonomie, ein großes Sichtfeld und eine möglichst geringe Arbeitsbelastung des Piloten ausgelegt. So nimmt der Pilot eine 29° nach hinten geneigte Position ein, was 3° weniger als im Rafale-A-Demonstrator und 1° weniger als in der F-16 sind. Diese Position soll die Toleranz des Piloten gegenüber hohen g-Kräften erhöhen, das Sichtfeld verbessern und auch klein gewachsenen Piloten eine optimale Sicht auf die Instrumente gewähren. Die Reduktion der effektiven g-Kräfte auf den Piloten wird auf 2g geschätzt. Der Sitz selbst ist ein von SEM-MB in Frankreich in Lizenz gefertigter Mark-F16F-Schleudersitz von Martin Baker mit einem Fallschirm vom Typ GQ Type 5000 und Null-Null-Fähigkeit. Letzteres bedeutet, dass der Schleudersitz auch bei Stillstand in einer Höhe von null Metern über Boden genutzt werden kann. SEM-MB ist ein Joint Venture zwischen Martin Baker und der Safran Group. Die tropfenförmige Glashaube von Saint-Gobain Sully gewährleistet zumindest in der einsitzigen Jagdversion Rafale C annähernd eine 360°-Rundumsicht. Die Haube ist nicht aus einem Stück gefertigt, wird also durch Aluminiumstreben unterteilt. Das schränkt die Sicht leicht ein, erhöht jedoch die Stabilität. Derzeitige Hauben aus einem einzigen Stück sind beispielsweise nicht in der Lage, unter allen Bedingungen einem Vogelschlag zu widerstehen. Um die Radarrückstrahlung zu reduzieren, ist die Haube mit einer dünnen Goldschicht überzogen, die Radarstrahlen reflektiert. Das verhindert ein Eindringen der Strahlen in das verwinkelte und somit ein weit größeres Radarecho erzeugende Cockpit. Gegenüber der Rafale A wurde bei den Serienmodellen die Nase etwas weiter nach unten gezogen, um die Sicht nach unten zu verbessern. Die im Vergleich zum Eurofighter weiter hinten angeordneten Canards verbessern die Sicht nach unten weiter, vor allem für den hinteren Piloten im Zweisitzer. Das Cockpit ist ferner mit einem Sauerstoffgenerator von Air Liquide ausgestattet, der als Molekularsieb ausgestaltet ist. Da Molekularsiebe fast beliebig oft regeneriert werden können, wird die Logistik gegenüber der Verwendung konventioneller Sauerstoffflaschen vereinfacht.
Die Instrumentierung ist als Glascockpit ausgelegt. Die Informationen werden deshalb hauptsächlich auf einem Head-up-Display vom Typ CTH 3022 mit einem Sichtfeld von 30 × 22° und einem direkt darunter angeordneten Head Level Display (HLD) präsentiert. Bei Letzterem handelt es sich um einen sehr hoch angebrachten, farbigen 25,4 × 25,4 cm großen Flüssigkristallbildschirm mit einer Auflösung von 1000 × 1000 Pixeln und einer Fokussierung im Unendlichen, um ohne die Augen neu fokussieren zu müssen, zwischen HUD und HLD wechseln zu können. Zudem stehen links und rechts des Hauptdisplays noch zwei kleinere, konventionell angebrachte farbige 12,7 × 12,7 cm große Mehrzweck-Flüssigkristallbildschirme mit einer Auflösung von 500 × 500 Pixeln zur Verfügung. Bei beiden kann der Pilot weitgehend frei bestimmen, welche Inhalte angezeigt werden sollen. Üblicherweise dient jedoch einer der Navigation und der andere der Bewaffnung.
Ferner ist ein Flugschreiber mit Halbleiterlaufwerk vom Typ ESPAS von Thales eingebaut. Dieser zeichnet neben den üblichen Flugdaten auch Wartungsdaten sowie alles auf, was auf dem HUD und HLD dargestellt wird.
Die Steuerung funktioniert nach dem HOTAS- oder 3M-Prinzip (Hands On Throttle And Stick respektive Mains sur Manche et Manettes); der Pilot soll die Maschine also fliegen können, ohne den Steuerknüppel loslassen zu müssen. Entsprechend wird die Maschine primär über einen Sidestick auf der rechten und einen ebenfalls joystickartigen Schubhebel auf der linken Seite gesteuert. Auf dem Sidestick sind 13 Schalter angebracht, während sich auf dem Schubhebel 24 Schalter befinden. Eher ungewöhnlich sind die beiden kleinen Touchscreens unterhalb des linken Mehrzweckdisplays, die zur Auswahl verschiedener Funktionen wie zum Beispiel der Funkgeräte dienen. Des Weiteren sind auch die beiden Mehrzweckdisplays als Touchscreens ausgelegt. Um diese bedienen zu können, tragen die Piloten spezielle seidengefütterte Lederhandschuhe ohne Nähte an den Fingerspitzen. Außerdem sind Tücher zum Reinigen der Displays vorhanden. Unterhalb des rechten Mehrzweckdisplays befinden sich zwei weitere kleine Displays, die elementare Parameter für die Navigation darstellen. Es wurde auch eine Sprachsteuerung (Direct Voice Input, DVI) entwickelt, die rund 300 verschiedene Kommandos versteht und beim ersten Versuch eine Erkennungswahrscheinlichkeit von 95 % aufweist. Diese wird allerdings bei den Maschinen der französischen Streitkräfte aus Kostengründen nicht eingerüstet. Ein Helmvisier vom Typ Gerfaut von Safran, das die Effektivität im Kurvenkampf erheblich steigern kann, steht seit dem F3-Standard zur Verfügung. Alle zuvor gelieferten Maschinen sollen nachträglich damit ausgerüstet werden. Das ursprünglich vorgesehene Helmvisier vom Typ Topsight von Sextant Avionique (heute Teil von Thales) konnte die Erwartungen nicht erfüllen und wurde deshalb nicht eingebaut. Das hat zu Verzögerungen bei der Einführung eines Helmvisiers geführt.

### Avionik
Die Rafale verfügt über Sensorfusion und ab F2-Standard auch über Integrierte Modulare Avionik. Das Herz des Netzwerks, an das alle elektronischen Komponenten angeschlossen sind, ist die sogenannte Modular Data Processing Unit, kurz MDPU. Sie besteht aus einer Backplane mit Scalable Coherent Interface, 12 Stromanschlüssen und 18 Prozessorkartenslots. Im Gegensatz zur IMA der Raptor, welche über identische Rechenbausteine verfügt, die an einen globalen Massenspeicher angeschlossen sind, sind die Rechenbausteine der Rafale nicht standardisiert. Es existieren fünf verschiedene Steckkarten: Data Processing (DP), Graphic Processing (GP), Bus Coupling (BC), Mass Memory (MM) und Map Generator (MG). Die IMA wird mit 2 × 115 Volt AC und 28 Volt DC versorgt und mit Luft gekühlt. Bei Bedarf kann noch eine zweite MDPU eingerüstet werden. Zu allen anderen Komponenten der Avionik sind vier- bis sechsfach redundante digitale Verbindungen mittels MIL-STD-1553B und mindestens eine optische Verbindung mittels STANAG 3910 vorhanden. Mit den mitgeführten Außenlasten besteht eine Verbindung über doppelt ausgeführte MIL-STD-1760-Datenbusse. Die MIL-STD-1760-Datenbusse können Daten in beide Richtungen übertragen, so dass beispielsweise die IR-Sensoren extern mitgeführter MICA-IR-Lenkwaffen als zusätzliche Aufklärungssensoren verwendet werden können.
Durch die Sensorfusion an Bord und zwischen den Rafales einer Gruppe wird das Lagebild erheblich verbessert. Das SPECTRA kann dabei die gewonnenen Zieldaten (Azimut und Elevation) an das Radar übergeben, sodass dieses für kurze Zeit innerhalb der Winkelungenauigkeit des ESM-Systems das Volumen abtastet, und Entfernung, Winkel und Geschwindigkeit der Ziele bestimmt, ohne dabei den gesamten Himmel absuchen zu müssen. Bei SEAD-Einsätzen ist ebenfalls eine Zusammenarbeit von Radar und ESM erforderlich, um die relativ geringe Präzision des ESM-Systems auszugleichen: Erst wird mittels sequentieller Triangulation per ESM die Position der Radarstellung grob festgestellt, anschließend per Radar eine SAR-Karte des Zielgebietes erstellt. Ein Algorithmus erkennt dann die Radarstellung im Bild. Da die eigene Position und Geschwindigkeit bekannt ist, sowie der Winkel zum entdeckten Radar, können die geodätischen Koordinaten des Ziels automatisch errechnet werden, um dieses mit einer GPS/INS-gelenkten Waffe anzugreifen. Die rein passive 3D-Positionsbestimmung von Luftzielen ist ebenfalls möglich, sofern mehrere Rafales eines Schwarms mit AESA-Radar (RBE2-AA) im Netzwerk sind. Wird ein X-Band Kampfflugzeugradar vom ESM-System entdeckt, bilden die AESAs durch digital beamforming hochpräzise Empfangskeulen aus, die auf den Emitter gerichtet werden. Die Empfängerempfindlichkeit im X-Band steigt so gegenüber dem Radarwarnempfänger an, sodass auch Nebenkeulen des Emitters geortet werden können. Die eingehenden Radarsignale werden nun mit einem einheitlichen Zeitstempel (GPS-Zeit) versehen, und samt den Winkeldaten über den Datenlink verschickt. Da sich das Ziel im Schnittpunkt der Signalkeulen befindet wird ein Track gebildet, der wiederum zur Nachsteuerung der Empfangskeulen dient. Senden mehrere RBE2-Radare im Aktivmodus werden auch die Rohdaten ausgetauscht, um eine präzisere Positionsbestimmung von Zielen zu erreichen. Da das Radar eine relativ hohe Winkelungenauigkeit besitzt aber eine präzise Entfernungsbestimmung ermöglicht, kann eine Fusion der Radardaten das Impulsvolumen verkleinern, wenn das Ziel von mehreren Rafales aus unterschiedlichen Richtungen beobachtet wird.
Über die Einbindung von Optronique Secteur Frontal (OSF), DDM-NG und MICA IR in die Sensorfusion ist leider nichts Genaues bekannt. Vermutlich werden diese zur präziseren Winkelbestimmung und Einweisung des Radars genutzt.

#### RBE2
Der wohl wichtigste Sensor ist das RBE2-Radar. RBE2 steht für Radar à balayage électronique 2 plans, was auf Deutsch in etwa Radar mit elektronischer Strahlschwenkung auf zwei Ebenen bedeutet. Es wurde von Dassault Electronique und Thomson-CSF (heute beide Teil der Thales Group) seit 1989 gemeinsam entwickelt.

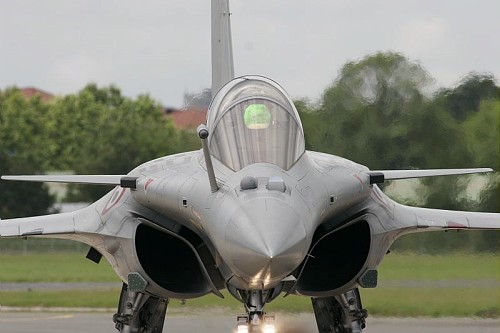
Zwischen dem Radom des RBE2 und der Cockpithaube ist die OSF erkennbar

Technisch handelt es sich um ein Radar mit passiver elektronischer Strahlschwenkung (Passive Electronically Scanned Array, PESA). Diese Technologie ermöglicht gegenüber konventionellem Radar die Verfolgung und Bekämpfung einer größeren Anzahl Ziele. Es kommt jedoch nicht an die Leistungsfähigkeit von Anlagen mit aktiver elektronischer Strahlschwenkung heran. Insbesondere kann kein Reichweitengewinn erzielt werden, weshalb die Reichweite des RBE2 mit rund 100 km nur etwa der der Mirage 2000 entspricht. Mit bis zu 40 Zielen, die gleichzeitig verfolgt, und bis zu acht Zielen, die gleichzeitig bekämpft werden können, ist das RBE2 jedoch deutlich flexibler. Das Radar verfügt über einen Terrainfolgemodus für Tiefflüge und einen Synthetic-Aperture-Modus für Aufklärungs- und Bodenangriffsmissionen. Die RBE2-Geräte, die in die Rafale M im Standard F1 eingebaut wurden, enthielten diese Modi noch nicht und konnten nur für den Luftkampf verwendet werden. Ferner ist ein IFF vom Typ SB25A integriert. Kann mit IFF keine Identifikation vorgenommen werden, steht noch eine Non-cooperative target recognition genannte Funktion zur Verfügung, mit der in einer Datenbank gespeicherte Flugzeugtypen aufgrund ihrer Radarsignatur erkannt werden können. Für den Einbau des RBE2 in die Serienmaschine musste die Nase gegenüber dem Rafale-A-Demonstrator vergrößert werden.
Das RBE2 besteht aus sechs einfach austauschbaren Komponenten (Line Replaceable Units, LRU). Das sind der Frequenzgenerator/-empfänger, der Verstärker, der Signalprozessor, die Antenne, die Struktur und das Radom. Die im Durchmesser rund 60 cm messende Antenne ist nach dem RADANT-Design von Thales aufgebaut. Verwendet werden dabei zwei hintereinander angeordnete, zylinderförmige „Linsen“, die jeweils rund 25.000 Dioden enthalten, sowie ein polarisierender Filter zwischen den beiden Linsen. Das ermöglicht die Verfolgung einer großen Anzahl Ziele sowie das gleichzeitige Erfüllen mehrerer Aufgaben wie beispielsweise die Verfolgung von Boden- und Luftzielen. Gekühlt wird die Anlage kryotechnisch. Mit einem Gewicht von 270 kg ist das RBE2 rund 30 % leichter und benötigt nur noch etwa das halbe Volumen des Radars der Mirage 2000-5.
Derzeit wird an der Einführung des RBE2-AA (Antenne Actife) gearbeitet, das über eine Antenne mit aktiver elektronischer Strahlschwenkung (Active Electronically Scanned Array (AESA)) verfügt. Dadurch kann die Reichweite gesteigert, im SAR-Modus die Auflösung verbessert und die Zuverlässigkeit erhöht werden. Das RBE2-AA wird aus rund 1000 kombinierten Sende- und Empfangsmodulen auf Basis von Galliumarsenid-Halbleitern bestehen. Für das RBE2-AA wurden 400.000 Zeilen Software-Code geschrieben, verglichen mit 2.000.000 Zeilen für die gesamte restliche Avionik. Ein offizieller Entwicklungsauftrag wurde im Jahr 2004 erteilt. Zwei Jahre später konnte der Testbetrieb mit einem Prototyp aufgenommen werden und 2010 begann die Erprobung des Serienstandards. Die Reduktion der geplanten Anzahl Rafale um weitere acht Maschinen im Jahr 2008 wurde in der Absicht vorgenommen, zumindest die noch zu beschaffenden Maschinen mit dem RBE2-AA auszurüsten. Die im Jahr 2009 bestellte und ab 2013 im Standard F3 auszuliefernden 60 Maschinen der vierten Tranche werden mit dem RBE2-AA ausgerüstet sein. Zudem haben mehrere der möglichen Exportkunden ein Interesse an einem AESA-Radar bekundet. Eine zeitweilig geplante Einrüstung des RBE2-AA in die Gripen wurde nachträglich abgelehnt, um die Exportchancen der Rafale nicht zu verringern.

#### OSF
Die Optronique Secteur Frontal (OSF), zu deutsch etwa Optronik für den Frontsektor, ist ein seit dem Standard F2 zur Verfügung stehendes, passives, bewegliches optisches Aufklärungssystem. Es besteht aus einem Infrarotsensor (Infrarotzielsystem) von Sagem (heute ein Teil von Safran) auf der rechten Seite sowie einer sogenannten Combat Identification Unit (CIU) von Thales auf der linken Seite. Der IR-Sensor, der in zwei unterschiedlichen Wellenlängen (3–5 und 8–12 µm) arbeitet, dient der Ortung und Verfolgung von Zielen ohne Nutzung des relativ leicht zu ortenden Radars. Neben der erschwerten Ortbarkeit weist die elektrooptische Ortung außerdem den Vorteil einer erheblich höheren Störresistenz auf. Die CIU besteht aus einer Fernsehkamera gekoppelt mit einem Laserentfernungsmesser und dient primär der sicheren visuellen Identifikation, was bei den heute meist strengen Rules of Engagement zur Vermeidung von Eigenbeschuss von erheblicher Bedeutung ist. Alternativ kann sie jedoch auch zur Zielverfolgung eingesetzt werden. Im Gegensatz zum IR- und TV-Sensor kann der Laserentfernungsmesser, da es sich um ein aktives System handelt, jedoch geortet werden. Die Reichweite des IR-Sensors wird mit rund 100 km angegeben, jene der CIU mit rund 40 km. Die tatsächliche Reichweite ist bei der CIU jedoch stark von der Größe des Ziels sowie den Wetterbedingungen abhängig, während im Falle des IR-Sensors die Wärmeabstrahlung des Ziels reichweitenbestimmend ist. In der im Standard F3 ab 2013 auszuliefernden vierten Tranche Rafale soll eine verbesserte Version der OSF zum Einsatz kommen, die insbesondere die Störanfälligkeit deutlich reduzieren soll.

#### Navigation

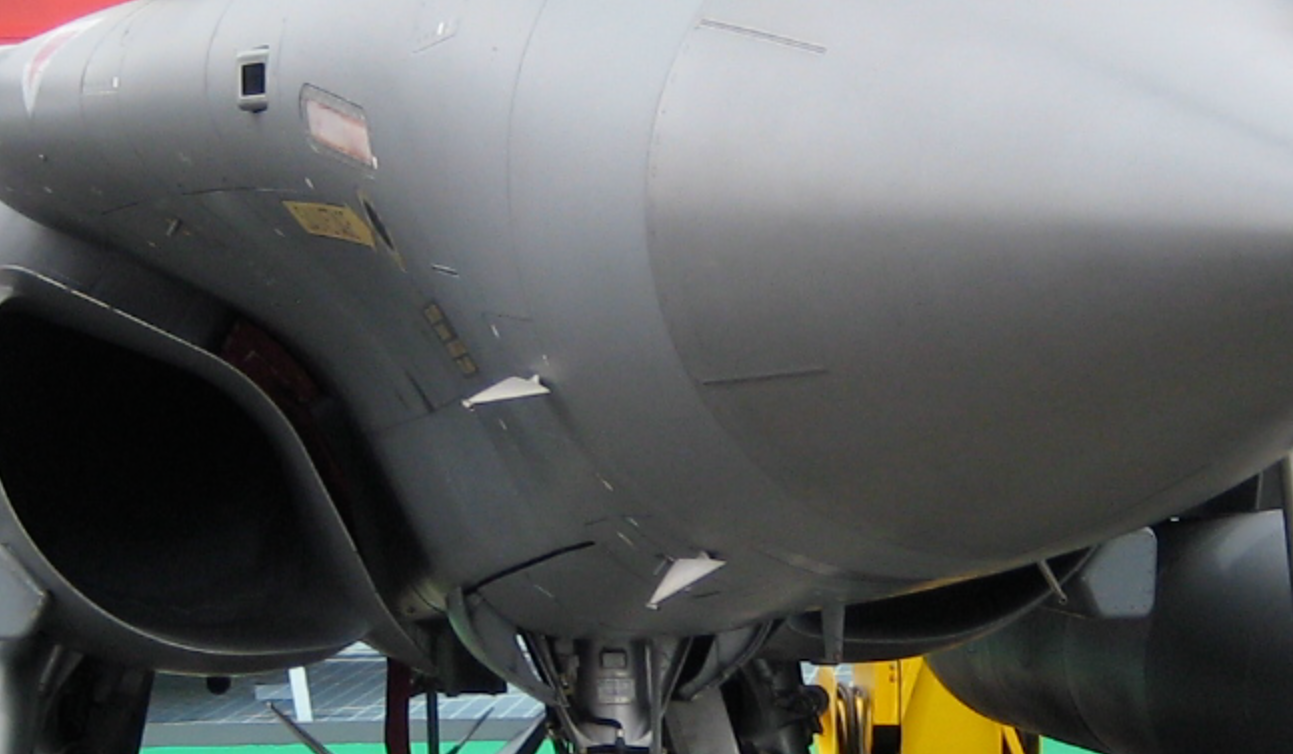
Die beiden rechten drehbar gelagerten Mehrzwecksonden des Pitot-Statik-Systems sind gut erkennbar. Eine der beiden linken Sonden ist ganz rechts im Bild teilweise sichtbar.

Die wichtigsten Navigationsinstrumente sind zwei redundante auf Laser basierende Inertiale Navigationssysteme (INS) vom Typ RL-90 von Sagem mit integriertem GPS-Empfänger vom Typ NSS-100. Für Landungen steht das Thales TLS-2020-System, das ILS, MLS und VOR kombiniert, zur Verfügung. Ferner kann mit dem NC-12E-Empfänger auch das militärische VOR-Pendant, TACAN, zur Navigation genutzt werden. Ebenfalls von Thales ist das Radaraltimeter vom Typ AHV 17.
Hinzu kommt ein Set von Flugdatensensoren. Wichtigste Komponente ist ein Pitot-Statik-System mit vier Multifunktionssonden. Diese messen sowohl den dynamischen Druck (alternativ den Staudruck) als auch den statischen Druck, woraus sich insbesondere Flughöhe und -geschwindigkeit berechnen lassen. Die Sonden sind unter dem Vorderrumpf – hier sind die Interferenzen am geringsten – drehbar angebracht. Die drehbare Lagerung erlaubt auch unter hohen Anstell- oder Schiebewinkeln eine zuverlässige Messung. Des Weiteren sind Lufttemperatur- und Eissensoren vorhanden. Alle Flugdatensensoren werden – wie für die meisten modernen westlichen Kampfflugzeuge – von der US-amerikanischen Goodrich Corporation geliefert, womit die Flugdatensensoren zu den wenigen Komponenten zählen, die nicht von einem französischen Unternehmen stammen.

#### Kommunikation
Für die Kommunikation stehen Funkgeräte im VHF- und UHF-Bereich zur Verfügung. Das Funkgerät vom Typ EAS TRA 2020 dient dem unverschlüsselten zivilen Funkverkehr, während das Funkgerät vom Typ TRA 6032 im gleichen Frequenzbereich verschlüsselte militärische Kommunikation ermöglicht. Außerdem steht seit der Einführung des F2-Standards für Network-Centric Warfare ein 29 kg schweres Multifunctional-Information-Distribution-System-Low-Volume-Terminal (MIDS-LVT) für die Kommunikation über Link 16 zur Verfügung, womit auch größere Datenmengen mit einer Geschwindigkeit von bis zu 100 kbit/s übertragen werden können. Damit ist es beispielsweise möglich, dass eine Rafale bei abgeschalteten Sensoren das Lagebild von einer Boeing E-3 – aufgrund der Kompatibilität des Link 16 unabhängig von welchem NATO-Staat – erhält und daraufhin das Ziel bekämpft, ohne dass sie selbst anhand ihres Radars zu orten wäre.

#### SPECTRA

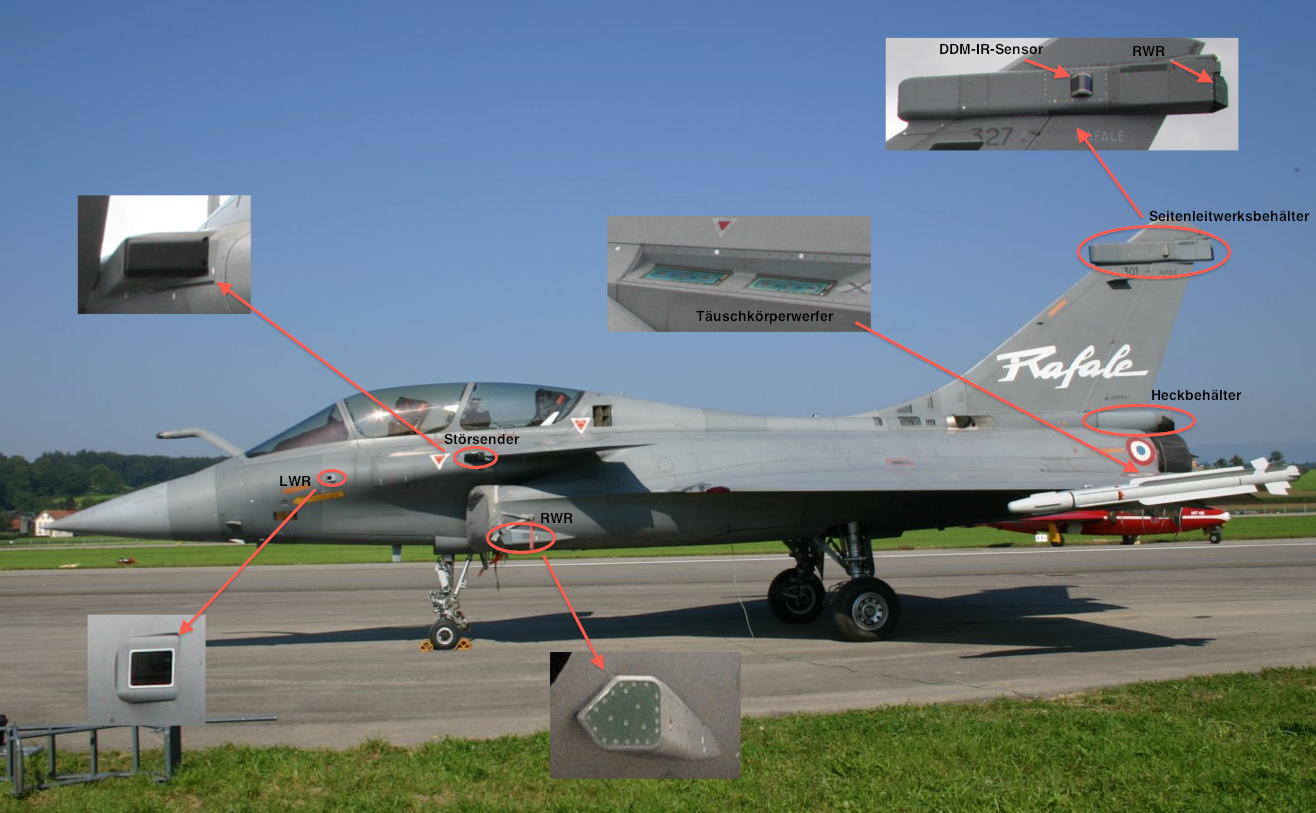
Die Elemente von SPECTRA

SPECTRA, das wahlweise für Système de Protection et d’Évitement des Conduites de Tir du RAfale auf Französisch oder Self-Protection Equipment Countering Threats to Rafale Aircraft auf Englisch steht, ist das Selbstverteidigungssystem der Rafale. Es handelt sich um ein System zur elektronischen Kampfführung (EW) und dient insbesondere der Ergreifung elektronischer Gegenmaßnahmen (ECM). Entwickelt wurde das 250 kg schwere System von Thomson-CSF, Dassault Electronique (heute beide Teil von Thales) und MBDA. Zur Erfassung von möglichen Gefahren stehen je drei Radarwarnempfänger (Radar Warning Receiver, RWR) und Laserwarngeräte (Laser Warning Receiver, LWR) mit einer Abdeckung von jeweils 120° sowie zwei Infrarotsensoren zur Erkennung von anfliegenden Flugkörpern zur Verfügung. Zwei der in einem Frequenzbereich von 2 bis 40 GHz arbeitenden Radarwarnempfänger befinden sich bei den Triebwerkseinläufen, der dritte ist am Heck in einem Behälter oben am Seitenleitwerk montiert. Ihre Reichweite beträgt abhängig von der Art und Stärke der Quelle bis zu 200 km. Von den Laserwarngeräten befinden sich zwei auf der Höhe der Cockpitwurzel, das dritte ist im Behälter am Seitenleitwerk untergebracht. Dieser enthält außerdem auch die beiden Infrarotwarnsensoren vom Typ DDM. Die im Standard F3 ab 2013 auszuliefernden 60 Maschinen der vierten Tranche werden über die verbesserten DDM-NG verfügen. Wird eine Bedrohung erkannt, so kann sie mit den Sensoren durch Interferometrie mit einer Genauigkeit von 1° lokalisiert werden. Ebenfalls wird sie mit der Datenbank des Systems abgeglichen und anhand der Bedrohung priorisiert. Schließlich werden dem Piloten Gegenmaßnahmen vorgeschlagen. Dazu sind zwischen den Canards und dem Rumpf zwei Störsender angebracht. In der Flügelwurzel am Heck sind vier Werfer für Täuschkörper vorhanden. Gesteuert wird SPECTRA von einem Computer, der drei Prozessoren umfasst und im Behälter zwischen den Triebwerken untergebracht ist.

### Triebwerke
| Kennzahl                 | M88-2            |
| ------------------------ | ---------------- |
| Länge                    | 3,538 m          |
| max. Durchmesser         | 0,9 m            |
| Fandurchmesser           | 0,69 m           |
| Gewicht                  | 897 kg           |
| Schub (trocken/nass)     | 50/75 kN         |
| Spezifischer Verbrauch   | 0,8/1,7 kg/daN.h |
| Luftdurchsatz            | 65 kg/s          |
| Nebenstromverhältnis     | 0,3:1            |
| Schub-Gewicht-Verhältnis | 5,7/8,5          |
| Verdichtungsverhältnis   | 24,5             |
| Betriebstemperatur       | 1.850 K          |

Der Demonstrator Rafale A wurde bei seinem Erstflug 1986 von zwei Triebwerken vom Typ F404-GE-400 von General Electric angetrieben, da die geplante französische Eigenentwicklung noch nicht zur Verfügung stand. Dieses im Vergleich zum späteren Serientriebwerk mit rund 4 m fast einen halben Meter längere und rund 15 % schwerere Aggregat machte die Rafale A deutlich größer als spätere Serienmodelle. Da dem Demonstrator ein Großteil der militärischen Ausrüstung noch fehlte, ergab das 48,9 kN ohne und 78,7 kN mit Nachbrenner leistende F404 trotz der größeren und schwereren Zelle und Triebwerke bereits ein gutes Schub-Gewichts-Verhältnis von 1,04.

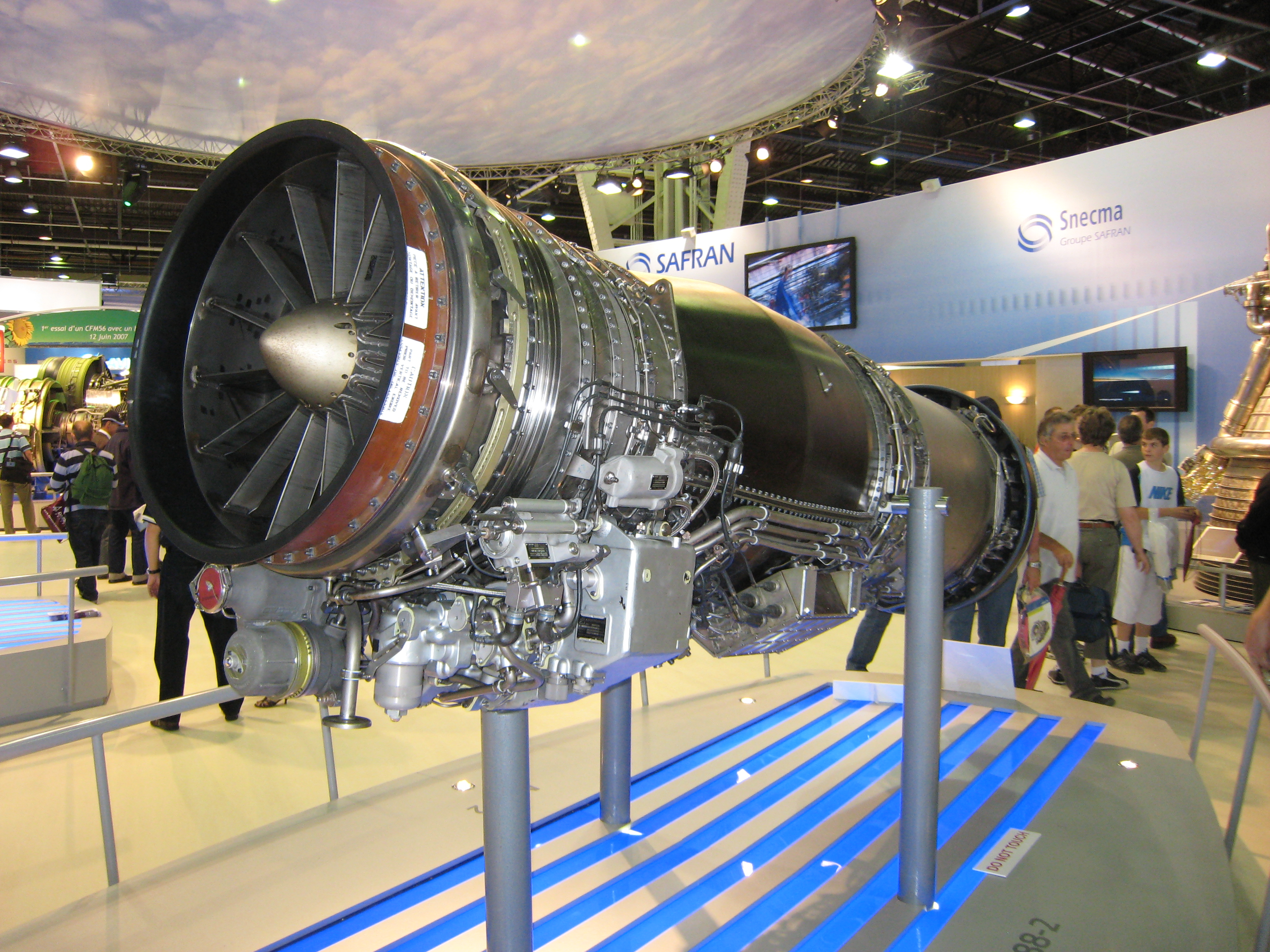
Ein Snecma-M88-2-Triebwerk

Seit 1986 wurde bei Snecma am M88-Triebwerk gearbeitet, das in der Version M88-1 ab 1990 bei der Rafale A erprobt wurde und seit 1996 auch in der Serienversion M88-2 zur Verfügung steht. Mit einer Trockenleistung von 50 kN und einer Nachbrennerleistung von 75 kN entspricht es der Leistungsklasse des F404, ist jedoch kleiner und leichter, um die geforderten geringen Abmessungen der Rafale zu ermöglichen. Es handelt sich um ein Zweiwellen-Mantelstromtriebwerk mit drei Niederdruckverdichterstufen, sechs Hochdruckverdichterstufen, einer Ringbrennkammer, je einer gekühlten einstufigen Hoch- und Niederdruckturbine und einem Nachbrenner. Die Schaufeln sind monokristallin gefertigt, was höhere Betriebstemperaturen erlaubt. Das M88 ist das erste Zweiwellentriebwerk von Snecma für Kampfflugzeuge. Diese Auslegung erhöht die Effizienz des Triebwerks, allerdings auch seine Komplexität und das Gewicht. Das Schub-Gewicht-Verhältnis des Triebwerks liegt bei 5,7 ohne und 8,5 mit Nachverbrennung, das Nebenstromverhältnis liegt bei 0,3:1. Die Gesamtverdichtung liegt bei 24,5:1, der Luftdurchsatz bei 65 kg/s. Das M88 ist mit einem redundant ausgelegten volldigitalen, elektronischen Kontrollsystem ausgestattet (sogenanntes FADEC), das die Effizienz des Triebwerks steigert. Um die Wartung und den Austausch einzelner Komponenten zu erleichtern, ist das Triebwerk aus 21 Modulen aufgebaut. Der Wechsel eines ganzen Triebwerkes kann binnen einer Stunde bewerkstelligt werden. Des Weiteren sind alle Rafale mit einer APU von Microturbo, einem Tochterunternehmen von Snecma, ausgestattet, das zur Energieversorgung am Boden und zum Starten der Triebwerke verwendet wird.
Die beiden M88-2 geben der Rafale bei normalem Startgewicht ein Schub-Gewicht-Verhältnis von 1,04. Dassault gibt außerdem an, dass die Rafale mit einem überschalloptimierten 1250-Liter-Zusatztank und vier Luft-Luft-Raketen supercruise-fähig ist, also ohne Nachbrenner Überschallgeschwindigkeit erreichen kann. Da dies bislang nicht nachgewiesen werden konnte und der Trockenschub nicht die Werte des Eurofighters erreicht, bleibt das zumindest mit den von Dassault angegebenen Außenlasten zweifelhaft.
Zwischen 2004 und 2007 wurde mit dem M88-ECO-Programm das Potential für künftige Verbesserungen ausgelotet. Einerseits wurde versucht, die Betriebskosten zu reduzieren, wozu die Wartungsintervalle ausgedehnt, die Lebensdauer verlängert und der Treibstoffverbrauch gesenkt werden sollte. Um das zu erreichen, wurde die Niederdruckturbine mit neuen Blisks ausgestattet, die Hochdruckturbine verbessert, wobei insbesondere die Schaufeln gekühlt werden, und der Nachbrenner weitgehend aus leichteren Keramikverbundwerkstoffen gefertigt. Andererseits wurde die Steigerung der Leistung auf rund 60 kN trocken und 90 kN nass durch Erhöhung des Luftdurchsatzes auf 72 kg/s erprobt. Trotz der um rund 20 % gesteigerten Leistung würde der spezifische Treibstoffverbrauch dabei unverändert bleiben. Für beide Ziele wurde jeweils ein eigener Prototyp gebaut und getestet. Jene Änderungen, die zur Reduzierung der Betriebskosten beitragen, sollen weitgehend als M88-2-4E ab 2011 in die Serienproduktion übernommen werden. Die Steigerung der Triebwerksleistung wird vorerst nicht umgesetzt. Die Vereinigten Arabischen Emirate sollen (Stand 2001) wegen der besonders hohen Lufttemperaturen des dortigen Einsatzumfeldes und des entsprechend niedrigeren Auftriebs ein Interesse an dieser als M88-3 bezeichneten Variante haben.

### Bewaffnung

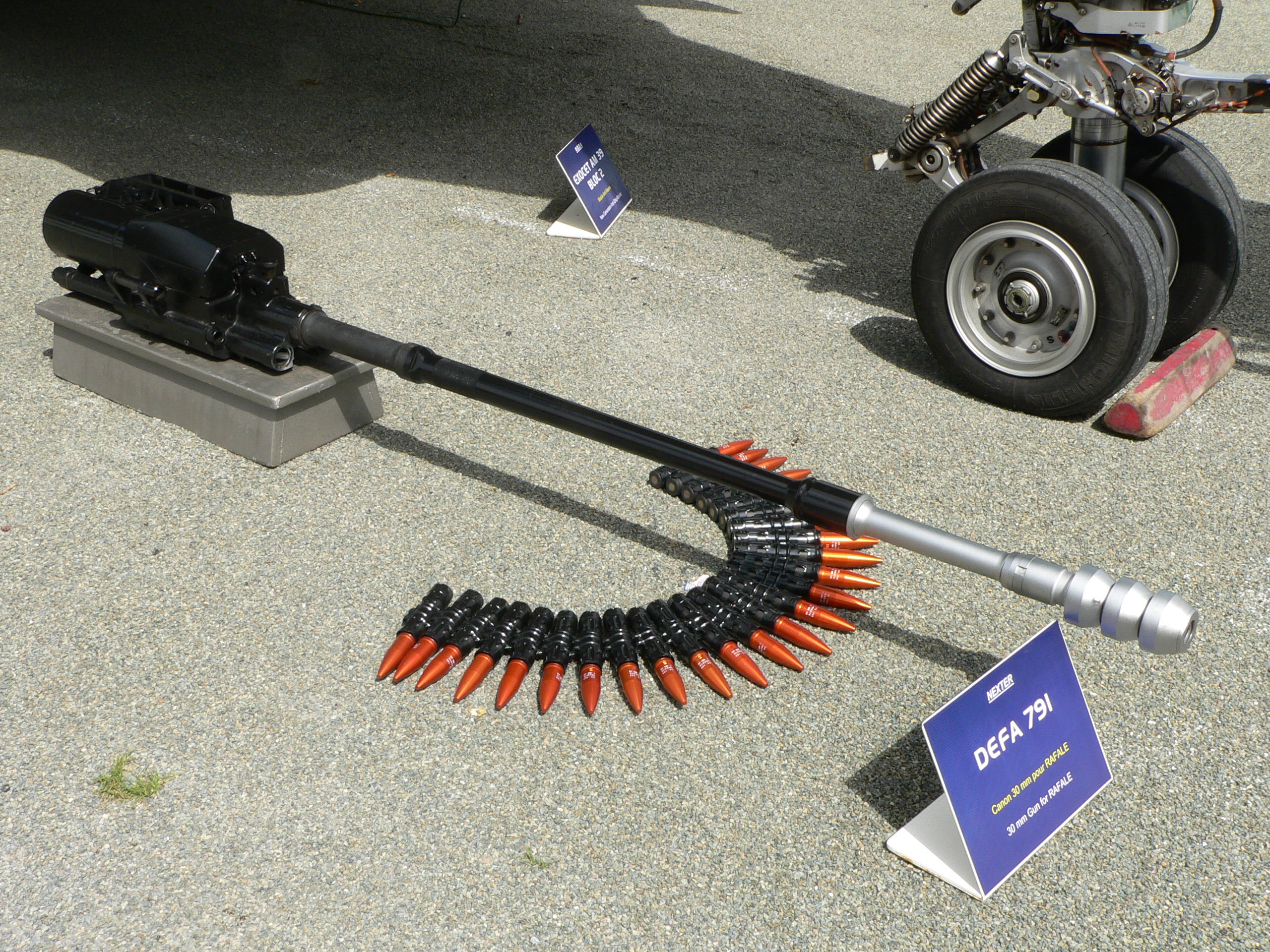
Die GIAT-30-M791-Maschinenkanone mit der OPIT-Munition

Die Rafale ist mit der einläufigen Siebenkammerrevolverkanone GIAT 30 M791 von Nexter (vormals GIAT) im Kaliber 30 × 150 mm ausgestattet. Die Kadenz der elektrisch gezündeten Waffe liegt bei 2500 Schuss pro Minute, die Mündungsgeschwindigkeit bei 1025 m/s. Die Kanone ist in der rechten Flügelwurzel hinter einer Abdeckung angebracht, die beim Abfeuern zerstört wird, und als konventioneller Gasdrucklader ausgelegt. Revolverkanonen weisen bei kurzen Feuerstößen eine sehr hohe Kadenz auf und übertreffen dabei auch Gatling-Waffen, weshalb sie in der Lage sind, bei kleinst möglicher zeitlicher Verzögerung eine große Anzahl Projektile in die Luft zu bringen. Damit sind sie in Kombination mit der hohen Mündungsgeschwindigkeit besonders für Kurvenkämpfe auf kurze Distanz geeignet. Eine Verwendung gegen Bodenziele ist ebenfalls möglich. In einem üblichen 0,5-Sekunden-Feuerstoß kann die 30 M791 21 Schuss abgeben. Die effektive Reichweite liegt bei 2500 m. Es können 125 Schuss panzerbrechende Leuchtspurmunition mitgeführt werden, die sich im Ziel entzündet (obus perforant incendiaire traçant, OPIT). Obwohl alle Versionen der Rafale – außer der nie gebauten BM/N-Version – mit der 30 M791 ausgerüstet werden können, wurde aufgrund budgetär verursachter Verzögerungen in die ersten Maschinen keine eingebaut.
Ergänzend können an 14, respektive 13 bei der Rafale M, Aufhängepunkten eine breite Palette an Außenlasten mitgeführt werden. Zwei der Stationen sind an den Flügelenden angebracht, zwei weitere sind hintereinander unter dem Rumpf angeordnet, jeweils drei befinden sich unter jedem Flügel, zwei sind seitlich unter den Triebwerken und zwei befinden sich unter den Lufteinlässen. Bei der M-Version entfällt die vordere Unterrumpfstation. Die beiden Stationen an den Flügelenden und die beiden seitlich unter den Triebwerken sind ausschließlich Luft-Luft-Raketen kurzer und mittlerer Reichweite vorbehalten. Die beiden Stationen unter den Lufteinlässen werden üblicherweise nur für Zielbeleuchtungsbehälter verwendet. Schwere Lasten können lediglich an der hinteren Unterrumpfstation und den jeweils beiden inneren der Unterflügelstationen, also an insgesamt fünf Stationen mitgeführt werden. Insgesamt können Außenlasten bis zu einem Gewicht von 9500 kg mitgeführt werden, die übliche Zuladung übersteigt 6000 kg in der Regel nicht.

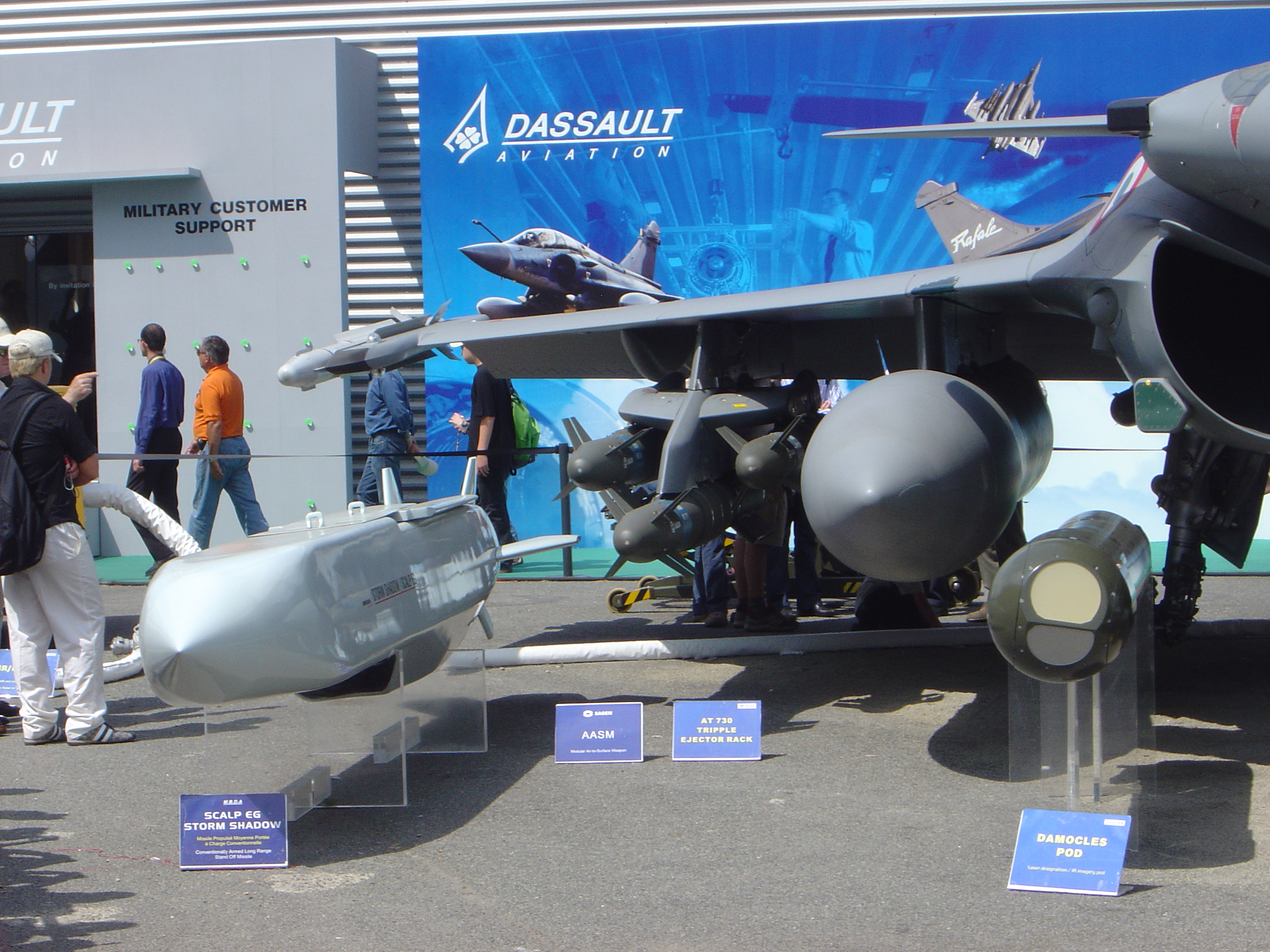
Eine Rafale mit einer MICA IR am Flügelende sowie drei AASM und ein 2000-l-Unterschallzusatztank unter dem Flügel. Zudem stehen eine Scalp EG und ein Damoclès-Zielbeleuchtungsbehälter am Boden. An der Flügelwurzel ist außerdem die Abdeckung der Kanone zu sehen.

An den fünf Stationen, die für schwere Lasten ausgelegt sind, können auch Zusatztanks montiert werden. Es stehen zwei Typen zur Verfügung. Einerseits große 2000-l-Tanks, die nicht für Überschallgeschwindigkeit ausgelegt sind, und andererseits 1250-l-Tanks mit voller Überschallfähigkeit. Der erstere Typ kann nur an der hinteren Unterrumpfstation und den beiden innersten Unterflügelstationen verwendet werden. Ergänzend können außerdem zwei Conformal Fuel Tanks mit einer Kapazität von je 1150 l angebracht werden. Diese beeinträchtigen die Aerodynamik des Flugzeugs weniger als konventionelle Zusatztanks und können binnen 2 h montiert oder demontiert werden. Bislang wurden sie von den französischen Streitkräften jedoch nicht beschafft. Die 2000-l-Zusatztanks werden vom schweizerischen Staatsunternehmen RUAG hergestellt, das 2010 – wohl auch im Zusammenhang mit den Bemühungen Dassaults die Rafale an die Schweiz zu verkaufen (siehe unten) – auch einziger Hersteller der 1250-l-Zusatztanks wurde. Um andere Flugzeuge zu betanken, kann zudem ein Luftbetankungsbehälter mit einer Übertragungskapazität von 750 Litern pro Minute mitgeführt werden, was vor allem für die Marine von Bedeutung ist. Die Rafale kann über einen abnehmbaren Luftbetankungsstutzen betankt werden, der, wie schon bei der Mirage 2000, im Flug weder einziehbar noch abklappbar am Bug angebracht ist.

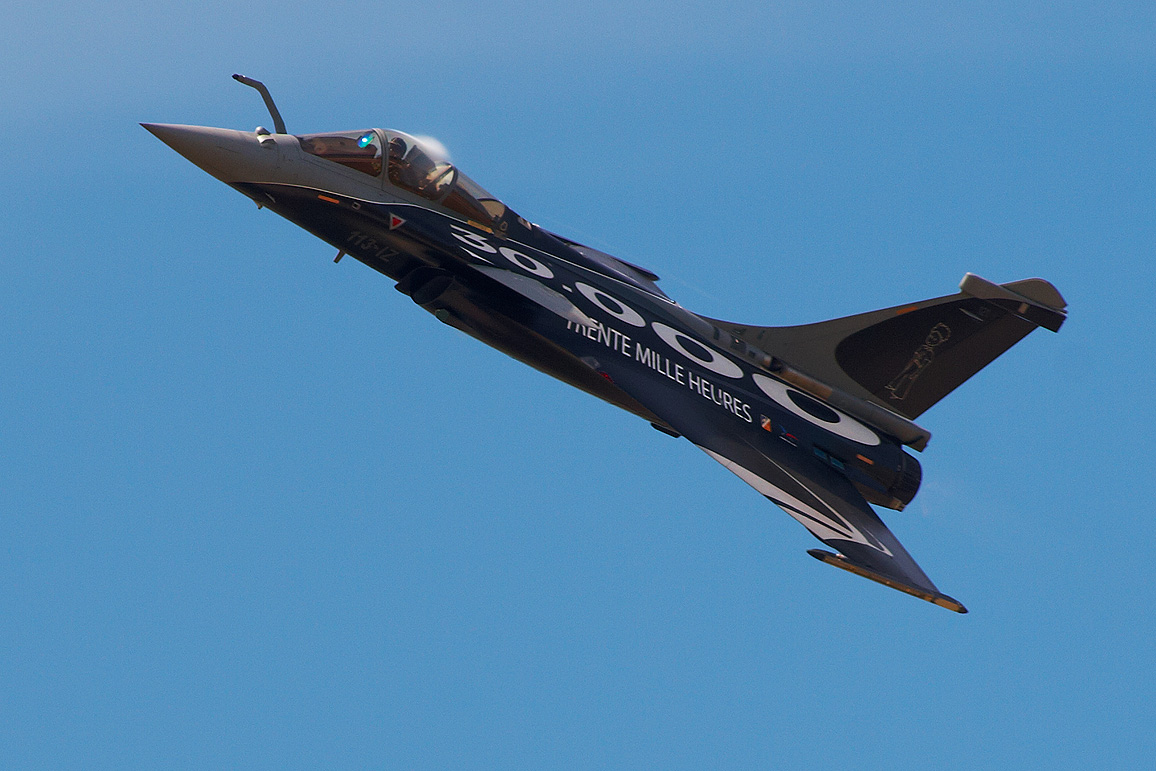
Rafale mit Sonderbemalung „30.000 Flugstunden“ auf der MAKS 2011

Als Luft-Luft-Bewaffnung stehen die Magic II und die MICA zur Verfügung. Erstere ist eine infrarotgelenkte Kurzstreckenlenkwaffe, Letztere eine Mittelstreckenlenkwaffe, die sowohl in einer Infrarot- als auch in einer radargelenkten Version verfügbar ist. Sie soll später auch die Magic II ersetzen. Eine übliche Luft-Luft-Konfiguration der Rafale besteht aus einem 1250-l-Zusatztank und sechs MICA respektive vier MICA und zwei Magic II. Bei Bedarf können jedoch auch bis zu acht Luft-Luft-Raketen angebracht werden. Mit dem F3R-Standard soll ab 2018 außerdem die MBDA Meteor als Langstreckenwaffe zur Ergänzung der MICA eingerüstet werden. Frankreich hatte 200 dieser Lenkwaffen bestellt, die ab 2018 geliefert werden sollten.
Luft-Boden-Bewaffnung ist seit dem Standard F2 verfügbar. Dabei konnten ausschließlich Lenkbomben der französischen AASM-Serie und
die laser-, GPS- und INS-gelenkte 250-kg-Gleitbombe Raytheon GBU-49/B „Enhanced Paveway II“ (auch EGBU-12) eingesetzt werden. Beide Waffensysteme passen ohne Modifikationen an dieselben Dreifachträger vom Typ Rafaut AT-730. Mit der Einführung des F3-Standards wurde die Palette um weitere Waffen wie die Marschflugkörper Apache und Scalp EG und die nuklear bestückte ASMP-A erweitert. 2013 soll der F3-Standard außerdem um den Seezielflugkörper vom Typ AM39 Exocet Block 2 Mod 2 erweitert werden. In der nuklearen Abschreckungsrolle wird üblicherweise eine ASMP-A, zwei bis vier MICA zur Selbstverteidigung und zwei Zusatztanks mitgeführt. Für Langstreckenangriffe ist eine Konfiguration mit zwei Apache oder Scalp EG, drei Zusatztanks und zwei MICA zur Selbstverteidigung vorgesehen. Präzisionsgelenkte Bomben werden üblicherweise vier mitgeführt, bei Bedarf können jedoch auch sechs mitgeführt werden.
Mit dem Standard F3 wurde zudem der Damoclès-Laserzielbeleuchtungsbehälter eingeführt. Damit wurde die Rafale in die Lage versetzt, selbständig Ziele für den Einsatz lasergelenkter Waffen zu beleuchten. Neben dem Laserzielbeleuchter ist auch eine Infrarotkamera eingerüstet, womit volle Tag- und Nachtfähigkeit gewährleistet ist. Diese bietet allerdings nur eine Auflösung von 320 × 240 Pixeln, was deutlich schlechter ist als der aktuelle Standard von 640 × 480 Pixeln sonstiger NATO-Streitkräfte. Mit dem F3R-Standard soll dieser durch den Behälter PDL-NG ersetzt werden, der mit 1280 × 1040 Pixeln eine erheblich bessere Auflösung bieten wird. Der ursprüngliche Auftrag umfasst 20 Stück des PDL-NG, langfristig sollen 45 angeschafft werden.
Ebenfalls mit dem F3-Standard eingeführt wurde der Areos-Reco-NG-Aufklärungspod von Thales, um die derzeit in der Aufklärungsrolle eingesetzten Flugzeuge – die Super Etendard bei der Aviation Navale und die Mirage F1 bei der Armée de l’air – ersetzen zu können. Das 4,6 m lange und 1100 kg schwere System kann sowohl aus großer Höhe als auch im schnellen Tiefflug digitales Bildmaterial aufnehmen. Zu diesem Zweck befinden sich in der drehbaren Nase eine digitale optische Kamera und ein Infrarotsensor für mittlere und große Höhen, während im hinteren Teil des Behälters ein starrer Infrarotsensor für Tiefflüge vorhanden ist. Das gewonnene Bildmaterial wird auf einer Festplatte gespeichert und kann auch direkt an eine Bodenstation gesendet werden, wobei 15 min Übertragungszeit für das Bildmaterial eines zweistündigen Einsatzes benötigt werden. Die Armée de l’air hat zwölf, die Aviation Navale acht Pods bestellt.
|                                                             |   |   |   |   |   |   |   |   |    |    |    |    |   |
| 1                                                           | 2 | 3 | 4 | 5 | 6 | 7 | 8 | 9 | 10 | 11 | 12 | 13 |   |
| Lenkwaffen                                                  |   |   |   |   |   |   |   |   |    |    |    |    |   |
| Matra R.550 „Magic 2“                                       |   |   |   | – | – | – | – | – | –  | –  |    |    |   |
| MDBA MICA RF/IR                                             |   |   |   | – |   | – |   | – |    | –  |    |    |   |
| MBDA Meteor                                                 | – | – |   | – |   | – | – | – |    | –  |    | –  | – |
| MBDA AM-39 „Exocet“                                         | – | – |   |   | – | – |   | – | –  |    |    | –  | – |
| Apache/ SCALP-EG                                            | – | – |   |   | – | – |   | – | –  |    |    | –  | – |
| MBDA Air Sol Moyenne Portée (ASMP-A)                        | – | – | – | – | – | – |   | – | –  | –  | –  | –  | – |
| GBU-49/B (EGBU-12; 250-kg-Gleitbombe) „Enhanced Paveway II“ | – | – |   |   | – | – |   | – | –  |    |    | –  | – |
| AASM 340 kg                                                 | – | – |   |   | – | – |   | – | –  |    |    | –  | – |
| Sonstiges                                                   |   |   |   |   |   |   |   |   |    |    |    |    |   |
| abwerfbarer 2.000-l-(525-US-Gallonen)-Zusatztank            | – | – | – |   | – | – |   | – | –  |    | –  | –  | – |
| abwerfbarer 1.250-l-(275-US-Gallonen)-Zusatztank            | – | – |   |   | – | – |   | – | –  |    |    | –  | – |
| Luftbetankungsbehälter Intertechnique 231–300b              | – | – | – | – | – | – |   | – | –  | –  | –  | –  | – |
| Areos-Reco-NG-Pod                                           | – | – | – | – | – | – |   | – | –  | –  | –  | –  | – |
| Thales „Damoclès“ – Laserziel- und Navigationsbehälter      | – | – | – | – | – |   | – |   | –  | –  | –  | –  | – |
| 1. 2. 3.                                                    |   |   |   |   |   |   |   |   |    |    |    |    |   |

## Versionen

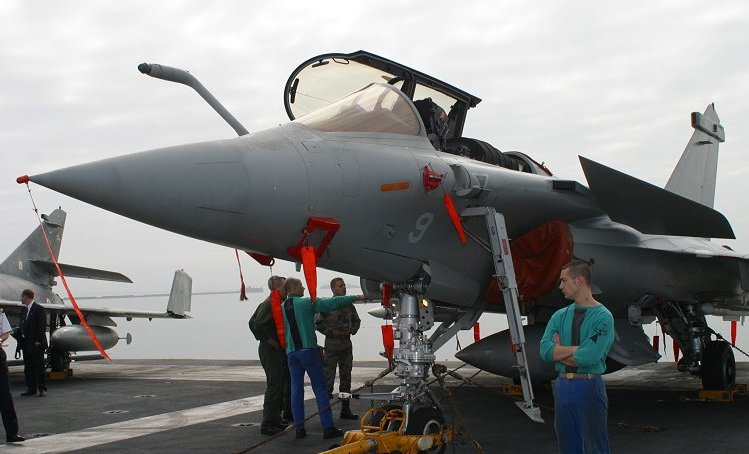
Rafale M auf der Charles de Gaulle mit ausgefahrener Leiter.

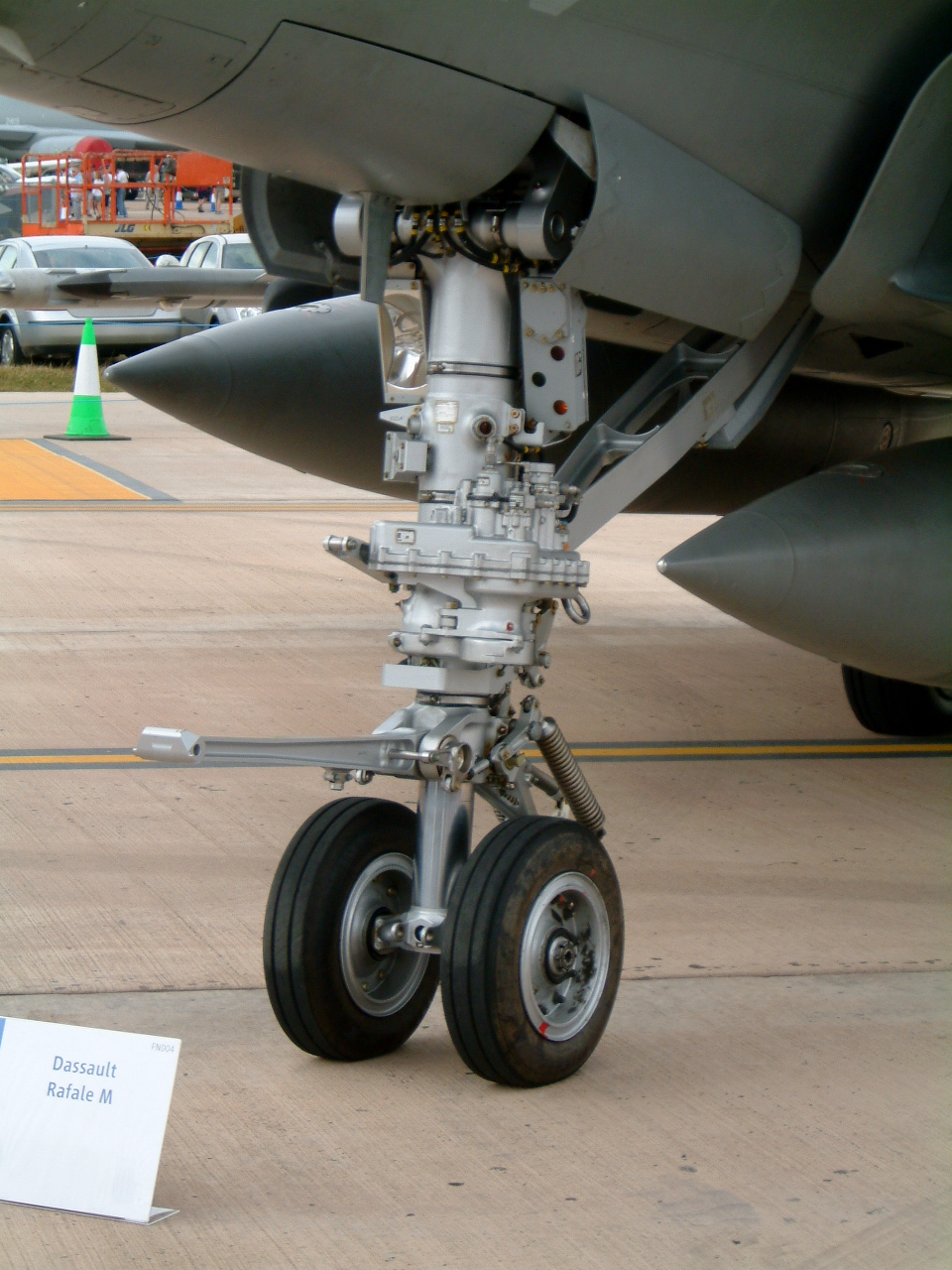
Das verstärkte Bugfahrwerk der Rafale M mit Vorrichtung für Katapultstarts.

Rafale A
Die Rafale A war ein einzelnes Demonstratorflugzeug, das mit amerikanischen F404-Triebwerken ausgerüstet und entsprechend größer war. Militärische Ausrüstung war weitgehend noch nicht vorhanden.
Rafale C
Die Rafale C – C für Chasseur, Jäger – ist die einsitzige Jagdversion der Armée de l’air.
Rafale B
Die Rafale B – B für Biplace, Zweisitzer – ist der Zweisitzer für die Armée de l’air. Sie wurde ursprünglich ausschließlich als Trainingsflugzeug konzipiert, ist mittlerweile jedoch auch für alle Staffeln mit nuklearer Bewaffnung sowie für konventionelle Bodenangriffsmissionen vorgesehen. Sie weist dieselben Außenabmessungen wie die C-Version auf, ist jedoch etwas schwerer und hat 500 l weniger Tankvolumen. Die Instrumentierung des vorderen und des hinteren Cockpits ist identisch.
Rafale M
Die Rafale M – M für Marine – ist die einsitzige Version für die Aviation Navale. Strukturell ist sie zu über 80 % baugleich mit der C-Version und weist zu über 95 % die gleichen Systeme auf. Zu den Änderungen, die für den Trägereinsatz notwendig sind, gehören insbesondere:
- Verstärkte Struktur, um die höheren Belastungen bei Trägerstarts und -landungen zu absorbieren.
- Verstärktes Fahrwerk aus demselben Grund (siehe oben).
- Verlängertes Bugfahrwerk mit Halterung für Katapultstarts.
- Verstärkter, hydraulisch betätigter Fanghaken für den regelmäßigen Gebrauch bei Trägereinsätzen.
- Wegen des verlängerten und verstärkten Bugfahrwerks fällt die vordere zentrale Unterrumpfstation aus Platzgründen weg.
- Eine einziehbare Teleskopleiter.
- Zusätzliche Navigationsausrüstung für die Navigation über dem Meer und die Landungen auf Flugzeugträgern.

All diese Änderungen machen die Rafale M schwerer und teurer als die C-Version. Sie ist ab dem Standard F2 außerdem voll kompatibel zu amerikanischen Flugzeugträgern. Im Standard F1 waren hingegen noch keine Landungen auf amerikanischen Trägern möglich, da die vorhandene Navigationsaustattung nicht mit den amerikanischen Systemen kompatibel war.
Rafale BM/Rafale N
Die Rafale N, ursprünglich Rafale BM – BM für Biplace Marine – genannt, hätte die zweisitzige Marineversion werden sollen. Sie wurde aus Kostengründen gestrichen.
Rafale D
Die Bezeichnung Rafale D – D für Discret, unauffällig – wurde von Dassault zeitweise verwendet, um auf die signaturreduzierenden Maßnahmen, die bei der Serienversion eingeführt wurden, hinzuweisen. Die Bezeichnung wurde später wieder fallengelassen.

### Standards

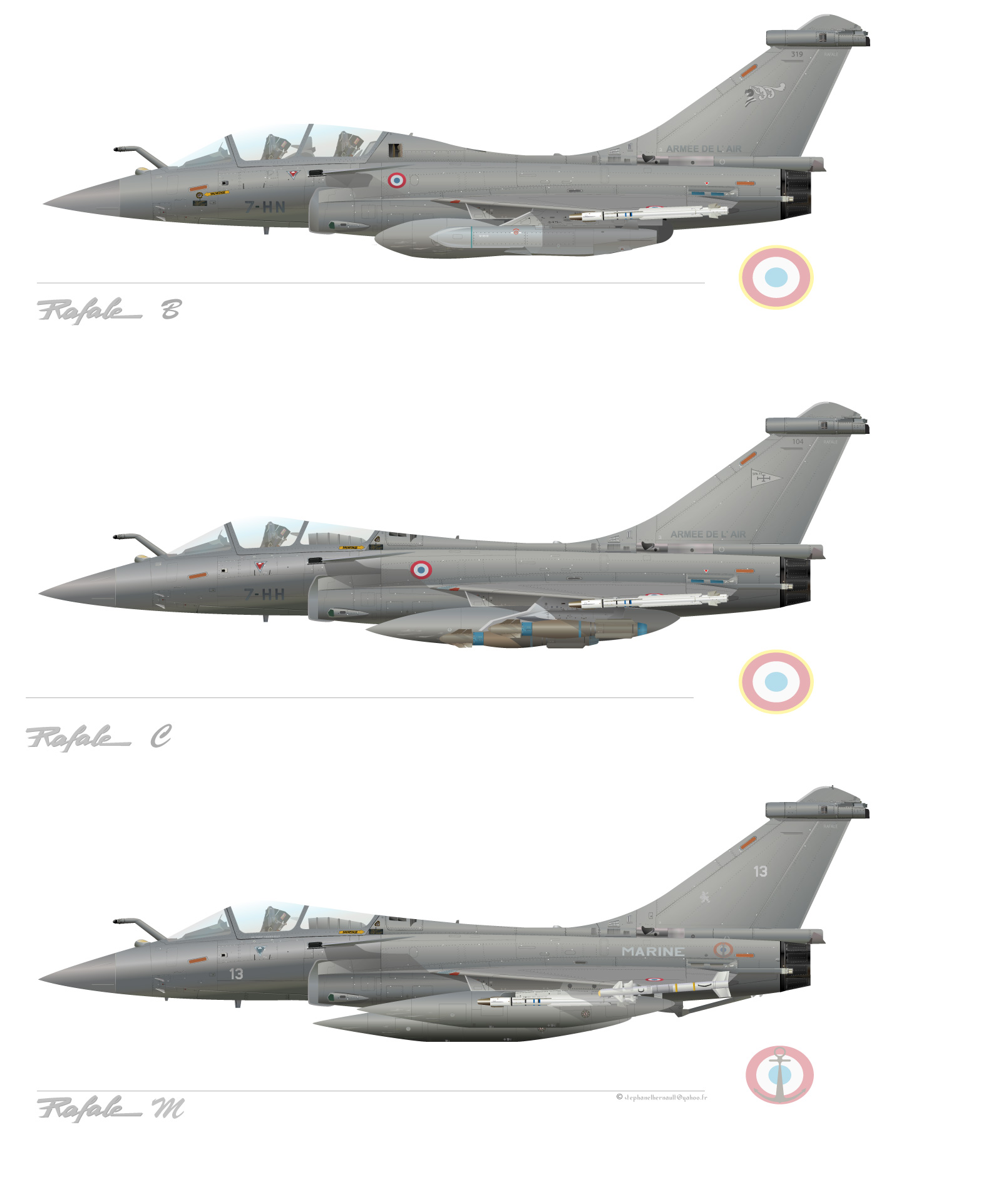
Die Rafale-Familie

Die Einführung der Rafale verlief in verschiedenen Ausbaustufen, den sogenannten Standards. Ein wesentlicher Vorteil dieses Vorgehens war der frühere Einführungszeitpunkt der ersten Serienmaschinen in die französischen Streitkräfte.
LF1
Der Standard LF1, teilweise auch Sub-F1 genannt, war der erste Standard. Er war ausschließlich mit rudimentären Luft-Luft-Fähigkeiten ausgerüstet und wurde noch ohne Bordkanone ausgeliefert. Es wurden lediglich eine Handvoll Maschinen in der M-Version gebaut, um der Aviation Navale ein schnelles Ersetzen der antiquierten F-8 Crusader zu ermöglichen. Alle Maschinen wurden auf den F1-Standard aufgerüstet.
F1
Der Standard F1 wurde aus denselben Gründen wie beim LF1 ebenfalls nur in der M-Version ausgeliefert. Die Luft-Luft-Fähigkeiten wurden erweitert und die Kanonen eingebaut. Inklusive der umgerüsteten LF1-Maschinen wurden zehn Stück ausgeliefert, wovon neun eingelagert sind. Alle werden derzeit auf den Standard F3 aufgerüstet (siehe unten).
F2
Mit dem Standard F2 wurde die Mehrrollenfähigkeit erreicht. Insbesondere wurde die Funktionalität des Radars erweitert, Link 16 eingerüstet und die Maschinen konnten Lenkbomben tragen. Maschinen dieses Standards wurden in allen Versionen ab 2004 an die Französischen Streitkräfte ausgeliefert. Zwischen September 2008 und September 2010 wurden alle Maschinen dieses Standards von F2 auf F3 umgerüstet.
F3
Mit dem Mitte 2008 eingeführten aktuellen Standard F3 wurden alle ursprünglich geplanten und nicht aus Kostengründen nachträglich gestrichenen Fähigkeiten verwirklicht. In diesem Standard sind alle Betriebsmodi des Radars, ein Helmvisier und die volle Waffenpalette inklusive der nuklear bestückten Abstandwaffe ASMP, eines Zielbeleuchtungspods und eines Aufklärungspods verfügbar. Durch Softwareanpassungen wurde auch der Einsatz der 30-mm-Kanonen gegen Bodenziele erleichtert. Die Rafale M sind mit diesem Standard auch für Katapultstarts mit einer Startmasse von 23,5 Tonnen qualifiziert, was die Verwendung von zwei 2000-l-Zusatztanks ermöglicht. Für die Aufnahme eines AESA-Radars ist der Standard F3 vorbereitet, es ist jedoch nicht Bestandteil des F3-Standards. Zukünftige Waffen wie die Meteor können ebenfalls in den F3-Standard integriert werden. Der Standard F3 ist in allen drei Versionen der Rafale verfügbar.
F3-04T
Die Einsatzstaffeln der französischen Streitkräfte erhalten ab 2013 Flugzeuge im Standard F3-04T. Diese Flugzeuge erhalten das neue AESA-Radar (siehe oben) sowie einen verbesserten Raketenwarner und eine weniger störanfällige Optronik (siehe hier respektive hier). Am 2. Oktober 2012 wurde die erste so ausgerüstete Maschine zu Testzwecken an die Armée de l’Air ausgeliefert.
F3.4
Als Zwischenschritt bis zur Einführung des Standards F3R bringt der F3.4 kleinere Verbesserungen, vor allem softwareseitig, unter anderem um die NATO-Kompatibilität und die Sicherheit zu erhöhen. Maschinen im Standard F3.4 werden ab Anfang 2015 geliefert.
F3R
Frankreich erteilte am 10. Januar 2014 den Entwicklungsauftrag für den Standard F3R, der eine Weiterentwicklung des aktuellen Standards F3-04T darstellt, und Ende 2018 seinen Erstflug hatte. Der Auftrag im Wert von 810 Millionen Euro umfasst insbesondere die Integration des Luft-Luft-Flugkörpers MBDA Meteor, eine erweiterte Integration der präzisionsgesteuerten Bomben vom Typ Sagem AASM Hammer, eine weitere Verbesserung des SPECTRA-Systems sowie einen neuen Laser-Zielbeleuchtungsbehälter. Letzterer ist vom Typ Thales PDL-NG und ist mit Kosten von 120 Millionen Euro einer der wesentlichsten Teile des Programms.
F4
Die Entwicklung eines F4-Standard begann Verschiedene weitere Verbesserungen wurden vorgeschlagen, unter anderem das rund 20 % stärkere M88-3-Triebwerk. Frankreich bestellte Anfang 2024 letztendlich 42 Exemplare des F4-Standards, die ab 2027 ausgeliefert werden sollen. Damit hat Frankreich 234 Rafale inklusive 40 für die Marineflieger bestellt, inklusive 12 nachbestellter Exemplare für an Griechenland weiterverkaufte Maschinen.

### Zukunft
Getestet wird mit Stand 2015 außerdem ein Geländefolgemodus für den Autopiloten, der automatische Tiefflüge für Einsitzer ermöglichen soll. Über eine Einführung ist bislang nicht entschieden.
Eine Auslieferung des geplanten gemeinsamen Projekts eines deutsch-französischen Flugzeugs der nächsten Generation (Future Combat Air System (FCAS)) ist nicht vor 2040 zu erwarten. Wegen der Weiterentwicklung der elektronischen Kriegsführung wird der Standard F4 bis 2035 nicht mehr zeitgemäß sein und durch F5 abgelöst; mit F6 ist nicht vor 2040 zu rechnen.
Beide Kammern des französischen Parlaments haben im Juni 2023 endgültig das Militärprogrammierungsgesetz verabschiedet (Ausgaben von 413 Milliarden Euro im Zeitraum von 2024 bis 2030, ein plus von 40 %).
Das Gesetz sichert auch die Finanzierung der Entwicklungskosten für den Standard F5.

## DieRafalein den französischen Streitkräften

### Bestellungen und Auslieferungen
Ursprünglich sollten 336 Maschinen beschafft werden: 225 Einsitzer und 25 Doppelsitzer für die Armée de l’air sowie 86 Maschinen für die Aviation Navale. Mit Ende des Kalten Krieges gab es 1992 eine erste Kürzung (234 Maschinen für die Armée de l’air und 60 Maschinen für die Aviation Navale). Die Erfahrungen aus dem Golfkrieg führten dazu, dass bei den Maschinen für die Armée de l’air die Anzahl der Doppelsitzer auf 139 stieg und die der Einsitzer auf 95 sank. So soll der hohen Arbeitsbelastung der Piloten bei Aufklärungs- und Bodenangriffsmissionen begegnet werden. Ende 2004 wurde in einem weiteren Versuch, die Kosten zu drücken, die Doppelsitzerversion für die Marine gestrichen. In einer dritten Sparrunde wurden im Jahr 2008 (als eine Finanzkrise begann, die auch auf die Realwirtschaft übergriff) weitere acht Maschinen gestrichen, womit 228 Maschinen für die Armée de l’air und 58 für die Aviation Navale verbleiben. Die Reduktion um acht Maschinen soll die Entwicklung und Beschaffung neuer Systeme, insbesondere eines AESA-Radars ermöglichen. Von diesen 286 Maschinen wurden mit den letzten beiden Großbestellungen – 2004 59 und 2009 60 Maschinen – insgesamt 180 Maschinen, davon 133 für die Armée de l’air und 47 Marineeinsitzer, fix bestellt. Gemäß dem Verteidigungsweißbuch 2013 soll die Anzahl der Kampfflugzeuge bis 2025 auf 225 Flugzeuge (für Marineflieger und Luftstreitkräfte zusammen) sinken, was eine weitere deutliche Reduktion des Beschaffungsziels bedeuten würde.
Sowohl bei den Bestellungen als auch bei den Auslieferungen wurde die Aviation Navale der Armée de l’air vorgezogen, da die zu ersetzenden Flugzeuge – F-8 Crusader und Super Etendard – deutlich älter sind. Mit Stand November 2010 sind 31 Maschinen der einsitzigen Marineversion Rafale M ausgeliefert. Bis 2012 sollten alle 58 Maschinen ausgeliefert sein, womit die Rafale M das einzige Kampfflugzeug der Aviation Navale sein wird. Dieser Zeitpunkt dürfte sich allerdings aufgrund der niedrigen Produktionsraten um etwa drei Jahre nach hinten verschieben. Die Armée de l’air verfügt mit Stand November 2010 gemäß dem Projet de loi finances pour 2011 über 62 Maschinen, die sich aus 38 Zweisitzern und 16 Einsitzern zusammensetzen, was mathematisch offensichtlich nicht ganz aufgeht. Die Auslieferung aller 228 Maschinen sollte ursprünglich 2010 abgeschlossen sein, wurde dann auf 2020 verschoben und soll sich jetzt bis 2025 hinziehen. Dann wird die Rafale, auch aufgrund der vorzeitigen Ausmusterung der anderen Flugzeugtypen, voraussichtlich alle anderen Kampfflugzeuge der Armée de l’air – SEPECAT Jaguar, Dassault Mirage F1 und Dassault Mirage 2000 – ersetzt haben. Die bis 2025 gezogenen Auslieferungen führen zu einer entsprechenden Kürzung der Fertigungsrate, die bei nur noch elf Maschinen im Jahr liegt. Gemäß Dassault wurden mit Stand Mitte 2011 insgesamt 98 Maschinen an die französischen Streitkräfte ausgeliefert. Bis Mitte Januar 2014 erhöhte sich diese Zahl auf 126 Maschinen, zusammengesetzt aus 39 Marineeinsitzern, 45 Luftwaffeneinsitzern und 42 Luftwaffenzweisitzern.
Bis Mitte 2015 konnte der Auslieferungsstand auf 140 Maschinen erhöht werden. Gleichzeitig wurde aber der Lieferzeitplan für die Armée de l’air noch einmal nach hinten geschoben: Drei Doppelsitzer wurden für den Export an Ägypten abgezweigt und drei weitere Maschinen sollen diesem Weg folgen. Bei der gegenwärtigen Auslieferungsrate von nur 11 Maschinen pro Jahr bedeutet dies eine signifikante Verzögerung, die bei den aktuellen Budgetproblemen Frankreichs aber nicht ungelegen kommt.
Dassault hat auf der Messe Euronaval 2018 ein Projekt (New Generation Fighter, NGF) für ein Flugzeug vorgestellt, das eines Tages den Rafale ersetzen soll.
Im September 2020 hat Griechenland 18 Rafale-Maschinen bestellt. Es ist das erste europäische Land, das sie kauft. 2021 haben die Vereinigten Arabischen Emirate die Bestellung von 80 Rafale bekannt gegeben.

### Kosten
Die Stückkosten der Rafale sind im Laufe der Beschaffung deutlich gestiegen und auch die Programmkosten stiegen, obwohl die Stückzahl reduziert wurde. Gemäß dem Cour des comptes – dem französischen Rechnungshof – sollten ursprünglich für 320 Maschinen 39,073 Milliarden Euro aufgewendet werden. Mit Stand Januar 2009 betrugen die Programmkosten inklusive der nachträglich bestellten Verbesserungen bereits 40,69 Milliarden Euro, obwohl die Stückzahl zwischenzeitlich auf nur noch 286 Maschinen reduziert wurde. Das ergibt eine Steigerung der Kosten pro Maschine inklusive Entwicklungskosten von 122,1 Millionen Euro auf 142,3 Millionen Euro. Die reinen Fly-away-Kosten je Maschine ohne Entwicklungskosten wurden im Jahr 2009 vom Verteidigungsministerium mit 64 bis 70 Millionen Euro abhängig von der Version angegeben. Der Cour des Comptes nennt hingegen Produktionskosten von ursprünglich 96,6 Millionen Euro und 101,1 Millionen Euro mit Stand Januar 2009, was einer Steigerung von lediglich 4,7 % entspricht. Der Großteil der Steigerung der Programmkosten wäre folglich auf die Entwicklungskosten zurückzuführen.
Die Kosten einer Flugstunde wurden vom Cour des comptes im Jahr 2004 mit hohen 35.000 Euro angegeben. Das Verteidigungsministerium will diese bis ins Jahr 2012 auf 10.000 Euro je Flugstunde bei der Rafale C und 7.000 Euro je Flugstunde bei der Rafale M senken. Nach Angaben von Dassault gegenüber der Armasuisse kostet 2012 eine Flugstunde 21.000 Euro.

### Verbände

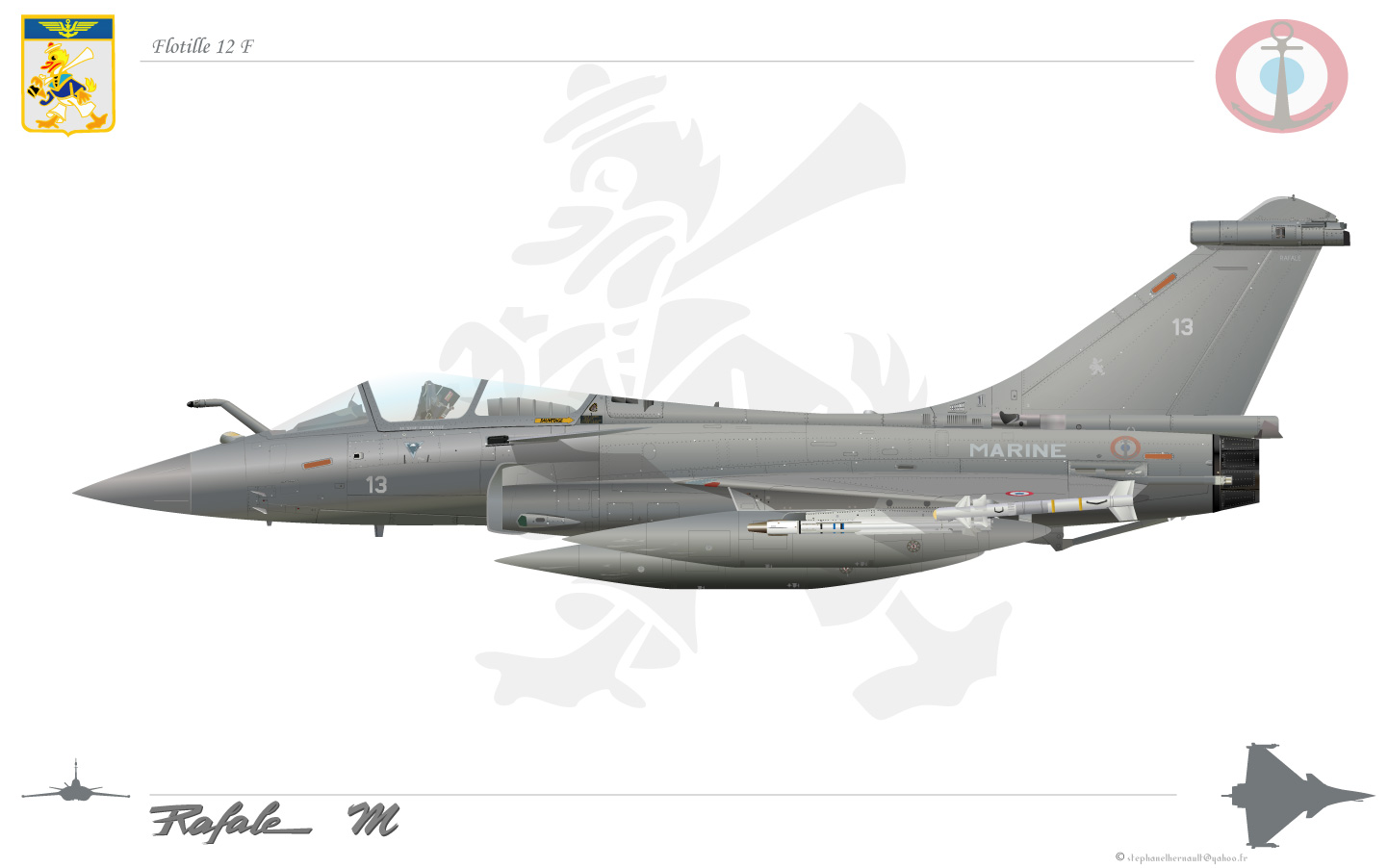
Rafale M, Flottille 12F
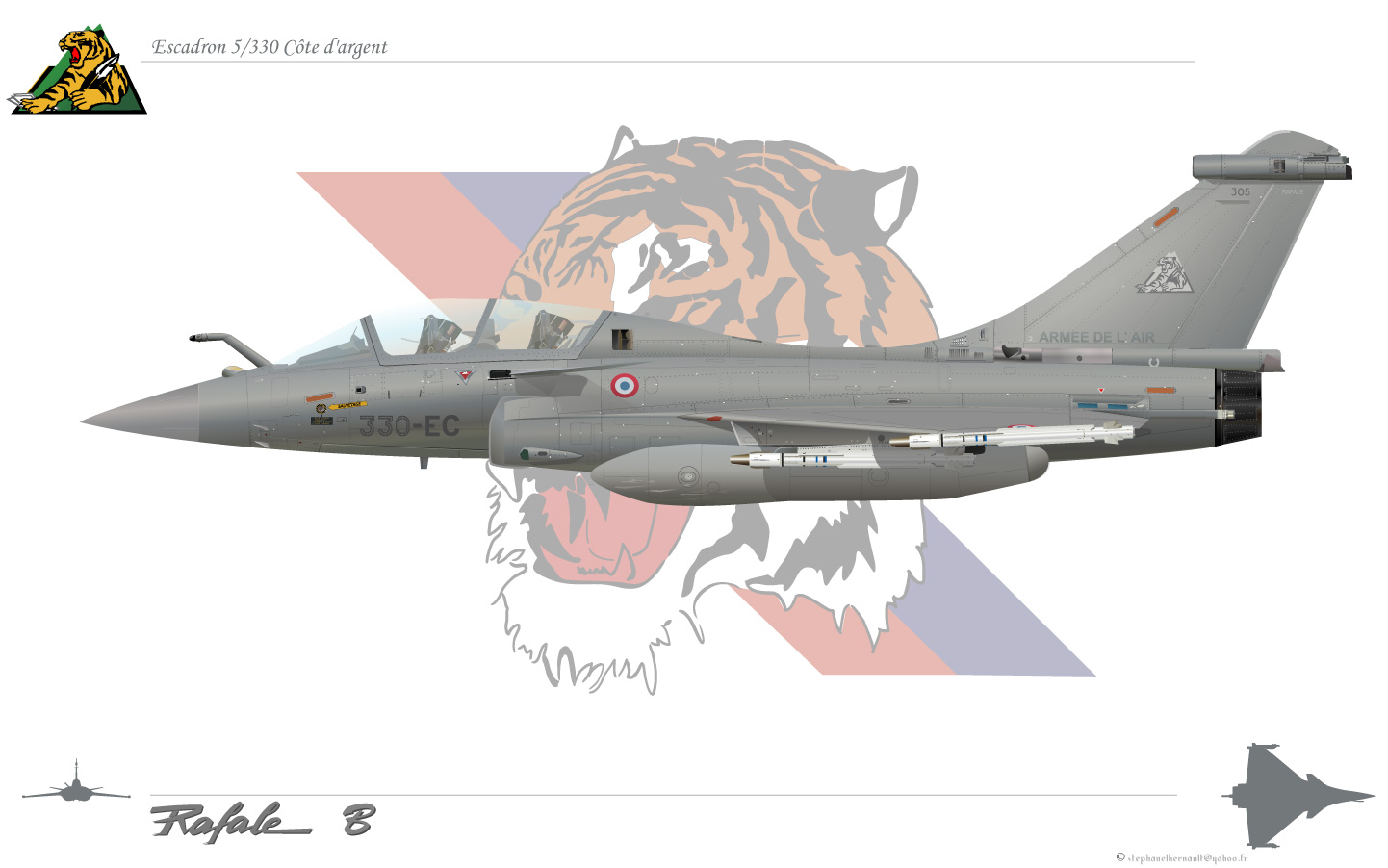
Rafale B, Staffel 5/330 Côte d'argent
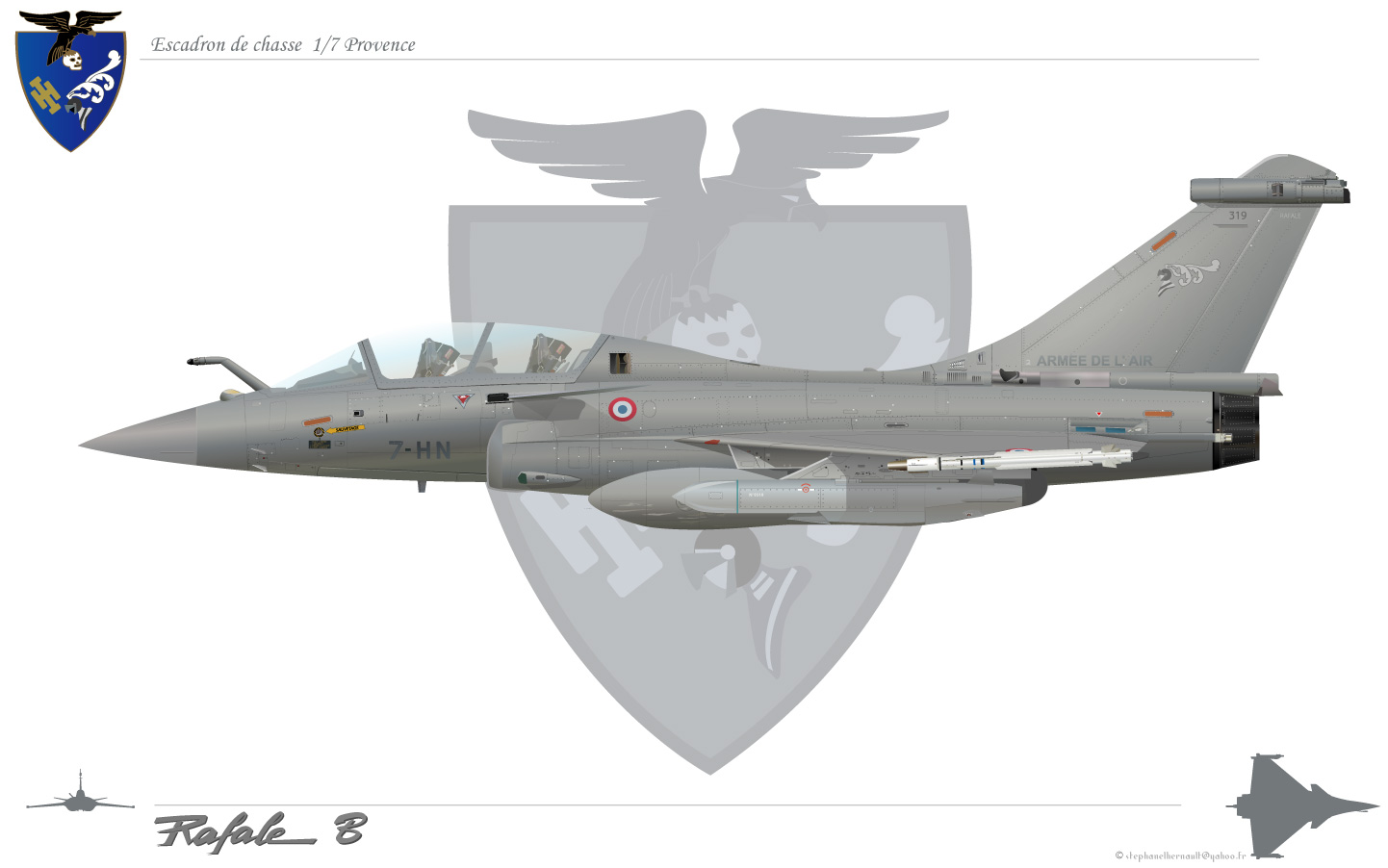
Rafale B, Staffel 1/7 Provence
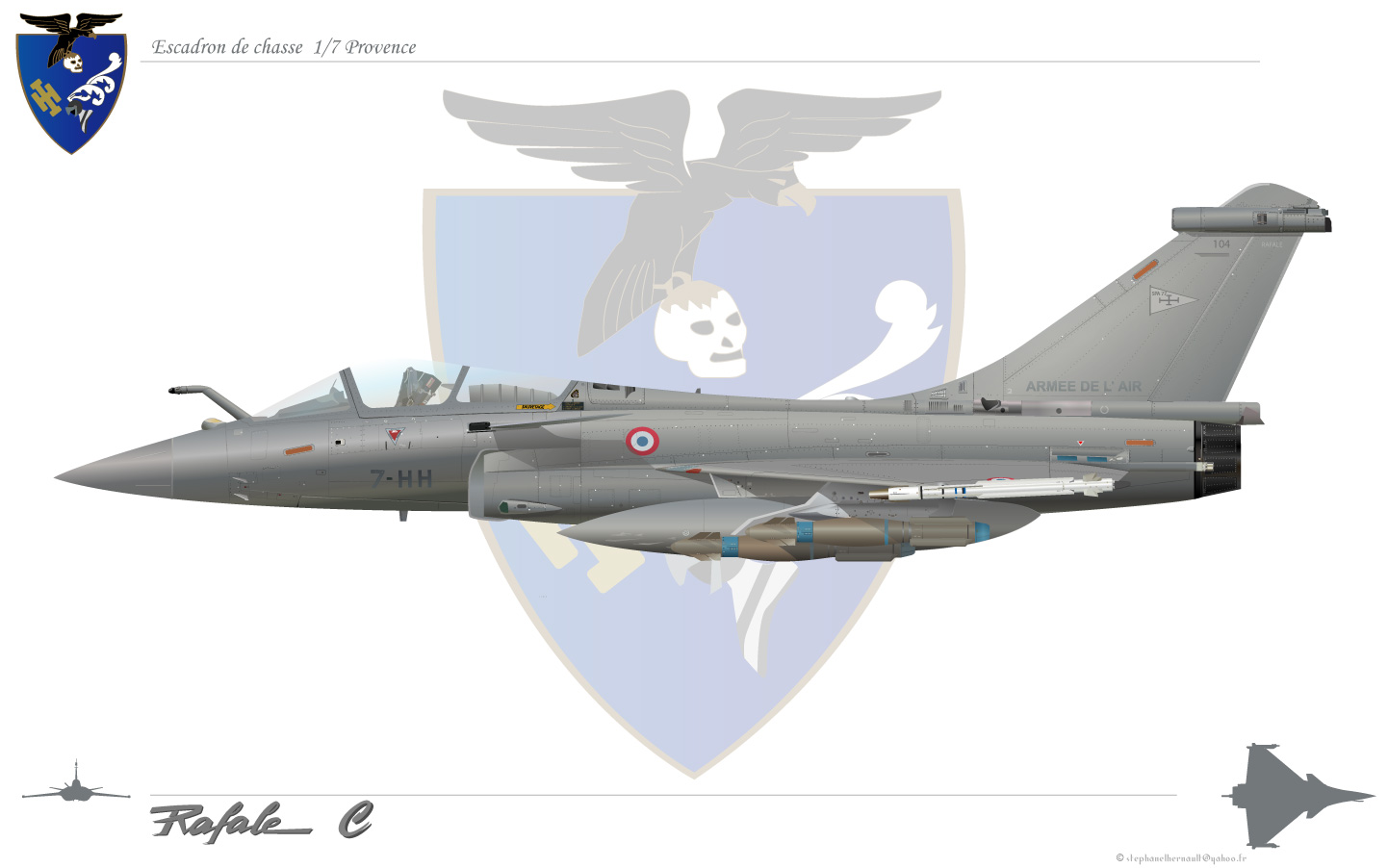
Rafale C, Staffel 1/7 Provence
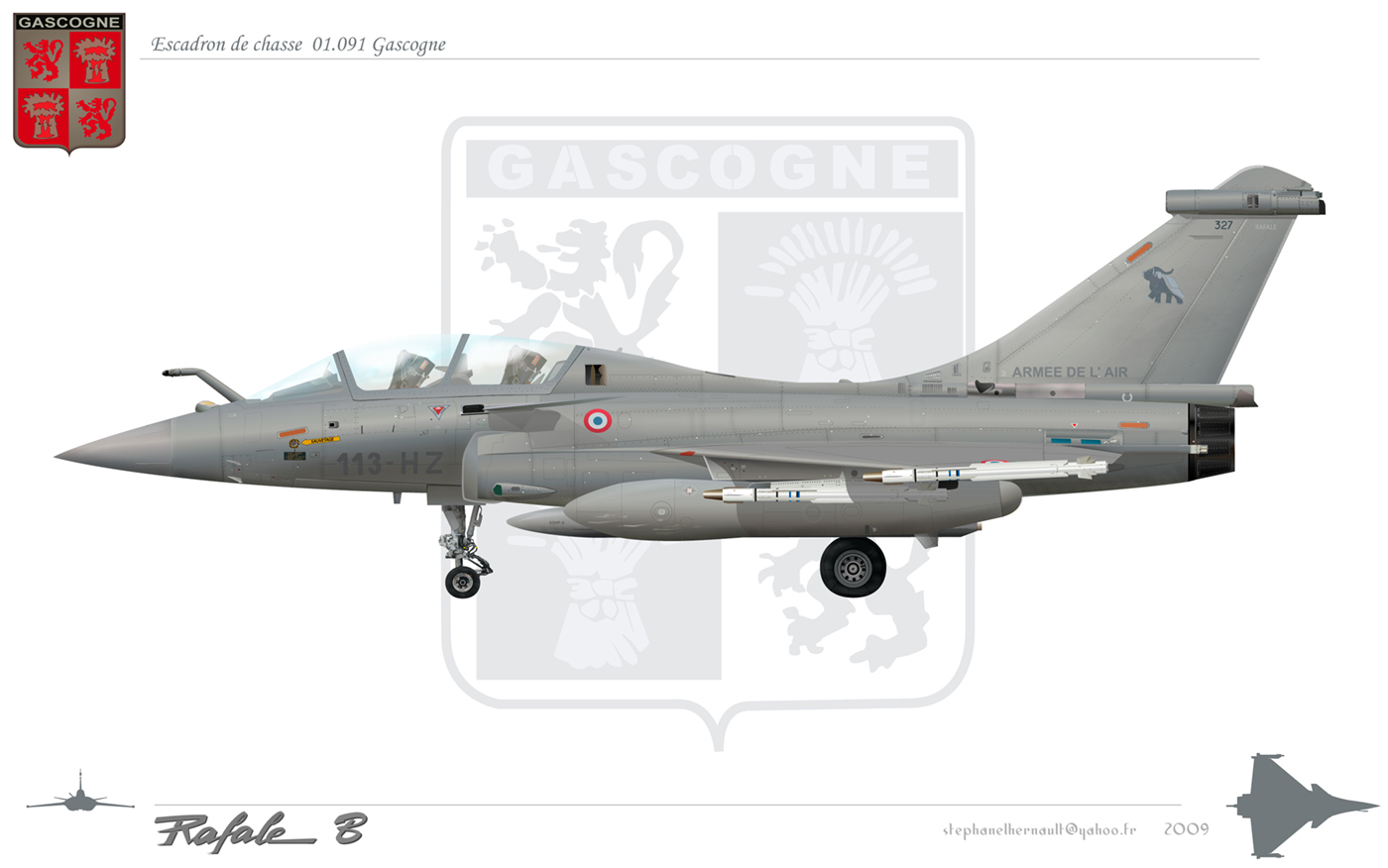
Rafale B, Staffel 1/91 Gascogne

Derzeit wird die Rafale von sechs verschiedenen Verbänden geflogen, die sich aus einem Marinefliegergeschwader, drei Einsatzgeschwadern der Luftstreitkräfte, einem Erprobungsgeschwader und einem gemeinsamen Trainingsgeschwader zusammensetzen.

#### Aéronavale
Flottille 11F
Die auf der BAN Landivisiau stationierte Flottille 11F wurde 2011 als zweite Staffel der Aviation Navale aufgestellt, der Zulauf der Rafale M läuft bis 2012.
Flottille 12F
Die gleichfalls in Landivisiau stationierte Flottille 12F wurde bereits am 18. Mai 2001 reaktiviert, um die ersten Rafale M zu betreiben. Drei Jahre später konnte die Flottille 12F nach 4.400 Flugstunden, 2.000 Landungen und 30 verschossenen Luft-Luft-Lenkflugkörpern am 25. Juni 2004 mit ihren zehn Rafale M im Standard F1 volle Einsatzbereitschaft erreichen. Weitere vier Jahre später, am 21. Mai 2008, konnte die volle Einsatzbereitschaft mit den Maschinen des Standards F2 erreicht werden. Alle zehn Maschinen des Standard F1 wurden – mit Ausnahme der M 01, die weiterhin für verschiedene Erprobungen genutzt wurde – eingelagert. Ende 2010 erklärte der amtierende Verteidigungsminister Hervé Morin, dass alle zehn Maschinen des Standards F1 für den Preis von 300 Millionen Euro bis 2017 in den Standard F3 aufgerüstet werden, wovon die erste umgerüstete Maschine im Herbst 2014 übergeben werden konnte. Die Flottille 12F war bereits drei Mal über Afghanistan im Einsatz. Im Jahr 2008 war die BAN Landivisiau zudem Austragungsort des Tiger Meets (siehe unten).
Flottille 17F
Als dritter Marineverband schult die Flottille 17F, ebenfalls in Landivisiau stationiert, seit 2016 auf die Rafale um, sie soll 2018 einsatzbereit sein.
sonstige
Die streitkräfteübergreifende Umschuleinheit (siehe Abschnitt „Armée de l’air“) verfügt über nominal drei Rafale M und das Testcenter Escadrille CEPA 10S in Hyères eine weitere Rafale M.

#### Armée de l’air
Escadron de chasse et d’expérimentation 1/30 Côte d’argent (bis 2016 5/330)
Die Erprobungsstaffel 5/330 Côte d’argent, die Teil des Centre d’Expériences Aériennes Militaires (CEAM) ist, erhielt ab Dezember 2004 als erster Verband der Armée de l’air je zwei Rafale B und C.
Escadron de chasse 1/7 Provence
Die lange Zeit in Saint-Dizier stationierte Jagdstaffel EC 1/7 Provence erhielt als erster Einsatzverband der Armée de l’air ab 2006 insgesamt 20 Rafale B und C. Als erster Rafale-Verband der Armée de l’air wurde das Geschwader 1/7 Provence mit einem Einsatz über Afghanistan im Jahr 2007 bereits operativ eingesetzt (siehe unten). Im Juni 2016 löste die EC 1/7 die EC 3/33 in Al-Dhafra in den Vereinigten Arabischen Emiraten ab.
Escadron de chasse 1/4 Gascogne (bis 2016 1/91)
Die ebenfalls in Saint-Dizier stationierte damalige EC 1/91 Gascogne wurde nach der Außerdienststellung im Jahr 2005 am 31. März 2009 reaktiviert und mit der Rafale B im Standard F3 ausgestattet. Insgesamt soll sie 20 Maschinen erhalten. Obwohl der Verband als Escadron de chasse, also als Jagdstaffel bezeichnet wird, ist seine Hauptaufgabe die nukleare Abschreckung. Am 1. Juli 2010 wurde die volle Einsatzbereitschaft erreicht.
Escadron de chasse 2/4 La Fayette
Im Hinblick auf die Außerdienststellung ihrer von Istres betriebenen Mirage 2000N im Jahr 2018 wurde die Hälfte der EC 2/4 La Fayette im Mai 2017 in Saint-Dizier mit der temporären Nummer EC 5/4 neu aufgestellt und begann mit Hilfe der EC 1/4 ihre Umschulung auf die Rafale, Ende August 2018 wurde sie als EC 2/4 in Dienst gestellt.
Escadron de transformation Rafale 3/4 Aquitaine (bis 2016 2/92)
Die damalige ETR 2/92 und heutige ETR 3/4 Aquitaine ist eine gemeinsame Ausbildungsstaffel von Marine und Luftstreitkräften, die am 6. Oktober 2010 in Anwesenheit von Verteidigungsminister Hervé Morin offiziell aufgestellt wurde. Stationierungsort ist ebenfalls Saint-Dizier. Die ETR 3/4 verfügt derzeit über vier Simulatoren, jedoch bis auf nominal drei (Marine-) Rafale M über keine eigenen Flugzeuge. Diese werden jeweils von den anderen in Saint-Dizier stationierten Staffeln ausgeliehen. Die 20 Piloten, die jährlich ausgebildet werden sollen, durchlaufen abhängig von ihrer Flugerfahrung entweder ein drei oder ein neunmonatiges Ausbildungsprogramm.
Escadron de chasse 2/30 Normandie-Niemen (zunächst Régiment de chasse)
Der zweite Rafale-Haupteinsatzplatz der Luftstreitkräfte in Frankreich ist Mont-de-Marsan. Im August 2011 traf die erste Maschine ein, die offizielle Indienststellung der Staffel erfolgte am 25. Juni 2012.
Escadron de chasse 3/30 Lorraine
Anfang 2011 wurde die Jagdstaffel Lorraine als EC 3/30 reaktiviert, nachdem sie als EC 3/33 im Jahr 2005 außer Dienst gestellt worden war. Der Verband war ab 2011 mit drei Rafale C ausgestattet und auf dem Luftwaffenstützpunkt Al-Dhafra in den Vereinigten Arabischen Emiraten stationiert, wo Frankreich seit 2008 einen dauerhaften Stützpunkt unterhält. Die Staffel verlegte im Sommer 2016 zum 30. Jagdgeschwader nach Mont-de-Marsan.

### Einsätze

#### Übungen und frühe Einsätze
Bereits im Jahr 2002 – zwei Jahre bevor offiziell die volle Einsatzbereitschaft erklärt wurde – wurden Kampfflugzeuge vom Typ Rafale M auf der Charles de Gaulle stationiert und in Zusammenarbeit mit der United States Navy bei bewaffneten Grenzpatrouillen zwischen Indien und Pakistan eingesetzt. Im Dezember 2005 stellte die Flottille 12F außerdem zeitweise eine Alarmrotte für den Nordosten Frankreichs – eigentlich nicht Aufgabe der Marineflieger –, wofür zwei Rafale M von Landivisiau auf die Marinefliegerbasis Lann-Bihoué verlegt wurden. Auch in den Jahren 2008 und 2010 stellte die Flottille 12F zeitweise wieder eine Alarmrotte.
Außerdem wurde eine Vielzahl von Übungen absolviert. So wurde beispielsweise im Juni 2008 auf der BAN Landivisiau, wo die Flottille 12F mit ihren Rafale M stationiert ist, das Tiger Meet 2008 unter dem Thema Ocean Tiger veranstaltet. Daran nahmen auch Rafale der Armée de l’air teil. Immer wieder üben Rafale M mit US-amerikanischen Flugzeugträgern. So wurden im Juli 2008, als die Charles de Gaulle von Sommer 2007 bis Anfang 2009 nicht zur Verfügung stand, im Rahmen der Operation Brimstone mehrere Rafale M auf die Theodore Roosevelt verlegt, um Trägeroperationen üben zu können. Der Triebwerkswechsel bei einer Rafale an Bord der Harry S. Truman im Juni 2010 war der erste Triebwerkswechsel bei einem ausländischen Flugzeug an Bord eines US-Trägers.

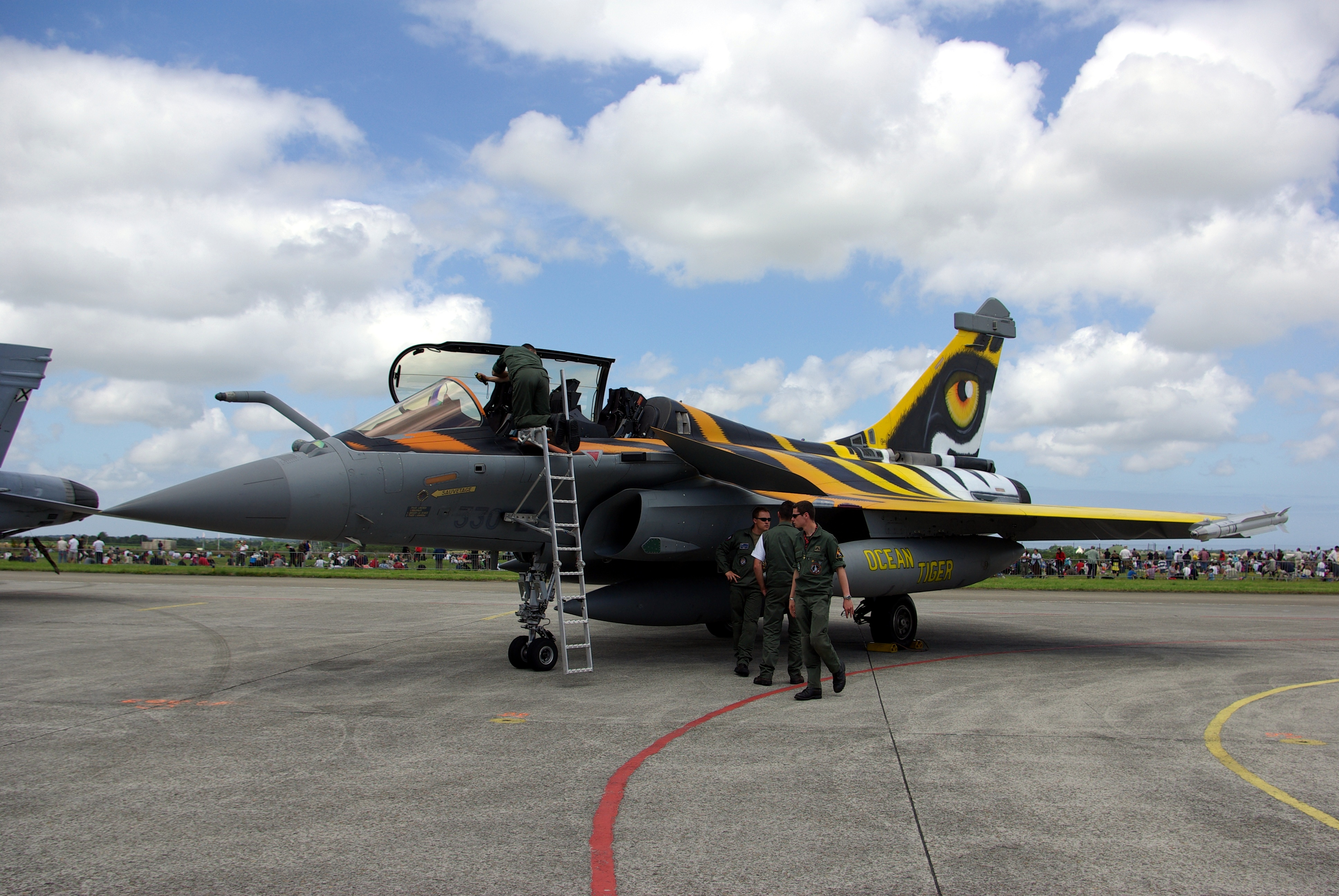
Eine Rafale B in Sonderbemalung für das Tiger Meet 2008

#### Einsätze über Afghanistan
Zum ersten Mal war die Rafale M im Mai 2006 im Rahmen der Opération Héraclès Air Indien über Afghanistan im Einsatz, als einige Maschinen im Standard F1 – noch ohne Luft-Boden-Fähigkeiten – von der Charles de Gaulle aus über Afghanistan patrouillierten.
Ein weiterer operativer Einsatz fand im Jahr 2007 statt, als je drei Rafale M und Rafale B innerhalb kürzester Zeit mit GBU-12-Lenkbomben für den Einsatz in Afghanistan ausgerüstet wurden. Die drei Maschinen der M-Version wurden von der Charles de Gaulle eingesetzt, während die drei Rafale B des Jagdgeschwaders 1/7 Provence Mitte März nach Duschanbe in Tadschikistan verlegt wurden. Da der Damoclès-Zielbeleuchtungsbehälter noch nicht integriert war, waren die Maschinen darauf angewiesen, von einer Super Etendard oder einer Mirage 2000 mit entsprechenden Fähigkeiten begleitet zu werden. Trotzdem bot dieses Konzept operative Vorteile, da die übliche Bewaffnung einer Mirage 2000 bei lediglich zwei GBU-12 liegt, während eine Rafale üblicherweise deren vier und bei Bedarf sogar sechs mitführen kann. Am 28. März warf als erste Rafale eine Maschine der M-Version eine GBU-12 im operativen Einsatz zur Unterstützung niederländischer Truppen ab. Der erste Waffeneinsatz einer Rafale B fand am 1. April statt. Bei den Einsätzen, die ausschließlich bei Tageslicht geflogen wurden, erwies sich die bei der Rafale B fehlende Bordkanone als Manko, die von Piloten in früheren Konflikten zur Abschreckung gegnerischer Bodentruppen durch Warnschüsse genutzt wurde.
Im Jahr 2009 kam die Rafale zum dritten Mal über Afghanistan zum Einsatz, als drei Maschinen der Jagdstaffel 1/7 Provence im Januar nach Kandahar verlegt wurden.
Im Rahmen der Opération Agapanthe 2010 Ende 2010 bis Anfang 2011 flogen auf der Charles de Gaulle stationierte Rafale M zwischen dem 25. November und dem 25. Dezember 2010 wieder Einsätze über Afghanistan. Bei diesem Teil der Opération Agapanthe 2010, der Opération Pamir genannt wurde, wurde zum ersten Mal auch der Areos-Reco-NG-Aufklärungspod operativ eingesetzt. Im Rahmen der Operation stürzte eine Rafale ab (siehe unten).

#### Einsätze über Libyen
Ab März 2011 wurde die Rafale im Rahmen der Opération Harmattan, der französischen Beteiligung an der Internationalen Intervention zur Durchsetzung der Resolution 1973 des Sicherheitsrats der Vereinten Nationen, über Libyen eingesetzt. Ziel der Operation war – wie in der Resolution 1973 des Sicherheitsrates völkerrechtlich genehmigt – die Einrichtung einer Flugverbotszone sowie das „Ergreifen aller Maßnahmen, die dem Schutz der Zivilbevölkerung dienen“. Ziel war es de facto aber auch, das Gaddafi-Regime zu beenden.
Bereits am 19. März, dem ersten Tag der internationalen Intervention, kamen acht in Saint-Dizier stationierte Rafale zusammen mit Mirage 2000, C-135-Tankern und einem AWACS-Flugzeug der Armée de l’air zum Einsatz. Seit dem 22. März 2011 operierte zudem die Flottille 12F abgestützt auf den Flugzeugträger Charles de Gaulle über Libyen, der zwei Tage zuvor mit acht Rafale M im Standard F3 der Staffel und weiteren Flugzeugen und Hubschraubern an Bord in Richtung Libyen ausgelaufen war. Am 6. April wurde die Luftgruppe der Charles de Gaulle um zwei weitere auf insgesamt zehn Rafale M ergänzt. Auf Seiten der französischen Luftstreitkräfte wurden acht Rafale der Versionen C und B nach Solenzara verlegt, der südlichsten französischen Luftwaffenbasis in der Nähe der südkorsischen Kleinstadt Porto-Vecchio. Der Luftwaffenstützpunkt erhielt deshalb den Spitznamen Rafaletown. Eine Verlegung noch näher an Libyen heran, insbesondere auf den sizilianischen Militärflugplatz Sigonella, wurde geprüft, jedoch nicht umgesetzt. Bis Ende Mai hatte das Detachement in Solenzara bereits über 2.200 Flugstunden und über 1.500 Luftbetankungen auf dem Konto, wobei alleine die Flüge ins Einsatzgebiet und zurück jeweils rund zwei Stunden in Anspruch nahmen, bei einer gesamten Einsatzzeit von sechs bis acht Stunden.
Aufgaben der Rafale sowohl der Armée de l’air als auch der Aviation Navale über Libyen sind Aufklärungsmissionen mit dem Areos-Recco-NG-Aufklärungspod sowie die Durchsetzung der Flugverbotszone. Dazu werden einerseits Patrouillen, bewaffnet mit MICA-Luft-Luft-Raketen geflogen, um allfällige gegen das Flugverbot verstoßende libysche Flugzeuge abschießen zu können. Andererseits werden auch präventiv Einrichtungen der libyschen Luftwaffe und Luftabwehr angegriffen. Gemäß Angaben des französischen Verteidigungsministeriums konnte bei einer solchen Operation eine Soko Galeb am Boden zerstört werden. Um das in der UN-Resolution bestimmte Ziel des Schutzes der Bevölkerung zu erreichen, wurden zudem Angriffe auf libysche Bodentruppen geflogen. Als Luft-Boden-Bewaffnung kamen AASM-Präzisionsbomben und zum ersten Mal auch Scalp-EG-Marschflugkörper zum Einsatz. Gemäß Dassault wurden mit AASM-Lenkbomben Ziele in bis zu 57 km Entfernung zerstört, was einen neuen Rekord darstelle. Aufgrund der großen Distanzen und abhängig von den jeweiligen Missionen, führen die Rafale zwei 2000-l, oder drei 1250-l-Zusatztanks mit, in der Tankerrolle sogar je zwei Tanks beider Typen.

### Einsätze über Irak
Im Rahmen des internationalen Einsatzes einzelner NATO-Staaten gegen den Islamischen Staat flog die Rafale ab dem 15. September 2014 Aufklärungs- sowie ab dem 19. September 2014 Kampfeinsätze im Irak. Ausgangsbasis für die Einsätze war die ständige Basis in Al Dhafra in den Vereinigten Arabischen Emiraten. Zur Unterstützung wurde zusätzliches Material und Personal mit einem Airbus A400M sowie ein C-135-Tankflugzeug aus Istres verlegt.

### Einsätze über Syrien
Seit dem 27. September 2015 werden französische Rafale in Syrien zur Terrorismusbekämpfung eingesetzt.

### Unfälle
- Am 7. Dezember 2007 stürzte eine unbewaffnete zweisitzige Rafale B des in Saint-Dizier stationierten Geschwaders 1/7 Provence während eines Übungsfluges in einem bewaldeten Gebiet bei Neuvic im Département Corrèze ab. Der einzige an Bord befindliche Pilot starb dabei, wobei der Schleudersitz nicht ausgelöst worden war. Als Unfallursache wurde räumliche Desorientierung des Piloten angegeben.[128]
- Am 22. Mai 2008 schoss auf der Marinefliegerbasis Lann-Bihoué eine Rafale M der Flottille 12F der Aviation Navale über die Landebahn hinaus. Der Pilot konnte sich mit dem Schleudersitz aus dem Flugzeug katapultieren und blieb unverletzt; das Flugzeug erlitt keinen großen Schaden und konnte repariert werden.[129]
- Am 24. September 2009 kollidierten zwei Rafale M der Flottille 12F der Aviation Navale rund 30 km östlich von Perpignan über dem Golfe du Lion. Einer der beiden Piloten konnte den Schleudersitz betätigen und wurde anschließend gerettet.[130]
- Am 28. November 2010 stürzte eine vom Flugzeugträger Charles de Gaulle operierende Rafale M der Flottille 12F der Aviation Navale vor der Küste Pakistans ab. Die Maschine hätte im Rahmen der Operation Agapanthe 2010 über Afghanistan eingesetzt werden sollen. Der Pilot konnte den Schleudersitz betätigen und wurde gerettet. Als Unfallursache vermutete man eine Fehlfunktion im Treibstoffsystem.[131]
- Am 2. Juli 2012 stürzte eine von dem Flugzeugträger Charles de Gaulle aus operierende Rafale M bei einem Luftkampftraining mit einer amerikanischen F-18 des US-Flugzeugträgers Dwight D. Eisenhower ab. Der Pilot konnte sich mit dem Schleudersitz retten und wurde von einem Hubschrauber aus dem Meer geborgen.[132]
- Am 20. März 2019 drückte ein Passagier in einem Rafale-Doppelsitzer der Armée de l’Air unbeabsichtigt auf den Schleudersitz-Auslöser und katapultierte sich so beim Start vom Militärflugplatz Saint-Dizier-Robinson (Ostfrankreich) aus der Rafale.[133][134]

## Exporte
Trotz früherer Exporterfolge der Mirage-Serie und einer Auslegung, die auch in Hinsicht auf gute Exportchancen gewählt wurde, dauerte es bis 2015, bis Dassault ausländische Abnehmer für die Rafale finden konnte. Dassault sah den Export der Rafale als eine zentrale Herausforderung für das Programm, um die hohen Entwicklungskosten – wie auch bereits bei früheren Kampfflugzeugen von Dassault – auf eine größere Anzahl Maschinen verteilen zu können. Seit seiner Einführung hat das Flugzeug daher an zahlreichen Ausschreibungen teilgenommen. Das Orderbuch enthielt Mitte 2023 Aufträge im Gesamtpreis von 34,4 Milliarden Euro. Wenn Indien seine Absichtserklärung in die Tat umsetzt, 26 Rafale für die indische Marine zu bestellen, steigt diese Zahl weiter.
Die unten als aktuell aufgeführten Zahlen entsprechen dem Stand vom Januar 2023.

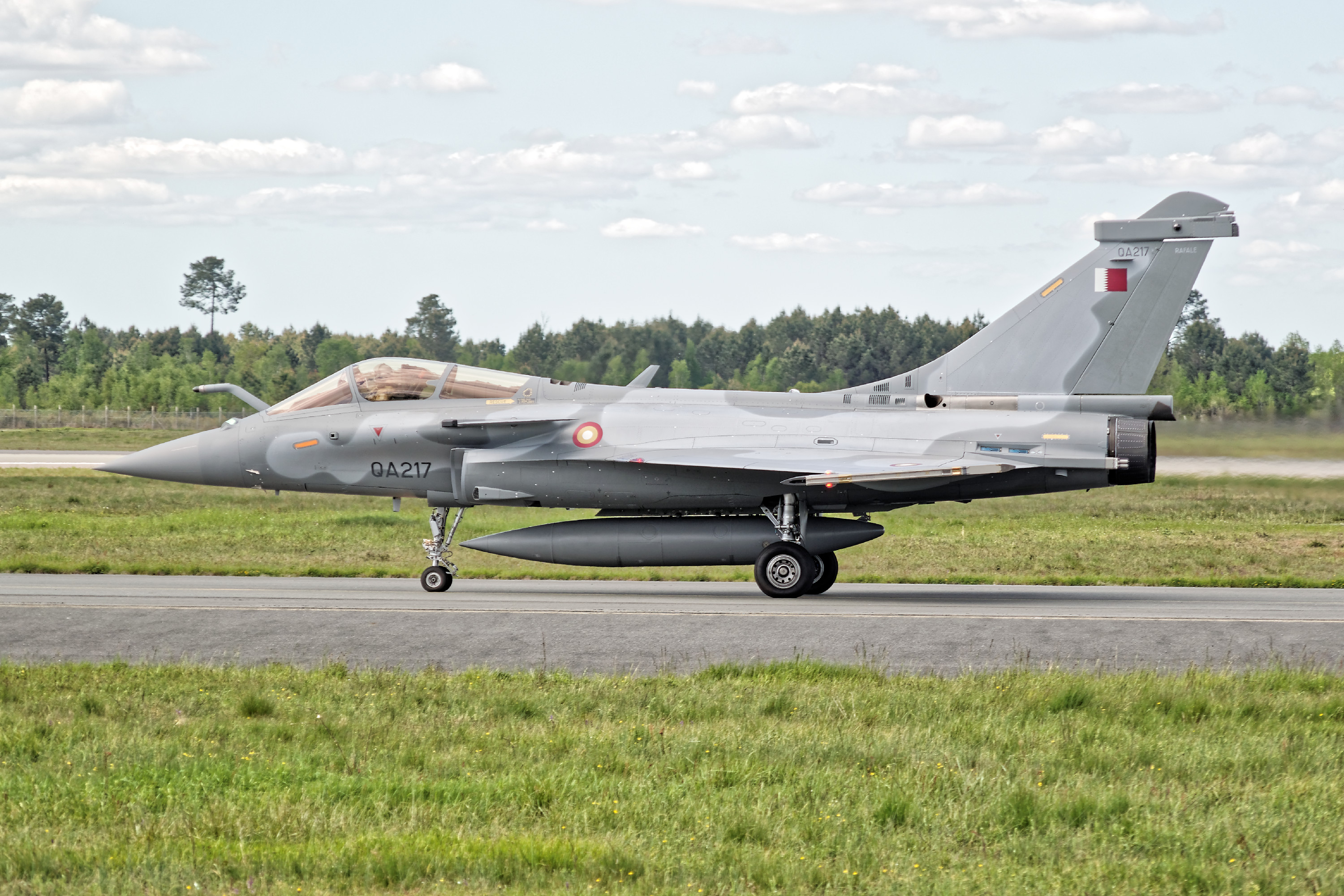
Katarischer Rafale auf dem Flughafen Bordeaux–Mérignac (2019)

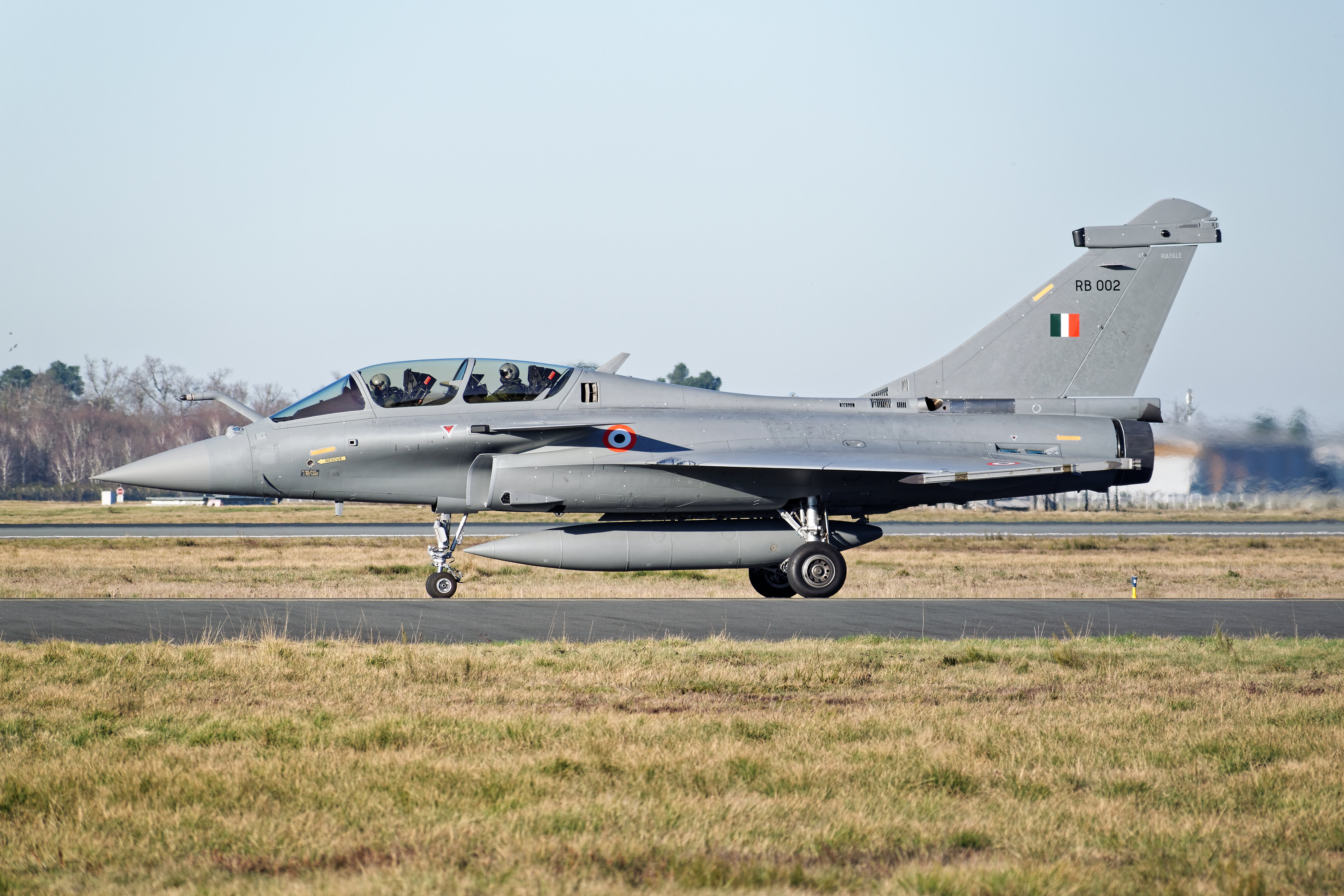
Rafale der Indischen Luftwaffe

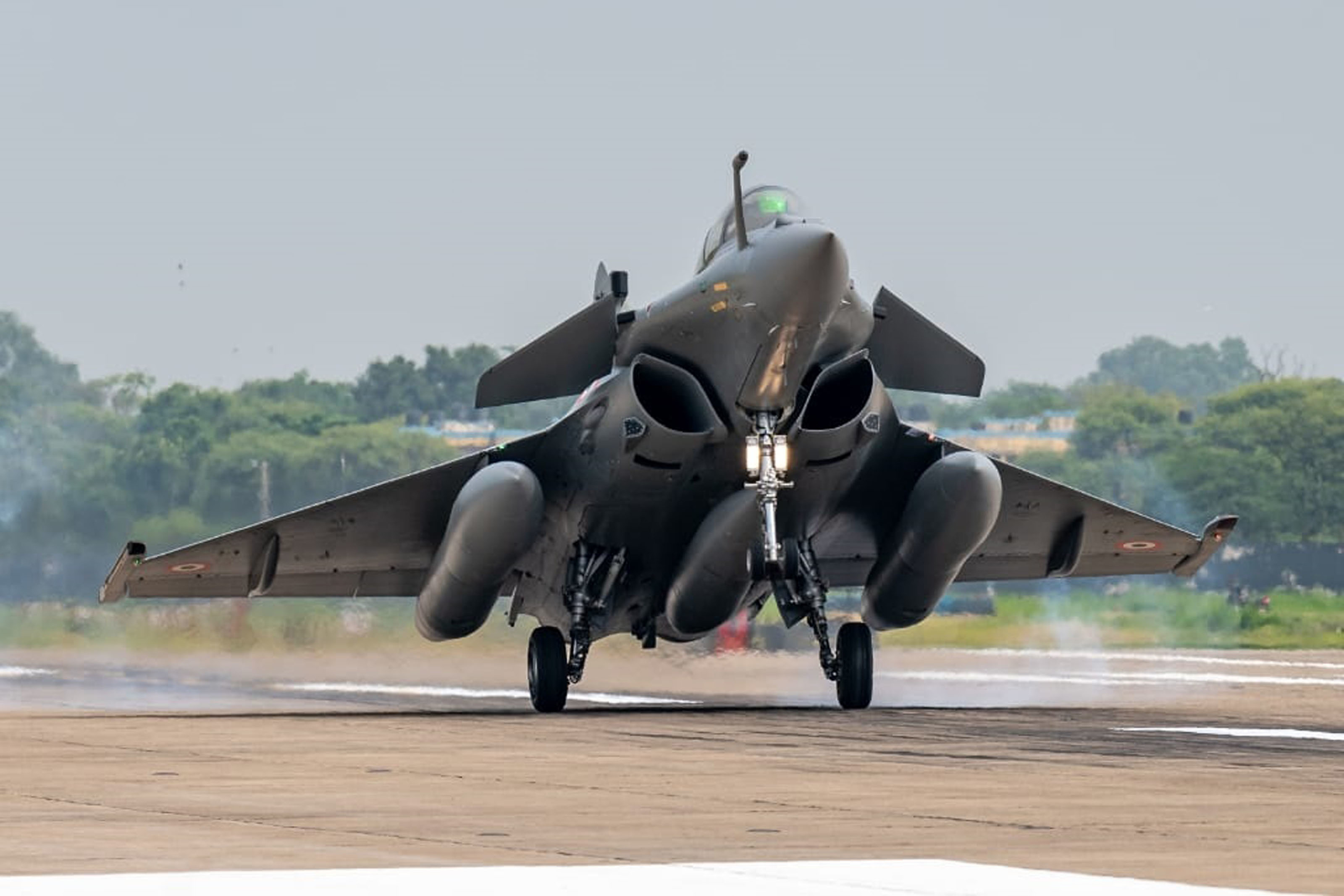
Eine Rafale bei ihrer ersten Ankunft in Indien am 29. Juli 2020.

### Ägypten
Im Einsatz aktuell: 24
Ägypten hat am 16. Februar 2015 einen Vertrag über den Kauf von 24 Rafale, 16 Doppelsitzer Rafale DM und acht Einsitzer Rafale EM, für 5,2 Mrd. Euro unterzeichnet. Die Bestellung umfasst ebenfalls MICA-Luft-Luft-Lenkwaffen, Storm Shadow-Marschflugkörper und eine FREMM-Fregatte sowie eine Option über 12 weitere Rafale. Die ersten drei Maschinen aus der Lieferung für die AdA abgezweigten Doppelsitzern wurden bereits am 20. Juli 2015 in Istres ausgeliefert. Auch soll die Produktionsrate erhöht werden, sodass bis 2018 bis zu doppelt so viele jährliche Auslieferungen stattfinden können. Die ersten drei Exemplare trafen am folgenden Tag im Land ein. Im Jahr 2021 wurden 30 Exemplare nachbestellt.
Die Rafale werden vom 203. Taktischen Kampfgeschwader in Gebel el Basur nordwestlich von Kairo betrieben.

### Griechenland
Im Einsatz aktuell: 24

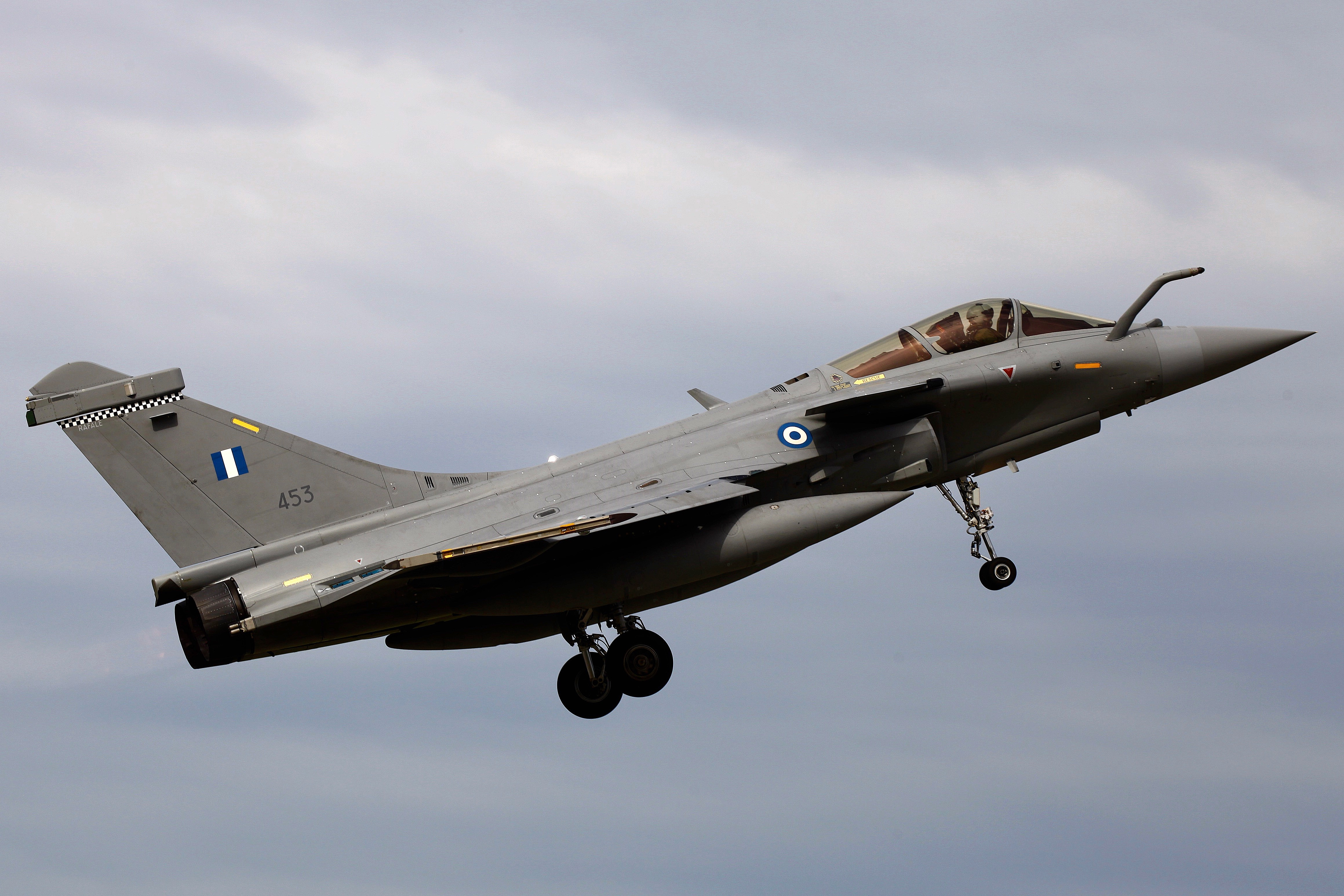
Rafale EG der Griechischen Luftstreitkräfte.

Athen und Paris verhandelten nach Informationen der griechischen Zeitung Parapolitika 2020 über den Erwerb von zehn neuen und acht gebrauchten Rafale, wobei die acht Stück kostenlos an die griechische Luftwaffe übergeben werden sollten. Letztendlich wurde 2021 ein Vertrag über die Lieferung von zwölf gebrauchten (inklusive zwei Doppelsitzern) und sechs neu zu bauenden Rafale unterzeichnet. Die Übergabe der ersten Rafale erfolgte am 21. Juli 2021 in Istres. Am 11. September wurde der Erwerb sechs (somit insgesamt) weiterer Rafale bekannt gegeben. 2022 hat Griechenland sechs neue Rafale bestellt. Die letzte der 24 Rafale F3R wurde Anfang 2025 ausgeliefert.
Am 10. Mai 2024 veröffentlichte das griechische Internet-Portal defencereview.gr einen Artikel über fortgeschrittene Verhandlungen zwischen Führungskräfte der Dassault Aviation und der griechischen Luftwaffe. Ersten Informationen nach sollen weitere 10 Rafale beschafft werden, um eine gleiche Anzahl an Mirage 2000 zu ersetzen.
Die Rafale werden vom 114. Kampfgeschwader auf dem Militärflugplatz Tanagra betrieben, dessen 332. Staffel (332 Mira) die Rafale nutzt.

### Indien
Im Einsatz aktuell: 36
Indien hatte 2001 unter der Projektbezeichnung MMRCA (Medium Multi-Role Combat Aircraft) die Beschaffung von 126 Mehrzweckkampfflugzeugen ausgeschrieben, ab 2009 fanden Typentests statt. Die damaligen Mitbewerber waren die Lockheed Martin F-16 E/F Fighting Falcon, die Saab JAS-39NG Gripen, die Boeing F/A-18 E/F Super Hornet, der Eurofighter Typhoon und die Mikojan-Gurewitsch MiG-35. Die Rafale sollte ursprünglich dazu nicht zugelassen werden; dies wurde später aber revidiert.
Die indische Luftwaffe fliegt bereits die Mirage-2000H. Nachdem im April 2011 nur noch die Rafale und der Eurofighter Typhoon in der Endauswahl standen, wurde am 31. Januar 2012 bekanntgegeben, dass die indische Regierung in exklusive Vertragsgespräche über den Kauf von 126 Rafale-Jets tritt. Dabei sollten 18 Flugzeuge von Dassault geliefert und 108 Flugzeuge in Indien in Lizenz gefertigt werden. Im April 2014 gaben die Präsidenten Frankreichs und Indiens bekannt, dass Indien möglichst rasch 36 in Frankreich gebaute Flugzeuge kaufen werde. Von einer Lizenzfertigung war keine Rede mehr. Die Flugzeuge sollen den akuten Bedarf der indischen Luftstreitkräfte decken, die Auslieferungen sollten zwei Jahre nach Vertragsschluss beginnen. Das ursprüngliche Vorhaben wurde im August 2015 beendet.
Am 23. September 2016 unterzeichneten die Verteidigungsminister Frankreichs und Indiens, Jean-Yves Le Drian und Manohar Parrikar einen Kaufvertrag über 36 Rafale-Mehrzweckkampfflugzeuge für 7,8 Milliarden Euro.
Die Auslieferungen begannen im Oktober 2019 und Ende Juli 2020 trafen die ersten Jets der 17. Squadron auf ihrer Heimatbasis Ambala im Bundesstaat Haryana ein. Bis Herbst 2020 waren 10 Flugzeuge in Indien, weitere mindestens 4 Flugzeuge sollten im November 2020 folgen, während 5 Flugzeuge zum Training in Frankreich verblieben.
Daneben ging die Rafale in der M-Baureihe 2022 auch als Sieger aus einem Vergleich mit der F/A-18E/F der Indischen Marine für 26 trägergestützte Kampfflugzeuge hervor. Der Vertrag über 22 Rafale M und vier Rafale DH Trainern, die nur von Land aus operieren können, wurde Ende April 2025 unterzeichnet.

#### Einsätze beim Kaschmir-Konflikt
Am 7. Mai 2025 gelang den pakistanischen Luftstreitkräften der Abschuss einer indischen Rafale auf große Distanz durch pakistanische Chengdu J-10CE mittels PL-15E (BVR-Raketen). Laut indischer Erklärung seien alle Piloten "nach Hause" gekommen.

### Indonesien
Bestellt: 42 (24 weitere erwogen)
Indonesien bestellte am 10. Februar 2022 sechs Dassault Rafale F4, mit der Option 36 weitere zu erhalten. Die Flugzeuge sollen ab 2025 mit dazugehörigen Simulatoren und logistischer Unterstützung geliefert werden. Im Sommer 2023 hat Indonesien den Kauf weiterer 18 Rafales bestätigt und die letzten 18 schließlich im Januar 2024. Die Lieferung erfolgt als Komplettlösung mit „beträchtlichen“ Kompensationsgeschäften.

### Katar
Im Einsatz aktuell: 36
Katar unterzeichnete am 4. Mai 2015 einen Vertrag über die Lieferung von 24 Rafale für EUR 6,3 Mrd. Der Vertrag umfasst auch zugehörige Waffen und das Training für 36 Piloten sowie eine Option für zwölf weitere Maschinen, die Ende 2017 gezogen wurde. Die Auslieferungen waren von 2019 bis 2022 geplant, wobei die erste Staffel zuvor im französischen Mont-de-Marsan aufgestellt werden sollte.
Die ersten Rafales betreibt die 1. Staffel als Teil des 6. Geschwaders, die in Tamim stationiert ist.

### Kroatien
Im Einsatz: 12
Kroatien entschied sich im Mai 2021 zum Kauf von 12 gebrauchten Rafale F-3R der Französischen Luftstreitkräfte (davon zwei Doppelsitzer). Die Rafale sollen bei den Kroatischen Luftstreitkräften die Mikojan-Gurewitsch MiG-21 ersetzen. Das Auftragsvolumen für die 12 Flugzeuge, Flugsimulator, Ersatzteile und Ausbildung beträgt. 999 Mio. Euro. Der Vertrag wurde am 25. November 2021 unterschrieben. Am 2. Oktober 2023 konnten die Kroaten ihre erste Rafale übernehmen und Ende April 2024 begann die Überführung nach Kroatien. Die letzten der 12 Rafale wurden im April 2025 ausgeliefert.
Die Rafale werden von der 191. Jagdstaffel (191. Eskadrila Lovačkih Aviona) betrieben, die auf dem militärischen Teil des Flughafens Zagreb stationiert ist.

### Serbien
Bestellt: 12
Ende August 2024 unterzeichnete die serbische Regierung einen Vertrag über den Kauf von 12 Rafale samt Ausstattung für die serbischen Streitkräfte. Nach Angaben des serbischen Verteidigungsministeriums hat das Geschäft einen Wert von 2,7 Milliarden Euro. Die neun einsitzigen und drei zweisitzigen Rafale-Jets sollen bis 2029 an Belgrad geliefert werden.

### Vereinigte Arabische Emirate
Bestellt (im Dezember 2021): 80
Die Vereinigten Arabischen Emirate verhandelten über den Kauf von rund 60 Exemplaren, um die etwa im Jahr 1999 gelieferten Mirage 2000-9/9D zu ersetzen. Zunächst gelang keine Einigung; strittig waren insbesondere die Wünsche der VAE nach einem AESA-Radar und einem stärkeren Triebwerk – beides erst in Entwicklung –, der Preis dieser Modifikationen und der Wunsch der VAE, dass Frankreich die Mirage 2000 zurücknimmt. Zeitweise wurden die Verhandlungen unterbrochen und die VAE haben bei Boeing Informationen über die F/A-18 E/F Super Hornet eingeholt. Die Verlegung von drei Rafale Ende 2010 auf den 2008 eröffneten französischen Stützpunkt in den VAE wurde in Zusammenhang mit den Vertragsverhandlungen gesehen (siehe oben). Im Dezember 2021 wurde schließlich der Kaufvertrag für 80 Rafale unterzeichnet.

### Andauernde Verhandlungen

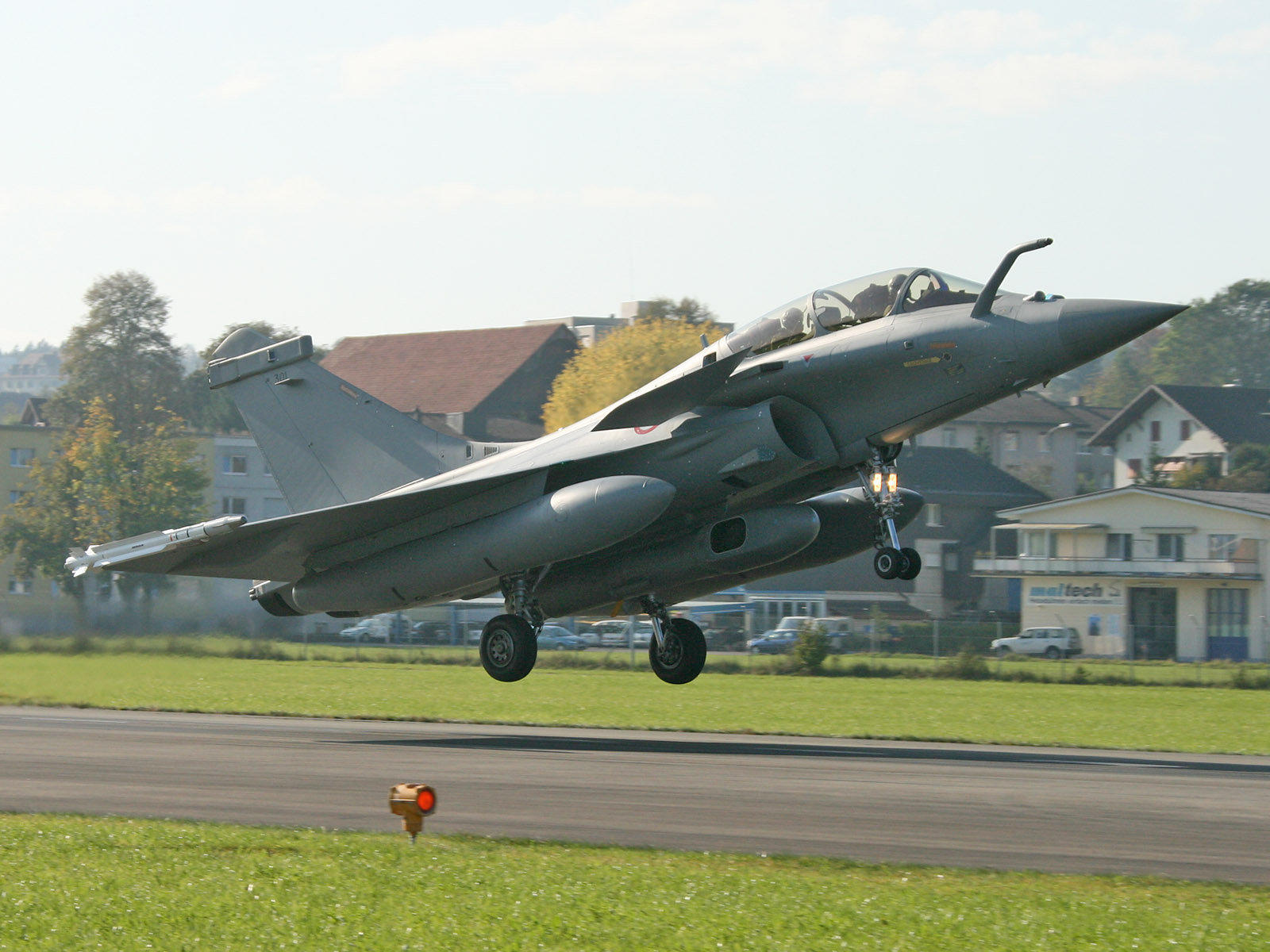
Eine Rafale B der Armée de l’air mit zwei MICA IR, zwei 2000-l-Unterschallzusatztanks und dem Areos-Reco-NG-Aufklärungspod in Emmen zur Erprobung

Malaysia:
Dassault hat Malaysia 2015 die Lieferung von 16 bis 18 Maschinen angeboten, wobei auch der Kauf von Eurofightern erwogen wurde. Zu Showzwecken wurden zwei Rafale der AdA nach Malaysia verlegt.

### Gescheiterte Verhandlungen
Schweiz:
Die Schweizer Luftwaffe lud im Januar 2008 die vier Hersteller Boeing, Dassault, EADS und Saab ein, ihre Angebote für das Projekt Tiger-Teilersatz (TTE), das die noch verbliebenen rund 50 F-5 Tiger II zumindest teilweise ersetzen soll, einzureichen. Die Rafale wurde von Dassault im Standard F3-04T angeboten, der insbesondere auch das neue RBE2-AA-Radar umfasst. Da Boeing auf die Einladung nicht eingegangen war, wurden die drei angebotenen Flugzeugmuster – Rafale, Eurofighter und Gripen – im Jahr 2008 in der Schweiz evaluiert. Im Januar 2009 wurde allen drei Herstellern die Möglichkeit gegeben, ihre Angebote noch einmal nachzubessern. Im Jahr 2010 wurde das TTE-Programm vorerst unterbrochen, da mit dem geplanten Budget von 2,2 Milliarden Franken die Beschaffung der anvisierten 22 Maschinen nicht finanzierbar war. Eine Entscheidung sollte erst 2015 fallen. Am 30. November 2011 wurde bekanntgegeben, dass der Entscheid zugunsten der JAS Gripen gefallen sei. Ende Januar 2012 reichte Dassault eine Offerte zu einem wesentlich günstigeren Preis nach, um doch noch wieder ins Rennen zu kommen. In der Volksabstimmung im Mai 2014 lehnten die Schweizer jedoch die Finanzierung der Neubeschaffung von Kampfflugzeugen ab.
Nach der gescheiterten Volksabstimmung von 2014 startete die Schweiz 2017 ein neues Ausschreibungsverfahren für den Ersatz der gesamten Kampfjetflotte mit einem einzelnen neuen Kampfflugzeugtyp. Es wurden nur Typen zugelassen, welche sich bereits im Einsatz befanden, womit die Gripen Version E ausschied. Offeriert wurde die Rafale von Dassault, der Eurofighter von Airbus, die F/A-18 E/F von Boeing und die F-35A von Lockheed Martin. Am 30. Juni 2021 empfahl der Bundesrat den Kauf der F-35A, welche in Bezug auf die gewählten Leistungskriterien als Sieger aus der Evaluation hervorging. Gleichzeitig handelte es sich um die preisgünstigste Offerte.
 Brasilien:
Brasilien suchte seit Anfang 2008 im Rahmen des F-X2-Programms 36 bzw. langfristig 120 neue Kampfflugzeuge zum Ersatz der alternden Flotte aus Northrop F-5, AMX International AMX und gebraucht gekauften Mirage 2000, wobei Technologietransfer und teilweise Fertigung in Brasilien verlangt wurden. Die Rafale stand dabei zusammen mit der amerikanischen F/A-18E/F Super Hornet und der schwedischen Saab JAS 39 Gripen seit Oktober 2008 in der Endauswahl, nachdem der Eurofighter, die F-16BR Fighting Falcon und Suchoi Su-35BM ausgeschieden waren. Am 7. September 2009 wurde die Rafale als bevorzugter Bieter verkündet, ohne sich jedoch formell zu binden. Kurz darauf wurden alle drei Anbieter gebeten, ihre Angebote noch einmal nachzubessern, was von allen bis Anfang Oktober desselben Jahres getan wurde. Im Januar 2010 verkündete die Força Aérea Brasileira, dass die Gripen aufgrund der geringen Anschaffungs- und Betriebskosten sowie besserer Einbindung der brasilianischen Industrie das beste Angebot sei. Der damalige Präsident Luiz Inácio Lula da Silva, aus politischen Überlegungen ein Befürworter der Rafale, beschloss schließlich, die Entscheidung seiner Nachfolgerin Dilma Rousseff zu überlassen. Nach zahlreichen Verschiebungen fiel im Dezember 2013 die Entscheidung zugunsten der Saab Gripen NG.
 Finnland
Die finnischen Streitkräfte beabsichtigen bis 2030 ihre McDonnell Douglas (jetzt zu Boeing gehörend) F/A-18 C/D Hornet auszumustern und durch neue Kampfflugzeuge zu ersetzen. Im Rahmen eines „HX Challenge“ genannten Testprogramms wurden vom 9. Januar bis 26. Februar 2020 fünf Kampfflugzeuge getestet. In der engeren Auswahl befinden sich die Typen JAS 39 Gripen E/F, Rafale, Eurofighter Typhoon, Lockheed Martin F-35 und Boeing F/A-18 E/F Super Hornet. Die Anfrage für das beste und letzte Angebot (BAFO) wird den Bietern im Jahr 2020 am Ende der zweiten Phase der HX-Programmverhandlungen zugesandt. Am 10. Dezember 2021 gab die Finnische Luftwaffe bekannt, sich für die F-35A entschieden zu haben.
 Kanada
Dassault zog sich aus dem Wettbewerb zum CF-18-Ersatz aus Gründen der Vertraulichkeit sensibler Daten zurück.
 Kuwait:
Kuwait war interessiert, 14 bis 28 Flugzeuge zu beschaffen und hatte offiziell um eine Offerte gebeten. Jedoch wurde im September 2015 bekannt, dass Kuwait über Italien 28 Stück des Konkurrenten Eurofighter Typhoon beschaffen wird.
 Marokko:
Die Rafale stand im Auswahlverfahren der marokkanischen Streitkräfte für ein neues Mehrzweckkampfflugzeug. Allerdings unterlag sie Ende 2007 der weniger leistungsfähigen, aber günstigeren F-16C Fighting Falcon Block 52 von Lockheed Martin.
 Singapur:
In Singapur waren der Eurofighter, die Rafale und eine Variante der Boeing F-15E Eagle, die F-15SG in der Endauswahl, wobei der Eurofighter aufgrund seiner zum damaligen Zeitpunkt begrenzten Luft-Boden-Fähigkeiten und langsamer Weiterentwicklung vorzeitig ausschied. Im Jahr 2005 wurde die F-15SG zum Sieger erklärt.
 Südkorea:
Bereits im Jahr 2002 hat die Rafale in einer Ausschreibung Südkoreas gegen eine andere Variante der F-15E, die F-15K, verloren. :

## Technische Daten
| Kenngröße                  | Daten der Dassault Rafale F3                                                                                      |
| -------------------------- | --- |
| Besatzung                  | - 1 Pilot (Rafale C und M) - 2 (Rafale B)                                                                         |
| Länge                      | 15,27 m |
| Flügelspannweite           | 10,80 m |
| Flügelfläche               | 45,70 m² |
| Flügelstreckung            | 2,55 |

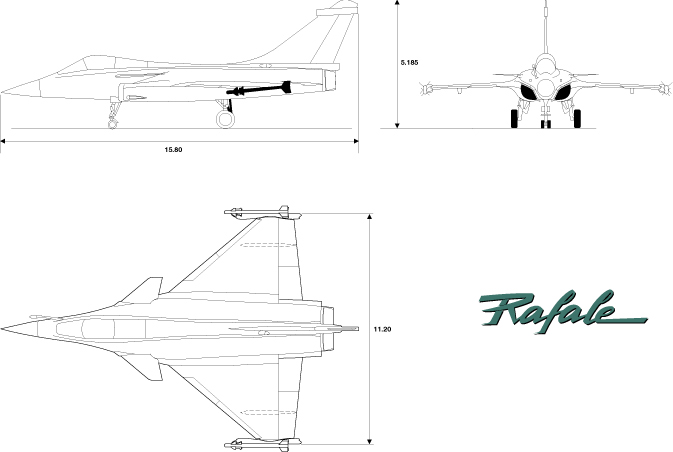
Dreiseitenriss einer einsitzigen Rafale

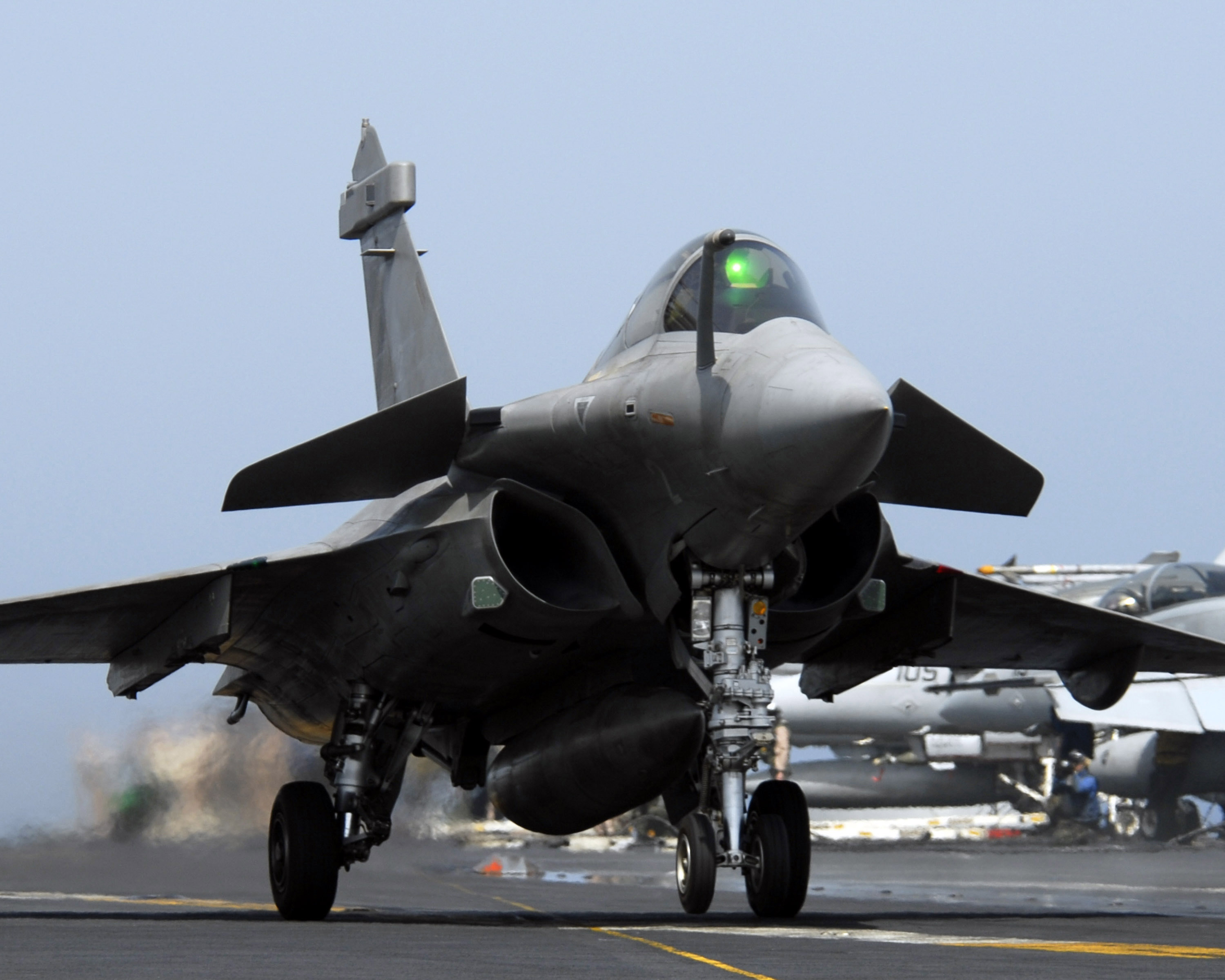
Eine Rafale M bei einem Touch-and-Go an Bord der John C. Stennis

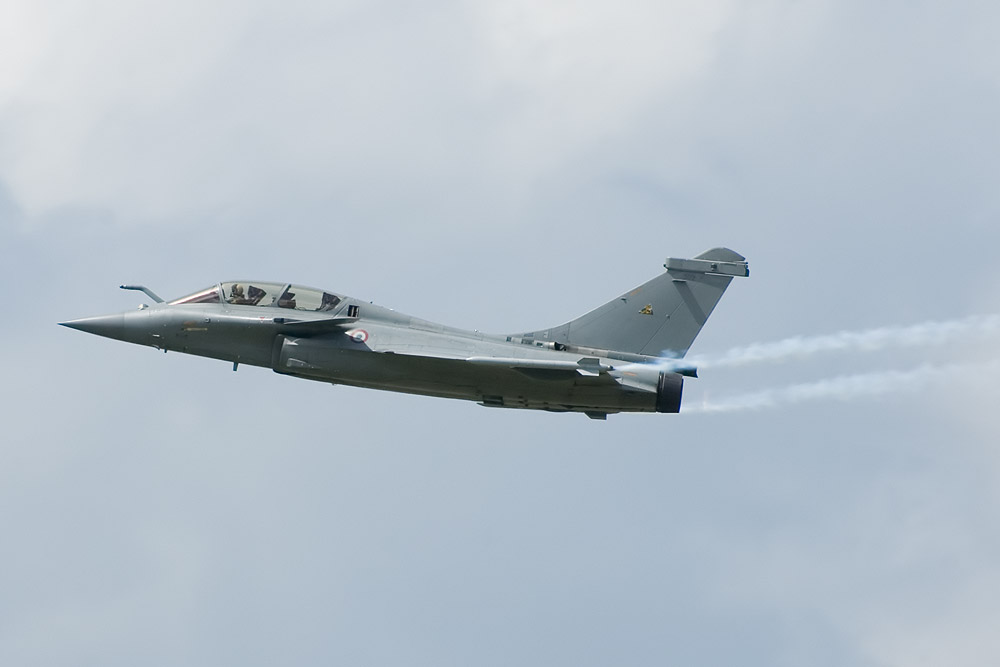
Seitenansicht einer Rafale B

| Tragflächenbelastung       | - minimal (Leermasse): 224 kg/m² - nominal (normale Startmasse): 322 kg/m² - maximal (max. Startmasse): 536 kg/m² |
| Höhe                       | 5,34 m |
| Leermasse                  | 10.220 kg |
| normale Startmasse         | 14.710 kg |
| max. Startmasse            | 24.500 kg |
| Treibstoffkapazität        | - intern: 4.680 kg - extern: 6.720 kg                                                                             |
| Treibstoffmassenanteil     | 0,318 |
| g-Limits                   | −3,2 bis +9g |
| Rollrate                   | 270°/s |
| Höchstgeschwindigkeit      | 2125 km/h bzw. Mach 1,97 (auf 10.975 m bei −50 °C)                                                                |
| max. Dienstgeschwindigkeit | - 1.915 km/h bzw. Mach 1,55 (auf 10.975 m bei −50 °C) - 1.397 km/h bzw. Mach 1,13 (auf Meereshöhe bei 20 °C)      |
| min. Fluggeschwindigkeit   | 148 km/h |
| Dienstgipfelhöhe           | 16.763 m |
| max. Steigleistung         | >305 m/s |
| Einsatzradius              | 1.093 km (als Abfangjäger)                                                                                        |
| max. Waffenlast            | 9500 kg an 14 Außenlaststationen (davon 5 für schwere Waffen bzw. Außentanks)                                     |
| Triebwerk                  | 2 × SNECMA-M88-2-E4-Mantelstromtriebwerke                                                                         |
| Schubkraft                 | - mit Nachbrenner: 2 × 75 kN - ohne Nachbrenner: 2 × 50 kN                                                        |
| Schub-Gewicht-Verhältnis   | - maximal (Leermasse): 1,50 - nominal (normale Startmasse): 1,04 - minimal (max. Startmasse): 0,62                |

## Trivia
Die Rafale war auch im Kinofilm The Dictator (2012) von Larry Charles zu sehen.